# Schack
För andra betydelser, se Schack (olika betydelser).
Schack är ett bräd- och strategispel för två deltagare. Målet i spelet är att sätta motståndarens kung i schackmatt, vilket inträffar då kungen sätts i schack och inte har någon möjlighet att komma ur hotet.
Schackbrädet består av 64 omväxlande vita och svarta rutor. Vid spelets början har den ene spelaren ("vit") 16 vita pjäser och den andre spelaren ("svart") 16 svarta pjäser.
Schack är ett av världens äldsta och mest spridda brädspel. Det har troligen sitt ursprung i Indien på 500-talet och nådde Europa via Persien och Arabvärlden. Namnet "schack" härstammar från det persiska ordet shah, som betyder "kung". De nuvarande reglerna kom till i Spanien på 1400-talet, med några få undantag. Officiella världsmästare finns sedan 1800-talet och den nuvarande världsmästaren är sedan 2024 Gukesh Dommaraju.
Ett schackparti kan delas in i tre faser; öppningen, mittspelet och slutspelet. 
Både strategi (en långsiktig plan) och taktik (kortsiktiga manövrar) är viktiga.
Schack är ett spel med fullständig information och ett rent skicklighetsspel utan inslag av tur.
De senaste decennierna har schackspelande datorprogram som bygger på artificiell intelligens blivit klart starkare än mänskliga spelare.
Spelet schack har ett mycket stort antal spelmöjligheter, trots att utgångsställningen är densamma i varje parti. Det finns exempelvis fler möjliga sekvenser av drag än atomer i det observerbara universum.

## Regler
Reglerna för schack fastställs av världschackförbundet FIDE.

### Spelets karaktär och syfte
Schack spelas mellan två motståndare som flyttar pjäser på en kvadratisk spelplan, ett så kallat schackbräde.
Motståndarna utför dragen växelvis och spelaren med de ljusa pjäserna (vit) inleder partiet genom att utföra det första draget, spelaren med de mörka pjäserna (svart) svarar med sitt första drag och så vidare.
En spelare sägs ”vara vid draget” när motståndarens drag har utförts.
Målet för båda spelarna är att angripa (”schacka”) motståndarens kung på ett sådant sätt att motståndaren inte längre har några regelrätta drag till sitt förfogande.
En spelare som uppnår detta mål sägs ha ”satt motståndarens kung matt” och därmed ha vunnit partiet. Det är inte tillåtet att lämna den egna kungen i schack eller ställa den i schack, ej heller att slå motståndarens kung.
Om ställningen är sådan att ingen av spelarna har möjlighet att sätta matt är partiet remi (oavgjort).

### Utgångsställningen för pjäserna
|   | a | b | c | d | e | f | g | h |   |
| 8 | a8 svart torn · b8 svart springare · c8 svart löpare · d8 svart drottning · e8 svart kung · f8 svart löpare · g8 svart springare · h8 svart torn · a7 svart bonde · b7 svart bonde · c7 svart bonde · d7 svart bonde · e7 svart bonde · f7 svart bonde · g7 svart bonde · h7 svart bonde · a2 vit bonde · b2 vit bonde · c2 vit bonde · d2 vit bonde · e2 vit bonde · f2 vit bonde · g2 vit bonde · h2 vit bonde · a1 vit torn · b1 vit springare · c1 vit löpare · d1 vit drottning · e1 vit kung · f1 vit löpare · g1 vit springare · h1 vit torn | a8 svart torn · b8 svart springare · c8 svart löpare · d8 svart drottning · e8 svart kung · f8 svart löpare · g8 svart springare · h8 svart torn · a7 svart bonde · b7 svart bonde · c7 svart bonde · d7 svart bonde · e7 svart bonde · f7 svart bonde · g7 svart bonde · h7 svart bonde · a2 vit bonde · b2 vit bonde · c2 vit bonde · d2 vit bonde · e2 vit bonde · f2 vit bonde · g2 vit bonde · h2 vit bonde · a1 vit torn · b1 vit springare · c1 vit löpare · d1 vit drottning · e1 vit kung · f1 vit löpare · g1 vit springare · h1 vit torn | a8 svart torn · b8 svart springare · c8 svart löpare · d8 svart drottning · e8 svart kung · f8 svart löpare · g8 svart springare · h8 svart torn · a7 svart bonde · b7 svart bonde · c7 svart bonde · d7 svart bonde · e7 svart bonde · f7 svart bonde · g7 svart bonde · h7 svart bonde · a2 vit bonde · b2 vit bonde · c2 vit bonde · d2 vit bonde · e2 vit bonde · f2 vit bonde · g2 vit bonde · h2 vit bonde · a1 vit torn · b1 vit springare · c1 vit löpare · d1 vit drottning · e1 vit kung · f1 vit löpare · g1 vit springare · h1 vit torn | a8 svart torn · b8 svart springare · c8 svart löpare · d8 svart drottning · e8 svart kung · f8 svart löpare · g8 svart springare · h8 svart torn · a7 svart bonde · b7 svart bonde · c7 svart bonde · d7 svart bonde · e7 svart bonde · f7 svart bonde · g7 svart bonde · h7 svart bonde · a2 vit bonde · b2 vit bonde · c2 vit bonde · d2 vit bonde · e2 vit bonde · f2 vit bonde · g2 vit bonde · h2 vit bonde · a1 vit torn · b1 vit springare · c1 vit löpare · d1 vit drottning · e1 vit kung · f1 vit löpare · g1 vit springare · h1 vit torn | a8 svart torn · b8 svart springare · c8 svart löpare · d8 svart drottning · e8 svart kung · f8 svart löpare · g8 svart springare · h8 svart torn · a7 svart bonde · b7 svart bonde · c7 svart bonde · d7 svart bonde · e7 svart bonde · f7 svart bonde · g7 svart bonde · h7 svart bonde · a2 vit bonde · b2 vit bonde · c2 vit bonde · d2 vit bonde · e2 vit bonde · f2 vit bonde · g2 vit bonde · h2 vit bonde · a1 vit torn · b1 vit springare · c1 vit löpare · d1 vit drottning · e1 vit kung · f1 vit löpare · g1 vit springare · h1 vit torn | a8 svart torn · b8 svart springare · c8 svart löpare · d8 svart drottning · e8 svart kung · f8 svart löpare · g8 svart springare · h8 svart torn · a7 svart bonde · b7 svart bonde · c7 svart bonde · d7 svart bonde · e7 svart bonde · f7 svart bonde · g7 svart bonde · h7 svart bonde · a2 vit bonde · b2 vit bonde · c2 vit bonde · d2 vit bonde · e2 vit bonde · f2 vit bonde · g2 vit bonde · h2 vit bonde · a1 vit torn · b1 vit springare · c1 vit löpare · d1 vit drottning · e1 vit kung · f1 vit löpare · g1 vit springare · h1 vit torn | a8 svart torn · b8 svart springare · c8 svart löpare · d8 svart drottning · e8 svart kung · f8 svart löpare · g8 svart springare · h8 svart torn · a7 svart bonde · b7 svart bonde · c7 svart bonde · d7 svart bonde · e7 svart bonde · f7 svart bonde · g7 svart bonde · h7 svart bonde · a2 vit bonde · b2 vit bonde · c2 vit bonde · d2 vit bonde · e2 vit bonde · f2 vit bonde · g2 vit bonde · h2 vit bonde · a1 vit torn · b1 vit springare · c1 vit löpare · d1 vit drottning · e1 vit kung · f1 vit löpare · g1 vit springare · h1 vit torn | a8 svart torn · b8 svart springare · c8 svart löpare · d8 svart drottning · e8 svart kung · f8 svart löpare · g8 svart springare · h8 svart torn · a7 svart bonde · b7 svart bonde · c7 svart bonde · d7 svart bonde · e7 svart bonde · f7 svart bonde · g7 svart bonde · h7 svart bonde · a2 vit bonde · b2 vit bonde · c2 vit bonde · d2 vit bonde · e2 vit bonde · f2 vit bonde · g2 vit bonde · h2 vit bonde · a1 vit torn · b1 vit springare · c1 vit löpare · d1 vit drottning · e1 vit kung · f1 vit löpare · g1 vit springare · h1 vit torn | 8 |
| 7 | a8 svart torn · b8 svart springare · c8 svart löpare · d8 svart drottning · e8 svart kung · f8 svart löpare · g8 svart springare · h8 svart torn · a7 svart bonde · b7 svart bonde · c7 svart bonde · d7 svart bonde · e7 svart bonde · f7 svart bonde · g7 svart bonde · h7 svart bonde · a2 vit bonde · b2 vit bonde · c2 vit bonde · d2 vit bonde · e2 vit bonde · f2 vit bonde · g2 vit bonde · h2 vit bonde · a1 vit torn · b1 vit springare · c1 vit löpare · d1 vit drottning · e1 vit kung · f1 vit löpare · g1 vit springare · h1 vit torn | a8 svart torn · b8 svart springare · c8 svart löpare · d8 svart drottning · e8 svart kung · f8 svart löpare · g8 svart springare · h8 svart torn · a7 svart bonde · b7 svart bonde · c7 svart bonde · d7 svart bonde · e7 svart bonde · f7 svart bonde · g7 svart bonde · h7 svart bonde · a2 vit bonde · b2 vit bonde · c2 vit bonde · d2 vit bonde · e2 vit bonde · f2 vit bonde · g2 vit bonde · h2 vit bonde · a1 vit torn · b1 vit springare · c1 vit löpare · d1 vit drottning · e1 vit kung · f1 vit löpare · g1 vit springare · h1 vit torn | a8 svart torn · b8 svart springare · c8 svart löpare · d8 svart drottning · e8 svart kung · f8 svart löpare · g8 svart springare · h8 svart torn · a7 svart bonde · b7 svart bonde · c7 svart bonde · d7 svart bonde · e7 svart bonde · f7 svart bonde · g7 svart bonde · h7 svart bonde · a2 vit bonde · b2 vit bonde · c2 vit bonde · d2 vit bonde · e2 vit bonde · f2 vit bonde · g2 vit bonde · h2 vit bonde · a1 vit torn · b1 vit springare · c1 vit löpare · d1 vit drottning · e1 vit kung · f1 vit löpare · g1 vit springare · h1 vit torn | a8 svart torn · b8 svart springare · c8 svart löpare · d8 svart drottning · e8 svart kung · f8 svart löpare · g8 svart springare · h8 svart torn · a7 svart bonde · b7 svart bonde · c7 svart bonde · d7 svart bonde · e7 svart bonde · f7 svart bonde · g7 svart bonde · h7 svart bonde · a2 vit bonde · b2 vit bonde · c2 vit bonde · d2 vit bonde · e2 vit bonde · f2 vit bonde · g2 vit bonde · h2 vit bonde · a1 vit torn · b1 vit springare · c1 vit löpare · d1 vit drottning · e1 vit kung · f1 vit löpare · g1 vit springare · h1 vit torn | a8 svart torn · b8 svart springare · c8 svart löpare · d8 svart drottning · e8 svart kung · f8 svart löpare · g8 svart springare · h8 svart torn · a7 svart bonde · b7 svart bonde · c7 svart bonde · d7 svart bonde · e7 svart bonde · f7 svart bonde · g7 svart bonde · h7 svart bonde · a2 vit bonde · b2 vit bonde · c2 vit bonde · d2 vit bonde · e2 vit bonde · f2 vit bonde · g2 vit bonde · h2 vit bonde · a1 vit torn · b1 vit springare · c1 vit löpare · d1 vit drottning · e1 vit kung · f1 vit löpare · g1 vit springare · h1 vit torn | a8 svart torn · b8 svart springare · c8 svart löpare · d8 svart drottning · e8 svart kung · f8 svart löpare · g8 svart springare · h8 svart torn · a7 svart bonde · b7 svart bonde · c7 svart bonde · d7 svart bonde · e7 svart bonde · f7 svart bonde · g7 svart bonde · h7 svart bonde · a2 vit bonde · b2 vit bonde · c2 vit bonde · d2 vit bonde · e2 vit bonde · f2 vit bonde · g2 vit bonde · h2 vit bonde · a1 vit torn · b1 vit springare · c1 vit löpare · d1 vit drottning · e1 vit kung · f1 vit löpare · g1 vit springare · h1 vit torn | a8 svart torn · b8 svart springare · c8 svart löpare · d8 svart drottning · e8 svart kung · f8 svart löpare · g8 svart springare · h8 svart torn · a7 svart bonde · b7 svart bonde · c7 svart bonde · d7 svart bonde · e7 svart bonde · f7 svart bonde · g7 svart bonde · h7 svart bonde · a2 vit bonde · b2 vit bonde · c2 vit bonde · d2 vit bonde · e2 vit bonde · f2 vit bonde · g2 vit bonde · h2 vit bonde · a1 vit torn · b1 vit springare · c1 vit löpare · d1 vit drottning · e1 vit kung · f1 vit löpare · g1 vit springare · h1 vit torn | a8 svart torn · b8 svart springare · c8 svart löpare · d8 svart drottning · e8 svart kung · f8 svart löpare · g8 svart springare · h8 svart torn · a7 svart bonde · b7 svart bonde · c7 svart bonde · d7 svart bonde · e7 svart bonde · f7 svart bonde · g7 svart bonde · h7 svart bonde · a2 vit bonde · b2 vit bonde · c2 vit bonde · d2 vit bonde · e2 vit bonde · f2 vit bonde · g2 vit bonde · h2 vit bonde · a1 vit torn · b1 vit springare · c1 vit löpare · d1 vit drottning · e1 vit kung · f1 vit löpare · g1 vit springare · h1 vit torn | 7 |
| 6 | a8 svart torn · b8 svart springare · c8 svart löpare · d8 svart drottning · e8 svart kung · f8 svart löpare · g8 svart springare · h8 svart torn · a7 svart bonde · b7 svart bonde · c7 svart bonde · d7 svart bonde · e7 svart bonde · f7 svart bonde · g7 svart bonde · h7 svart bonde · a2 vit bonde · b2 vit bonde · c2 vit bonde · d2 vit bonde · e2 vit bonde · f2 vit bonde · g2 vit bonde · h2 vit bonde · a1 vit torn · b1 vit springare · c1 vit löpare · d1 vit drottning · e1 vit kung · f1 vit löpare · g1 vit springare · h1 vit torn | a8 svart torn · b8 svart springare · c8 svart löpare · d8 svart drottning · e8 svart kung · f8 svart löpare · g8 svart springare · h8 svart torn · a7 svart bonde · b7 svart bonde · c7 svart bonde · d7 svart bonde · e7 svart bonde · f7 svart bonde · g7 svart bonde · h7 svart bonde · a2 vit bonde · b2 vit bonde · c2 vit bonde · d2 vit bonde · e2 vit bonde · f2 vit bonde · g2 vit bonde · h2 vit bonde · a1 vit torn · b1 vit springare · c1 vit löpare · d1 vit drottning · e1 vit kung · f1 vit löpare · g1 vit springare · h1 vit torn | a8 svart torn · b8 svart springare · c8 svart löpare · d8 svart drottning · e8 svart kung · f8 svart löpare · g8 svart springare · h8 svart torn · a7 svart bonde · b7 svart bonde · c7 svart bonde · d7 svart bonde · e7 svart bonde · f7 svart bonde · g7 svart bonde · h7 svart bonde · a2 vit bonde · b2 vit bonde · c2 vit bonde · d2 vit bonde · e2 vit bonde · f2 vit bonde · g2 vit bonde · h2 vit bonde · a1 vit torn · b1 vit springare · c1 vit löpare · d1 vit drottning · e1 vit kung · f1 vit löpare · g1 vit springare · h1 vit torn | a8 svart torn · b8 svart springare · c8 svart löpare · d8 svart drottning · e8 svart kung · f8 svart löpare · g8 svart springare · h8 svart torn · a7 svart bonde · b7 svart bonde · c7 svart bonde · d7 svart bonde · e7 svart bonde · f7 svart bonde · g7 svart bonde · h7 svart bonde · a2 vit bonde · b2 vit bonde · c2 vit bonde · d2 vit bonde · e2 vit bonde · f2 vit bonde · g2 vit bonde · h2 vit bonde · a1 vit torn · b1 vit springare · c1 vit löpare · d1 vit drottning · e1 vit kung · f1 vit löpare · g1 vit springare · h1 vit torn | a8 svart torn · b8 svart springare · c8 svart löpare · d8 svart drottning · e8 svart kung · f8 svart löpare · g8 svart springare · h8 svart torn · a7 svart bonde · b7 svart bonde · c7 svart bonde · d7 svart bonde · e7 svart bonde · f7 svart bonde · g7 svart bonde · h7 svart bonde · a2 vit bonde · b2 vit bonde · c2 vit bonde · d2 vit bonde · e2 vit bonde · f2 vit bonde · g2 vit bonde · h2 vit bonde · a1 vit torn · b1 vit springare · c1 vit löpare · d1 vit drottning · e1 vit kung · f1 vit löpare · g1 vit springare · h1 vit torn | a8 svart torn · b8 svart springare · c8 svart löpare · d8 svart drottning · e8 svart kung · f8 svart löpare · g8 svart springare · h8 svart torn · a7 svart bonde · b7 svart bonde · c7 svart bonde · d7 svart bonde · e7 svart bonde · f7 svart bonde · g7 svart bonde · h7 svart bonde · a2 vit bonde · b2 vit bonde · c2 vit bonde · d2 vit bonde · e2 vit bonde · f2 vit bonde · g2 vit bonde · h2 vit bonde · a1 vit torn · b1 vit springare · c1 vit löpare · d1 vit drottning · e1 vit kung · f1 vit löpare · g1 vit springare · h1 vit torn | a8 svart torn · b8 svart springare · c8 svart löpare · d8 svart drottning · e8 svart kung · f8 svart löpare · g8 svart springare · h8 svart torn · a7 svart bonde · b7 svart bonde · c7 svart bonde · d7 svart bonde · e7 svart bonde · f7 svart bonde · g7 svart bonde · h7 svart bonde · a2 vit bonde · b2 vit bonde · c2 vit bonde · d2 vit bonde · e2 vit bonde · f2 vit bonde · g2 vit bonde · h2 vit bonde · a1 vit torn · b1 vit springare · c1 vit löpare · d1 vit drottning · e1 vit kung · f1 vit löpare · g1 vit springare · h1 vit torn | a8 svart torn · b8 svart springare · c8 svart löpare · d8 svart drottning · e8 svart kung · f8 svart löpare · g8 svart springare · h8 svart torn · a7 svart bonde · b7 svart bonde · c7 svart bonde · d7 svart bonde · e7 svart bonde · f7 svart bonde · g7 svart bonde · h7 svart bonde · a2 vit bonde · b2 vit bonde · c2 vit bonde · d2 vit bonde · e2 vit bonde · f2 vit bonde · g2 vit bonde · h2 vit bonde · a1 vit torn · b1 vit springare · c1 vit löpare · d1 vit drottning · e1 vit kung · f1 vit löpare · g1 vit springare · h1 vit torn | 6 |
| 5 | a8 svart torn · b8 svart springare · c8 svart löpare · d8 svart drottning · e8 svart kung · f8 svart löpare · g8 svart springare · h8 svart torn · a7 svart bonde · b7 svart bonde · c7 svart bonde · d7 svart bonde · e7 svart bonde · f7 svart bonde · g7 svart bonde · h7 svart bonde · a2 vit bonde · b2 vit bonde · c2 vit bonde · d2 vit bonde · e2 vit bonde · f2 vit bonde · g2 vit bonde · h2 vit bonde · a1 vit torn · b1 vit springare · c1 vit löpare · d1 vit drottning · e1 vit kung · f1 vit löpare · g1 vit springare · h1 vit torn | a8 svart torn · b8 svart springare · c8 svart löpare · d8 svart drottning · e8 svart kung · f8 svart löpare · g8 svart springare · h8 svart torn · a7 svart bonde · b7 svart bonde · c7 svart bonde · d7 svart bonde · e7 svart bonde · f7 svart bonde · g7 svart bonde · h7 svart bonde · a2 vit bonde · b2 vit bonde · c2 vit bonde · d2 vit bonde · e2 vit bonde · f2 vit bonde · g2 vit bonde · h2 vit bonde · a1 vit torn · b1 vit springare · c1 vit löpare · d1 vit drottning · e1 vit kung · f1 vit löpare · g1 vit springare · h1 vit torn | a8 svart torn · b8 svart springare · c8 svart löpare · d8 svart drottning · e8 svart kung · f8 svart löpare · g8 svart springare · h8 svart torn · a7 svart bonde · b7 svart bonde · c7 svart bonde · d7 svart bonde · e7 svart bonde · f7 svart bonde · g7 svart bonde · h7 svart bonde · a2 vit bonde · b2 vit bonde · c2 vit bonde · d2 vit bonde · e2 vit bonde · f2 vit bonde · g2 vit bonde · h2 vit bonde · a1 vit torn · b1 vit springare · c1 vit löpare · d1 vit drottning · e1 vit kung · f1 vit löpare · g1 vit springare · h1 vit torn | a8 svart torn · b8 svart springare · c8 svart löpare · d8 svart drottning · e8 svart kung · f8 svart löpare · g8 svart springare · h8 svart torn · a7 svart bonde · b7 svart bonde · c7 svart bonde · d7 svart bonde · e7 svart bonde · f7 svart bonde · g7 svart bonde · h7 svart bonde · a2 vit bonde · b2 vit bonde · c2 vit bonde · d2 vit bonde · e2 vit bonde · f2 vit bonde · g2 vit bonde · h2 vit bonde · a1 vit torn · b1 vit springare · c1 vit löpare · d1 vit drottning · e1 vit kung · f1 vit löpare · g1 vit springare · h1 vit torn | a8 svart torn · b8 svart springare · c8 svart löpare · d8 svart drottning · e8 svart kung · f8 svart löpare · g8 svart springare · h8 svart torn · a7 svart bonde · b7 svart bonde · c7 svart bonde · d7 svart bonde · e7 svart bonde · f7 svart bonde · g7 svart bonde · h7 svart bonde · a2 vit bonde · b2 vit bonde · c2 vit bonde · d2 vit bonde · e2 vit bonde · f2 vit bonde · g2 vit bonde · h2 vit bonde · a1 vit torn · b1 vit springare · c1 vit löpare · d1 vit drottning · e1 vit kung · f1 vit löpare · g1 vit springare · h1 vit torn | a8 svart torn · b8 svart springare · c8 svart löpare · d8 svart drottning · e8 svart kung · f8 svart löpare · g8 svart springare · h8 svart torn · a7 svart bonde · b7 svart bonde · c7 svart bonde · d7 svart bonde · e7 svart bonde · f7 svart bonde · g7 svart bonde · h7 svart bonde · a2 vit bonde · b2 vit bonde · c2 vit bonde · d2 vit bonde · e2 vit bonde · f2 vit bonde · g2 vit bonde · h2 vit bonde · a1 vit torn · b1 vit springare · c1 vit löpare · d1 vit drottning · e1 vit kung · f1 vit löpare · g1 vit springare · h1 vit torn | a8 svart torn · b8 svart springare · c8 svart löpare · d8 svart drottning · e8 svart kung · f8 svart löpare · g8 svart springare · h8 svart torn · a7 svart bonde · b7 svart bonde · c7 svart bonde · d7 svart bonde · e7 svart bonde · f7 svart bonde · g7 svart bonde · h7 svart bonde · a2 vit bonde · b2 vit bonde · c2 vit bonde · d2 vit bonde · e2 vit bonde · f2 vit bonde · g2 vit bonde · h2 vit bonde · a1 vit torn · b1 vit springare · c1 vit löpare · d1 vit drottning · e1 vit kung · f1 vit löpare · g1 vit springare · h1 vit torn | a8 svart torn · b8 svart springare · c8 svart löpare · d8 svart drottning · e8 svart kung · f8 svart löpare · g8 svart springare · h8 svart torn · a7 svart bonde · b7 svart bonde · c7 svart bonde · d7 svart bonde · e7 svart bonde · f7 svart bonde · g7 svart bonde · h7 svart bonde · a2 vit bonde · b2 vit bonde · c2 vit bonde · d2 vit bonde · e2 vit bonde · f2 vit bonde · g2 vit bonde · h2 vit bonde · a1 vit torn · b1 vit springare · c1 vit löpare · d1 vit drottning · e1 vit kung · f1 vit löpare · g1 vit springare · h1 vit torn | 5 |
| 4 | a8 svart torn · b8 svart springare · c8 svart löpare · d8 svart drottning · e8 svart kung · f8 svart löpare · g8 svart springare · h8 svart torn · a7 svart bonde · b7 svart bonde · c7 svart bonde · d7 svart bonde · e7 svart bonde · f7 svart bonde · g7 svart bonde · h7 svart bonde · a2 vit bonde · b2 vit bonde · c2 vit bonde · d2 vit bonde · e2 vit bonde · f2 vit bonde · g2 vit bonde · h2 vit bonde · a1 vit torn · b1 vit springare · c1 vit löpare · d1 vit drottning · e1 vit kung · f1 vit löpare · g1 vit springare · h1 vit torn | a8 svart torn · b8 svart springare · c8 svart löpare · d8 svart drottning · e8 svart kung · f8 svart löpare · g8 svart springare · h8 svart torn · a7 svart bonde · b7 svart bonde · c7 svart bonde · d7 svart bonde · e7 svart bonde · f7 svart bonde · g7 svart bonde · h7 svart bonde · a2 vit bonde · b2 vit bonde · c2 vit bonde · d2 vit bonde · e2 vit bonde · f2 vit bonde · g2 vit bonde · h2 vit bonde · a1 vit torn · b1 vit springare · c1 vit löpare · d1 vit drottning · e1 vit kung · f1 vit löpare · g1 vit springare · h1 vit torn | a8 svart torn · b8 svart springare · c8 svart löpare · d8 svart drottning · e8 svart kung · f8 svart löpare · g8 svart springare · h8 svart torn · a7 svart bonde · b7 svart bonde · c7 svart bonde · d7 svart bonde · e7 svart bonde · f7 svart bonde · g7 svart bonde · h7 svart bonde · a2 vit bonde · b2 vit bonde · c2 vit bonde · d2 vit bonde · e2 vit bonde · f2 vit bonde · g2 vit bonde · h2 vit bonde · a1 vit torn · b1 vit springare · c1 vit löpare · d1 vit drottning · e1 vit kung · f1 vit löpare · g1 vit springare · h1 vit torn | a8 svart torn · b8 svart springare · c8 svart löpare · d8 svart drottning · e8 svart kung · f8 svart löpare · g8 svart springare · h8 svart torn · a7 svart bonde · b7 svart bonde · c7 svart bonde · d7 svart bonde · e7 svart bonde · f7 svart bonde · g7 svart bonde · h7 svart bonde · a2 vit bonde · b2 vit bonde · c2 vit bonde · d2 vit bonde · e2 vit bonde · f2 vit bonde · g2 vit bonde · h2 vit bonde · a1 vit torn · b1 vit springare · c1 vit löpare · d1 vit drottning · e1 vit kung · f1 vit löpare · g1 vit springare · h1 vit torn | a8 svart torn · b8 svart springare · c8 svart löpare · d8 svart drottning · e8 svart kung · f8 svart löpare · g8 svart springare · h8 svart torn · a7 svart bonde · b7 svart bonde · c7 svart bonde · d7 svart bonde · e7 svart bonde · f7 svart bonde · g7 svart bonde · h7 svart bonde · a2 vit bonde · b2 vit bonde · c2 vit bonde · d2 vit bonde · e2 vit bonde · f2 vit bonde · g2 vit bonde · h2 vit bonde · a1 vit torn · b1 vit springare · c1 vit löpare · d1 vit drottning · e1 vit kung · f1 vit löpare · g1 vit springare · h1 vit torn | a8 svart torn · b8 svart springare · c8 svart löpare · d8 svart drottning · e8 svart kung · f8 svart löpare · g8 svart springare · h8 svart torn · a7 svart bonde · b7 svart bonde · c7 svart bonde · d7 svart bonde · e7 svart bonde · f7 svart bonde · g7 svart bonde · h7 svart bonde · a2 vit bonde · b2 vit bonde · c2 vit bonde · d2 vit bonde · e2 vit bonde · f2 vit bonde · g2 vit bonde · h2 vit bonde · a1 vit torn · b1 vit springare · c1 vit löpare · d1 vit drottning · e1 vit kung · f1 vit löpare · g1 vit springare · h1 vit torn | a8 svart torn · b8 svart springare · c8 svart löpare · d8 svart drottning · e8 svart kung · f8 svart löpare · g8 svart springare · h8 svart torn · a7 svart bonde · b7 svart bonde · c7 svart bonde · d7 svart bonde · e7 svart bonde · f7 svart bonde · g7 svart bonde · h7 svart bonde · a2 vit bonde · b2 vit bonde · c2 vit bonde · d2 vit bonde · e2 vit bonde · f2 vit bonde · g2 vit bonde · h2 vit bonde · a1 vit torn · b1 vit springare · c1 vit löpare · d1 vit drottning · e1 vit kung · f1 vit löpare · g1 vit springare · h1 vit torn | a8 svart torn · b8 svart springare · c8 svart löpare · d8 svart drottning · e8 svart kung · f8 svart löpare · g8 svart springare · h8 svart torn · a7 svart bonde · b7 svart bonde · c7 svart bonde · d7 svart bonde · e7 svart bonde · f7 svart bonde · g7 svart bonde · h7 svart bonde · a2 vit bonde · b2 vit bonde · c2 vit bonde · d2 vit bonde · e2 vit bonde · f2 vit bonde · g2 vit bonde · h2 vit bonde · a1 vit torn · b1 vit springare · c1 vit löpare · d1 vit drottning · e1 vit kung · f1 vit löpare · g1 vit springare · h1 vit torn | 4 |
| 3 | a8 svart torn · b8 svart springare · c8 svart löpare · d8 svart drottning · e8 svart kung · f8 svart löpare · g8 svart springare · h8 svart torn · a7 svart bonde · b7 svart bonde · c7 svart bonde · d7 svart bonde · e7 svart bonde · f7 svart bonde · g7 svart bonde · h7 svart bonde · a2 vit bonde · b2 vit bonde · c2 vit bonde · d2 vit bonde · e2 vit bonde · f2 vit bonde · g2 vit bonde · h2 vit bonde · a1 vit torn · b1 vit springare · c1 vit löpare · d1 vit drottning · e1 vit kung · f1 vit löpare · g1 vit springare · h1 vit torn | a8 svart torn · b8 svart springare · c8 svart löpare · d8 svart drottning · e8 svart kung · f8 svart löpare · g8 svart springare · h8 svart torn · a7 svart bonde · b7 svart bonde · c7 svart bonde · d7 svart bonde · e7 svart bonde · f7 svart bonde · g7 svart bonde · h7 svart bonde · a2 vit bonde · b2 vit bonde · c2 vit bonde · d2 vit bonde · e2 vit bonde · f2 vit bonde · g2 vit bonde · h2 vit bonde · a1 vit torn · b1 vit springare · c1 vit löpare · d1 vit drottning · e1 vit kung · f1 vit löpare · g1 vit springare · h1 vit torn | a8 svart torn · b8 svart springare · c8 svart löpare · d8 svart drottning · e8 svart kung · f8 svart löpare · g8 svart springare · h8 svart torn · a7 svart bonde · b7 svart bonde · c7 svart bonde · d7 svart bonde · e7 svart bonde · f7 svart bonde · g7 svart bonde · h7 svart bonde · a2 vit bonde · b2 vit bonde · c2 vit bonde · d2 vit bonde · e2 vit bonde · f2 vit bonde · g2 vit bonde · h2 vit bonde · a1 vit torn · b1 vit springare · c1 vit löpare · d1 vit drottning · e1 vit kung · f1 vit löpare · g1 vit springare · h1 vit torn | a8 svart torn · b8 svart springare · c8 svart löpare · d8 svart drottning · e8 svart kung · f8 svart löpare · g8 svart springare · h8 svart torn · a7 svart bonde · b7 svart bonde · c7 svart bonde · d7 svart bonde · e7 svart bonde · f7 svart bonde · g7 svart bonde · h7 svart bonde · a2 vit bonde · b2 vit bonde · c2 vit bonde · d2 vit bonde · e2 vit bonde · f2 vit bonde · g2 vit bonde · h2 vit bonde · a1 vit torn · b1 vit springare · c1 vit löpare · d1 vit drottning · e1 vit kung · f1 vit löpare · g1 vit springare · h1 vit torn | a8 svart torn · b8 svart springare · c8 svart löpare · d8 svart drottning · e8 svart kung · f8 svart löpare · g8 svart springare · h8 svart torn · a7 svart bonde · b7 svart bonde · c7 svart bonde · d7 svart bonde · e7 svart bonde · f7 svart bonde · g7 svart bonde · h7 svart bonde · a2 vit bonde · b2 vit bonde · c2 vit bonde · d2 vit bonde · e2 vit bonde · f2 vit bonde · g2 vit bonde · h2 vit bonde · a1 vit torn · b1 vit springare · c1 vit löpare · d1 vit drottning · e1 vit kung · f1 vit löpare · g1 vit springare · h1 vit torn | a8 svart torn · b8 svart springare · c8 svart löpare · d8 svart drottning · e8 svart kung · f8 svart löpare · g8 svart springare · h8 svart torn · a7 svart bonde · b7 svart bonde · c7 svart bonde · d7 svart bonde · e7 svart bonde · f7 svart bonde · g7 svart bonde · h7 svart bonde · a2 vit bonde · b2 vit bonde · c2 vit bonde · d2 vit bonde · e2 vit bonde · f2 vit bonde · g2 vit bonde · h2 vit bonde · a1 vit torn · b1 vit springare · c1 vit löpare · d1 vit drottning · e1 vit kung · f1 vit löpare · g1 vit springare · h1 vit torn | a8 svart torn · b8 svart springare · c8 svart löpare · d8 svart drottning · e8 svart kung · f8 svart löpare · g8 svart springare · h8 svart torn · a7 svart bonde · b7 svart bonde · c7 svart bonde · d7 svart bonde · e7 svart bonde · f7 svart bonde · g7 svart bonde · h7 svart bonde · a2 vit bonde · b2 vit bonde · c2 vit bonde · d2 vit bonde · e2 vit bonde · f2 vit bonde · g2 vit bonde · h2 vit bonde · a1 vit torn · b1 vit springare · c1 vit löpare · d1 vit drottning · e1 vit kung · f1 vit löpare · g1 vit springare · h1 vit torn | a8 svart torn · b8 svart springare · c8 svart löpare · d8 svart drottning · e8 svart kung · f8 svart löpare · g8 svart springare · h8 svart torn · a7 svart bonde · b7 svart bonde · c7 svart bonde · d7 svart bonde · e7 svart bonde · f7 svart bonde · g7 svart bonde · h7 svart bonde · a2 vit bonde · b2 vit bonde · c2 vit bonde · d2 vit bonde · e2 vit bonde · f2 vit bonde · g2 vit bonde · h2 vit bonde · a1 vit torn · b1 vit springare · c1 vit löpare · d1 vit drottning · e1 vit kung · f1 vit löpare · g1 vit springare · h1 vit torn | 3 |
| 2 | a8 svart torn · b8 svart springare · c8 svart löpare · d8 svart drottning · e8 svart kung · f8 svart löpare · g8 svart springare · h8 svart torn · a7 svart bonde · b7 svart bonde · c7 svart bonde · d7 svart bonde · e7 svart bonde · f7 svart bonde · g7 svart bonde · h7 svart bonde · a2 vit bonde · b2 vit bonde · c2 vit bonde · d2 vit bonde · e2 vit bonde · f2 vit bonde · g2 vit bonde · h2 vit bonde · a1 vit torn · b1 vit springare · c1 vit löpare · d1 vit drottning · e1 vit kung · f1 vit löpare · g1 vit springare · h1 vit torn | a8 svart torn · b8 svart springare · c8 svart löpare · d8 svart drottning · e8 svart kung · f8 svart löpare · g8 svart springare · h8 svart torn · a7 svart bonde · b7 svart bonde · c7 svart bonde · d7 svart bonde · e7 svart bonde · f7 svart bonde · g7 svart bonde · h7 svart bonde · a2 vit bonde · b2 vit bonde · c2 vit bonde · d2 vit bonde · e2 vit bonde · f2 vit bonde · g2 vit bonde · h2 vit bonde · a1 vit torn · b1 vit springare · c1 vit löpare · d1 vit drottning · e1 vit kung · f1 vit löpare · g1 vit springare · h1 vit torn | a8 svart torn · b8 svart springare · c8 svart löpare · d8 svart drottning · e8 svart kung · f8 svart löpare · g8 svart springare · h8 svart torn · a7 svart bonde · b7 svart bonde · c7 svart bonde · d7 svart bonde · e7 svart bonde · f7 svart bonde · g7 svart bonde · h7 svart bonde · a2 vit bonde · b2 vit bonde · c2 vit bonde · d2 vit bonde · e2 vit bonde · f2 vit bonde · g2 vit bonde · h2 vit bonde · a1 vit torn · b1 vit springare · c1 vit löpare · d1 vit drottning · e1 vit kung · f1 vit löpare · g1 vit springare · h1 vit torn | a8 svart torn · b8 svart springare · c8 svart löpare · d8 svart drottning · e8 svart kung · f8 svart löpare · g8 svart springare · h8 svart torn · a7 svart bonde · b7 svart bonde · c7 svart bonde · d7 svart bonde · e7 svart bonde · f7 svart bonde · g7 svart bonde · h7 svart bonde · a2 vit bonde · b2 vit bonde · c2 vit bonde · d2 vit bonde · e2 vit bonde · f2 vit bonde · g2 vit bonde · h2 vit bonde · a1 vit torn · b1 vit springare · c1 vit löpare · d1 vit drottning · e1 vit kung · f1 vit löpare · g1 vit springare · h1 vit torn | a8 svart torn · b8 svart springare · c8 svart löpare · d8 svart drottning · e8 svart kung · f8 svart löpare · g8 svart springare · h8 svart torn · a7 svart bonde · b7 svart bonde · c7 svart bonde · d7 svart bonde · e7 svart bonde · f7 svart bonde · g7 svart bonde · h7 svart bonde · a2 vit bonde · b2 vit bonde · c2 vit bonde · d2 vit bonde · e2 vit bonde · f2 vit bonde · g2 vit bonde · h2 vit bonde · a1 vit torn · b1 vit springare · c1 vit löpare · d1 vit drottning · e1 vit kung · f1 vit löpare · g1 vit springare · h1 vit torn | a8 svart torn · b8 svart springare · c8 svart löpare · d8 svart drottning · e8 svart kung · f8 svart löpare · g8 svart springare · h8 svart torn · a7 svart bonde · b7 svart bonde · c7 svart bonde · d7 svart bonde · e7 svart bonde · f7 svart bonde · g7 svart bonde · h7 svart bonde · a2 vit bonde · b2 vit bonde · c2 vit bonde · d2 vit bonde · e2 vit bonde · f2 vit bonde · g2 vit bonde · h2 vit bonde · a1 vit torn · b1 vit springare · c1 vit löpare · d1 vit drottning · e1 vit kung · f1 vit löpare · g1 vit springare · h1 vit torn | a8 svart torn · b8 svart springare · c8 svart löpare · d8 svart drottning · e8 svart kung · f8 svart löpare · g8 svart springare · h8 svart torn · a7 svart bonde · b7 svart bonde · c7 svart bonde · d7 svart bonde · e7 svart bonde · f7 svart bonde · g7 svart bonde · h7 svart bonde · a2 vit bonde · b2 vit bonde · c2 vit bonde · d2 vit bonde · e2 vit bonde · f2 vit bonde · g2 vit bonde · h2 vit bonde · a1 vit torn · b1 vit springare · c1 vit löpare · d1 vit drottning · e1 vit kung · f1 vit löpare · g1 vit springare · h1 vit torn | a8 svart torn · b8 svart springare · c8 svart löpare · d8 svart drottning · e8 svart kung · f8 svart löpare · g8 svart springare · h8 svart torn · a7 svart bonde · b7 svart bonde · c7 svart bonde · d7 svart bonde · e7 svart bonde · f7 svart bonde · g7 svart bonde · h7 svart bonde · a2 vit bonde · b2 vit bonde · c2 vit bonde · d2 vit bonde · e2 vit bonde · f2 vit bonde · g2 vit bonde · h2 vit bonde · a1 vit torn · b1 vit springare · c1 vit löpare · d1 vit drottning · e1 vit kung · f1 vit löpare · g1 vit springare · h1 vit torn | 2 |
| 1 | a8 svart torn · b8 svart springare · c8 svart löpare · d8 svart drottning · e8 svart kung · f8 svart löpare · g8 svart springare · h8 svart torn · a7 svart bonde · b7 svart bonde · c7 svart bonde · d7 svart bonde · e7 svart bonde · f7 svart bonde · g7 svart bonde · h7 svart bonde · a2 vit bonde · b2 vit bonde · c2 vit bonde · d2 vit bonde · e2 vit bonde · f2 vit bonde · g2 vit bonde · h2 vit bonde · a1 vit torn · b1 vit springare · c1 vit löpare · d1 vit drottning · e1 vit kung · f1 vit löpare · g1 vit springare · h1 vit torn | a8 svart torn · b8 svart springare · c8 svart löpare · d8 svart drottning · e8 svart kung · f8 svart löpare · g8 svart springare · h8 svart torn · a7 svart bonde · b7 svart bonde · c7 svart bonde · d7 svart bonde · e7 svart bonde · f7 svart bonde · g7 svart bonde · h7 svart bonde · a2 vit bonde · b2 vit bonde · c2 vit bonde · d2 vit bonde · e2 vit bonde · f2 vit bonde · g2 vit bonde · h2 vit bonde · a1 vit torn · b1 vit springare · c1 vit löpare · d1 vit drottning · e1 vit kung · f1 vit löpare · g1 vit springare · h1 vit torn | a8 svart torn · b8 svart springare · c8 svart löpare · d8 svart drottning · e8 svart kung · f8 svart löpare · g8 svart springare · h8 svart torn · a7 svart bonde · b7 svart bonde · c7 svart bonde · d7 svart bonde · e7 svart bonde · f7 svart bonde · g7 svart bonde · h7 svart bonde · a2 vit bonde · b2 vit bonde · c2 vit bonde · d2 vit bonde · e2 vit bonde · f2 vit bonde · g2 vit bonde · h2 vit bonde · a1 vit torn · b1 vit springare · c1 vit löpare · d1 vit drottning · e1 vit kung · f1 vit löpare · g1 vit springare · h1 vit torn | a8 svart torn · b8 svart springare · c8 svart löpare · d8 svart drottning · e8 svart kung · f8 svart löpare · g8 svart springare · h8 svart torn · a7 svart bonde · b7 svart bonde · c7 svart bonde · d7 svart bonde · e7 svart bonde · f7 svart bonde · g7 svart bonde · h7 svart bonde · a2 vit bonde · b2 vit bonde · c2 vit bonde · d2 vit bonde · e2 vit bonde · f2 vit bonde · g2 vit bonde · h2 vit bonde · a1 vit torn · b1 vit springare · c1 vit löpare · d1 vit drottning · e1 vit kung · f1 vit löpare · g1 vit springare · h1 vit torn | a8 svart torn · b8 svart springare · c8 svart löpare · d8 svart drottning · e8 svart kung · f8 svart löpare · g8 svart springare · h8 svart torn · a7 svart bonde · b7 svart bonde · c7 svart bonde · d7 svart bonde · e7 svart bonde · f7 svart bonde · g7 svart bonde · h7 svart bonde · a2 vit bonde · b2 vit bonde · c2 vit bonde · d2 vit bonde · e2 vit bonde · f2 vit bonde · g2 vit bonde · h2 vit bonde · a1 vit torn · b1 vit springare · c1 vit löpare · d1 vit drottning · e1 vit kung · f1 vit löpare · g1 vit springare · h1 vit torn | a8 svart torn · b8 svart springare · c8 svart löpare · d8 svart drottning · e8 svart kung · f8 svart löpare · g8 svart springare · h8 svart torn · a7 svart bonde · b7 svart bonde · c7 svart bonde · d7 svart bonde · e7 svart bonde · f7 svart bonde · g7 svart bonde · h7 svart bonde · a2 vit bonde · b2 vit bonde · c2 vit bonde · d2 vit bonde · e2 vit bonde · f2 vit bonde · g2 vit bonde · h2 vit bonde · a1 vit torn · b1 vit springare · c1 vit löpare · d1 vit drottning · e1 vit kung · f1 vit löpare · g1 vit springare · h1 vit torn | a8 svart torn · b8 svart springare · c8 svart löpare · d8 svart drottning · e8 svart kung · f8 svart löpare · g8 svart springare · h8 svart torn · a7 svart bonde · b7 svart bonde · c7 svart bonde · d7 svart bonde · e7 svart bonde · f7 svart bonde · g7 svart bonde · h7 svart bonde · a2 vit bonde · b2 vit bonde · c2 vit bonde · d2 vit bonde · e2 vit bonde · f2 vit bonde · g2 vit bonde · h2 vit bonde · a1 vit torn · b1 vit springare · c1 vit löpare · d1 vit drottning · e1 vit kung · f1 vit löpare · g1 vit springare · h1 vit torn | a8 svart torn · b8 svart springare · c8 svart löpare · d8 svart drottning · e8 svart kung · f8 svart löpare · g8 svart springare · h8 svart torn · a7 svart bonde · b7 svart bonde · c7 svart bonde · d7 svart bonde · e7 svart bonde · f7 svart bonde · g7 svart bonde · h7 svart bonde · a2 vit bonde · b2 vit bonde · c2 vit bonde · d2 vit bonde · e2 vit bonde · f2 vit bonde · g2 vit bonde · h2 vit bonde · a1 vit torn · b1 vit springare · c1 vit löpare · d1 vit drottning · e1 vit kung · f1 vit löpare · g1 vit springare · h1 vit torn | 1 |
|   | a | b | c | d | e | f | g | h |   |

Schackbrädet består av ett rutnät med 64 (8 × 8) rutor (eller fält), varannan ljus (de ”vita” rutorna) och varannan mörk (de ”svarta” rutorna). Schackbrädet placeras på ett sådant sätt att den närmaste hörnrutan till höger om respektive spelare är vit.
Vid spelets början har vitspelaren 16 ljusa pjäser (de ”vita” pjäserna) och svartspelaren 16 mörka pjäser (de ”svarta” pjäserna). 
Pjäserna är av sex slag och varje spelare börjar med följande:
- En kung ♔
- En dam ♕
- Två torn ♖
- Två löpare ♗
- Två springare ♘
- Åtta bönder ♙

Utgångsställningen för pjäserna framgår av diagrammet.
De åtta vertikala rutraderna kallas linjer och de åtta horisontella rutraderna kallas rader. En tvärgående linje av likfärgade rutor som löper från en kant av brädet till en angränsande kant kallas diagonal.

### Pjäsernas gång
Det är inte tillåtet att flytta en pjäs till en ruta där det står en pjäs av samma färg. Med undantag för springaren, kan pjäser inte heller hoppa över andra pjäser.
Om en pjäs flyttas till en ruta där någon av motståndarens pjäser står, slås denna pjäs och avlägsnas från brädet som en del av samma drag.
Varje pjäs har sina egna förflyttningsregler.
- Kungen kan flyttas till en angränsande ruta. Kungen får aldrig lämnas på eller flyttas till en ruta som är hotad av någon av motståndarens pjäser. Kungen kan också flyttas genom rockad (se nedan).
- Tornet kan flyttas till samtliga rutor längs den linje eller rad det står på.
- Löparen kan flyttas till samtliga rutor längs de diagonaler den står på.
- Damen går som en löpare och ett torn tillsammans. Den kan alltså flyttas till samtliga rutor längs den linje eller rad eller de diagonaler den står på.
- Springaren kan flyttas till någon av de rutor som ligger närmast den ruta den står på, men inte ligger på samma rad, linje eller diagonal. Man kan också säga att den går två steg framåt och ett åt sidan (eller ett fram och två åt sidan). Springaren är den enda pjäsen som får hoppa över andra pjäser.
- Bonden kan flytta ett steg framåt på samma linje, förutsatt att den rutan inte är upptagen.
  - I sitt första drag kan bonden också flytta två steg framåt.
  - Bonden kan däremot inte slå andra pjäser på detta sätt utan endast diagonalt, en ruta snett fram åt höger eller vänster.
  - Bonden kan också slå en motståndarbonde en passant. Detta beskrivs nedan.
  - När en bonde når sista raden måste den omedelbart bytas ut mot en ny dam, torn, löpare eller springare. Detta kallas promovering eller förvandling.

|   | a | b | c | d | e | f | g | h |   |
| 8 | e6 vit cirkel · f6 vit cirkel · g6 vit cirkel · e5 vit cirkel · f5 vit kung · g5 vit cirkel · e4 vit cirkel · f4 vit cirkel · g4 vit cirkel | e6 vit cirkel · f6 vit cirkel · g6 vit cirkel · e5 vit cirkel · f5 vit kung · g5 vit cirkel · e4 vit cirkel · f4 vit cirkel · g4 vit cirkel | e6 vit cirkel · f6 vit cirkel · g6 vit cirkel · e5 vit cirkel · f5 vit kung · g5 vit cirkel · e4 vit cirkel · f4 vit cirkel · g4 vit cirkel | e6 vit cirkel · f6 vit cirkel · g6 vit cirkel · e5 vit cirkel · f5 vit kung · g5 vit cirkel · e4 vit cirkel · f4 vit cirkel · g4 vit cirkel | e6 vit cirkel · f6 vit cirkel · g6 vit cirkel · e5 vit cirkel · f5 vit kung · g5 vit cirkel · e4 vit cirkel · f4 vit cirkel · g4 vit cirkel | e6 vit cirkel · f6 vit cirkel · g6 vit cirkel · e5 vit cirkel · f5 vit kung · g5 vit cirkel · e4 vit cirkel · f4 vit cirkel · g4 vit cirkel | e6 vit cirkel · f6 vit cirkel · g6 vit cirkel · e5 vit cirkel · f5 vit kung · g5 vit cirkel · e4 vit cirkel · f4 vit cirkel · g4 vit cirkel | e6 vit cirkel · f6 vit cirkel · g6 vit cirkel · e5 vit cirkel · f5 vit kung · g5 vit cirkel · e4 vit cirkel · f4 vit cirkel · g4 vit cirkel | 8 |
| 7 | e6 vit cirkel · f6 vit cirkel · g6 vit cirkel · e5 vit cirkel · f5 vit kung · g5 vit cirkel · e4 vit cirkel · f4 vit cirkel · g4 vit cirkel | e6 vit cirkel · f6 vit cirkel · g6 vit cirkel · e5 vit cirkel · f5 vit kung · g5 vit cirkel · e4 vit cirkel · f4 vit cirkel · g4 vit cirkel | e6 vit cirkel · f6 vit cirkel · g6 vit cirkel · e5 vit cirkel · f5 vit kung · g5 vit cirkel · e4 vit cirkel · f4 vit cirkel · g4 vit cirkel | e6 vit cirkel · f6 vit cirkel · g6 vit cirkel · e5 vit cirkel · f5 vit kung · g5 vit cirkel · e4 vit cirkel · f4 vit cirkel · g4 vit cirkel | e6 vit cirkel · f6 vit cirkel · g6 vit cirkel · e5 vit cirkel · f5 vit kung · g5 vit cirkel · e4 vit cirkel · f4 vit cirkel · g4 vit cirkel | e6 vit cirkel · f6 vit cirkel · g6 vit cirkel · e5 vit cirkel · f5 vit kung · g5 vit cirkel · e4 vit cirkel · f4 vit cirkel · g4 vit cirkel | e6 vit cirkel · f6 vit cirkel · g6 vit cirkel · e5 vit cirkel · f5 vit kung · g5 vit cirkel · e4 vit cirkel · f4 vit cirkel · g4 vit cirkel | e6 vit cirkel · f6 vit cirkel · g6 vit cirkel · e5 vit cirkel · f5 vit kung · g5 vit cirkel · e4 vit cirkel · f4 vit cirkel · g4 vit cirkel | 7 |
| 6 | e6 vit cirkel · f6 vit cirkel · g6 vit cirkel · e5 vit cirkel · f5 vit kung · g5 vit cirkel · e4 vit cirkel · f4 vit cirkel · g4 vit cirkel | e6 vit cirkel · f6 vit cirkel · g6 vit cirkel · e5 vit cirkel · f5 vit kung · g5 vit cirkel · e4 vit cirkel · f4 vit cirkel · g4 vit cirkel | e6 vit cirkel · f6 vit cirkel · g6 vit cirkel · e5 vit cirkel · f5 vit kung · g5 vit cirkel · e4 vit cirkel · f4 vit cirkel · g4 vit cirkel | e6 vit cirkel · f6 vit cirkel · g6 vit cirkel · e5 vit cirkel · f5 vit kung · g5 vit cirkel · e4 vit cirkel · f4 vit cirkel · g4 vit cirkel | e6 vit cirkel · f6 vit cirkel · g6 vit cirkel · e5 vit cirkel · f5 vit kung · g5 vit cirkel · e4 vit cirkel · f4 vit cirkel · g4 vit cirkel | e6 vit cirkel · f6 vit cirkel · g6 vit cirkel · e5 vit cirkel · f5 vit kung · g5 vit cirkel · e4 vit cirkel · f4 vit cirkel · g4 vit cirkel | e6 vit cirkel · f6 vit cirkel · g6 vit cirkel · e5 vit cirkel · f5 vit kung · g5 vit cirkel · e4 vit cirkel · f4 vit cirkel · g4 vit cirkel | e6 vit cirkel · f6 vit cirkel · g6 vit cirkel · e5 vit cirkel · f5 vit kung · g5 vit cirkel · e4 vit cirkel · f4 vit cirkel · g4 vit cirkel | 6 |
| 5 | e6 vit cirkel · f6 vit cirkel · g6 vit cirkel · e5 vit cirkel · f5 vit kung · g5 vit cirkel · e4 vit cirkel · f4 vit cirkel · g4 vit cirkel | e6 vit cirkel · f6 vit cirkel · g6 vit cirkel · e5 vit cirkel · f5 vit kung · g5 vit cirkel · e4 vit cirkel · f4 vit cirkel · g4 vit cirkel | e6 vit cirkel · f6 vit cirkel · g6 vit cirkel · e5 vit cirkel · f5 vit kung · g5 vit cirkel · e4 vit cirkel · f4 vit cirkel · g4 vit cirkel | e6 vit cirkel · f6 vit cirkel · g6 vit cirkel · e5 vit cirkel · f5 vit kung · g5 vit cirkel · e4 vit cirkel · f4 vit cirkel · g4 vit cirkel | e6 vit cirkel · f6 vit cirkel · g6 vit cirkel · e5 vit cirkel · f5 vit kung · g5 vit cirkel · e4 vit cirkel · f4 vit cirkel · g4 vit cirkel | e6 vit cirkel · f6 vit cirkel · g6 vit cirkel · e5 vit cirkel · f5 vit kung · g5 vit cirkel · e4 vit cirkel · f4 vit cirkel · g4 vit cirkel | e6 vit cirkel · f6 vit cirkel · g6 vit cirkel · e5 vit cirkel · f5 vit kung · g5 vit cirkel · e4 vit cirkel · f4 vit cirkel · g4 vit cirkel | e6 vit cirkel · f6 vit cirkel · g6 vit cirkel · e5 vit cirkel · f5 vit kung · g5 vit cirkel · e4 vit cirkel · f4 vit cirkel · g4 vit cirkel | 5 |
| 4 | e6 vit cirkel · f6 vit cirkel · g6 vit cirkel · e5 vit cirkel · f5 vit kung · g5 vit cirkel · e4 vit cirkel · f4 vit cirkel · g4 vit cirkel | e6 vit cirkel · f6 vit cirkel · g6 vit cirkel · e5 vit cirkel · f5 vit kung · g5 vit cirkel · e4 vit cirkel · f4 vit cirkel · g4 vit cirkel | e6 vit cirkel · f6 vit cirkel · g6 vit cirkel · e5 vit cirkel · f5 vit kung · g5 vit cirkel · e4 vit cirkel · f4 vit cirkel · g4 vit cirkel | e6 vit cirkel · f6 vit cirkel · g6 vit cirkel · e5 vit cirkel · f5 vit kung · g5 vit cirkel · e4 vit cirkel · f4 vit cirkel · g4 vit cirkel | e6 vit cirkel · f6 vit cirkel · g6 vit cirkel · e5 vit cirkel · f5 vit kung · g5 vit cirkel · e4 vit cirkel · f4 vit cirkel · g4 vit cirkel | e6 vit cirkel · f6 vit cirkel · g6 vit cirkel · e5 vit cirkel · f5 vit kung · g5 vit cirkel · e4 vit cirkel · f4 vit cirkel · g4 vit cirkel | e6 vit cirkel · f6 vit cirkel · g6 vit cirkel · e5 vit cirkel · f5 vit kung · g5 vit cirkel · e4 vit cirkel · f4 vit cirkel · g4 vit cirkel | e6 vit cirkel · f6 vit cirkel · g6 vit cirkel · e5 vit cirkel · f5 vit kung · g5 vit cirkel · e4 vit cirkel · f4 vit cirkel · g4 vit cirkel | 4 |
| 3 | e6 vit cirkel · f6 vit cirkel · g6 vit cirkel · e5 vit cirkel · f5 vit kung · g5 vit cirkel · e4 vit cirkel · f4 vit cirkel · g4 vit cirkel | e6 vit cirkel · f6 vit cirkel · g6 vit cirkel · e5 vit cirkel · f5 vit kung · g5 vit cirkel · e4 vit cirkel · f4 vit cirkel · g4 vit cirkel | e6 vit cirkel · f6 vit cirkel · g6 vit cirkel · e5 vit cirkel · f5 vit kung · g5 vit cirkel · e4 vit cirkel · f4 vit cirkel · g4 vit cirkel | e6 vit cirkel · f6 vit cirkel · g6 vit cirkel · e5 vit cirkel · f5 vit kung · g5 vit cirkel · e4 vit cirkel · f4 vit cirkel · g4 vit cirkel | e6 vit cirkel · f6 vit cirkel · g6 vit cirkel · e5 vit cirkel · f5 vit kung · g5 vit cirkel · e4 vit cirkel · f4 vit cirkel · g4 vit cirkel | e6 vit cirkel · f6 vit cirkel · g6 vit cirkel · e5 vit cirkel · f5 vit kung · g5 vit cirkel · e4 vit cirkel · f4 vit cirkel · g4 vit cirkel | e6 vit cirkel · f6 vit cirkel · g6 vit cirkel · e5 vit cirkel · f5 vit kung · g5 vit cirkel · e4 vit cirkel · f4 vit cirkel · g4 vit cirkel | e6 vit cirkel · f6 vit cirkel · g6 vit cirkel · e5 vit cirkel · f5 vit kung · g5 vit cirkel · e4 vit cirkel · f4 vit cirkel · g4 vit cirkel | 3 |
| 2 | e6 vit cirkel · f6 vit cirkel · g6 vit cirkel · e5 vit cirkel · f5 vit kung · g5 vit cirkel · e4 vit cirkel · f4 vit cirkel · g4 vit cirkel | e6 vit cirkel · f6 vit cirkel · g6 vit cirkel · e5 vit cirkel · f5 vit kung · g5 vit cirkel · e4 vit cirkel · f4 vit cirkel · g4 vit cirkel | e6 vit cirkel · f6 vit cirkel · g6 vit cirkel · e5 vit cirkel · f5 vit kung · g5 vit cirkel · e4 vit cirkel · f4 vit cirkel · g4 vit cirkel | e6 vit cirkel · f6 vit cirkel · g6 vit cirkel · e5 vit cirkel · f5 vit kung · g5 vit cirkel · e4 vit cirkel · f4 vit cirkel · g4 vit cirkel | e6 vit cirkel · f6 vit cirkel · g6 vit cirkel · e5 vit cirkel · f5 vit kung · g5 vit cirkel · e4 vit cirkel · f4 vit cirkel · g4 vit cirkel | e6 vit cirkel · f6 vit cirkel · g6 vit cirkel · e5 vit cirkel · f5 vit kung · g5 vit cirkel · e4 vit cirkel · f4 vit cirkel · g4 vit cirkel | e6 vit cirkel · f6 vit cirkel · g6 vit cirkel · e5 vit cirkel · f5 vit kung · g5 vit cirkel · e4 vit cirkel · f4 vit cirkel · g4 vit cirkel | e6 vit cirkel · f6 vit cirkel · g6 vit cirkel · e5 vit cirkel · f5 vit kung · g5 vit cirkel · e4 vit cirkel · f4 vit cirkel · g4 vit cirkel | 2 |
| 1 | e6 vit cirkel · f6 vit cirkel · g6 vit cirkel · e5 vit cirkel · f5 vit kung · g5 vit cirkel · e4 vit cirkel · f4 vit cirkel · g4 vit cirkel | e6 vit cirkel · f6 vit cirkel · g6 vit cirkel · e5 vit cirkel · f5 vit kung · g5 vit cirkel · e4 vit cirkel · f4 vit cirkel · g4 vit cirkel | e6 vit cirkel · f6 vit cirkel · g6 vit cirkel · e5 vit cirkel · f5 vit kung · g5 vit cirkel · e4 vit cirkel · f4 vit cirkel · g4 vit cirkel | e6 vit cirkel · f6 vit cirkel · g6 vit cirkel · e5 vit cirkel · f5 vit kung · g5 vit cirkel · e4 vit cirkel · f4 vit cirkel · g4 vit cirkel | e6 vit cirkel · f6 vit cirkel · g6 vit cirkel · e5 vit cirkel · f5 vit kung · g5 vit cirkel · e4 vit cirkel · f4 vit cirkel · g4 vit cirkel | e6 vit cirkel · f6 vit cirkel · g6 vit cirkel · e5 vit cirkel · f5 vit kung · g5 vit cirkel · e4 vit cirkel · f4 vit cirkel · g4 vit cirkel | e6 vit cirkel · f6 vit cirkel · g6 vit cirkel · e5 vit cirkel · f5 vit kung · g5 vit cirkel · e4 vit cirkel · f4 vit cirkel · g4 vit cirkel | e6 vit cirkel · f6 vit cirkel · g6 vit cirkel · e5 vit cirkel · f5 vit kung · g5 vit cirkel · e4 vit cirkel · f4 vit cirkel · g4 vit cirkel | 1 |
|   | a | b | c | d | e | f | g | h |   |

|   | a | b | c | d | e | f | g | h |   |
| 8 | d8 vit cirkel · d7 vit cirkel · d6 vit cirkel · a5 vit cirkel · b5 vit cirkel · c5 vit cirkel · d5 vit torn · e5 vit cirkel · f5 vit cirkel · g5 vit cirkel · h5 vit cirkel · d4 vit cirkel · d3 vit cirkel · d2 vit cirkel · d1 vit cirkel | d8 vit cirkel · d7 vit cirkel · d6 vit cirkel · a5 vit cirkel · b5 vit cirkel · c5 vit cirkel · d5 vit torn · e5 vit cirkel · f5 vit cirkel · g5 vit cirkel · h5 vit cirkel · d4 vit cirkel · d3 vit cirkel · d2 vit cirkel · d1 vit cirkel | d8 vit cirkel · d7 vit cirkel · d6 vit cirkel · a5 vit cirkel · b5 vit cirkel · c5 vit cirkel · d5 vit torn · e5 vit cirkel · f5 vit cirkel · g5 vit cirkel · h5 vit cirkel · d4 vit cirkel · d3 vit cirkel · d2 vit cirkel · d1 vit cirkel | d8 vit cirkel · d7 vit cirkel · d6 vit cirkel · a5 vit cirkel · b5 vit cirkel · c5 vit cirkel · d5 vit torn · e5 vit cirkel · f5 vit cirkel · g5 vit cirkel · h5 vit cirkel · d4 vit cirkel · d3 vit cirkel · d2 vit cirkel · d1 vit cirkel | d8 vit cirkel · d7 vit cirkel · d6 vit cirkel · a5 vit cirkel · b5 vit cirkel · c5 vit cirkel · d5 vit torn · e5 vit cirkel · f5 vit cirkel · g5 vit cirkel · h5 vit cirkel · d4 vit cirkel · d3 vit cirkel · d2 vit cirkel · d1 vit cirkel | d8 vit cirkel · d7 vit cirkel · d6 vit cirkel · a5 vit cirkel · b5 vit cirkel · c5 vit cirkel · d5 vit torn · e5 vit cirkel · f5 vit cirkel · g5 vit cirkel · h5 vit cirkel · d4 vit cirkel · d3 vit cirkel · d2 vit cirkel · d1 vit cirkel | d8 vit cirkel · d7 vit cirkel · d6 vit cirkel · a5 vit cirkel · b5 vit cirkel · c5 vit cirkel · d5 vit torn · e5 vit cirkel · f5 vit cirkel · g5 vit cirkel · h5 vit cirkel · d4 vit cirkel · d3 vit cirkel · d2 vit cirkel · d1 vit cirkel | d8 vit cirkel · d7 vit cirkel · d6 vit cirkel · a5 vit cirkel · b5 vit cirkel · c5 vit cirkel · d5 vit torn · e5 vit cirkel · f5 vit cirkel · g5 vit cirkel · h5 vit cirkel · d4 vit cirkel · d3 vit cirkel · d2 vit cirkel · d1 vit cirkel | 8 |
| 7 | d8 vit cirkel · d7 vit cirkel · d6 vit cirkel · a5 vit cirkel · b5 vit cirkel · c5 vit cirkel · d5 vit torn · e5 vit cirkel · f5 vit cirkel · g5 vit cirkel · h5 vit cirkel · d4 vit cirkel · d3 vit cirkel · d2 vit cirkel · d1 vit cirkel | d8 vit cirkel · d7 vit cirkel · d6 vit cirkel · a5 vit cirkel · b5 vit cirkel · c5 vit cirkel · d5 vit torn · e5 vit cirkel · f5 vit cirkel · g5 vit cirkel · h5 vit cirkel · d4 vit cirkel · d3 vit cirkel · d2 vit cirkel · d1 vit cirkel | d8 vit cirkel · d7 vit cirkel · d6 vit cirkel · a5 vit cirkel · b5 vit cirkel · c5 vit cirkel · d5 vit torn · e5 vit cirkel · f5 vit cirkel · g5 vit cirkel · h5 vit cirkel · d4 vit cirkel · d3 vit cirkel · d2 vit cirkel · d1 vit cirkel | d8 vit cirkel · d7 vit cirkel · d6 vit cirkel · a5 vit cirkel · b5 vit cirkel · c5 vit cirkel · d5 vit torn · e5 vit cirkel · f5 vit cirkel · g5 vit cirkel · h5 vit cirkel · d4 vit cirkel · d3 vit cirkel · d2 vit cirkel · d1 vit cirkel | d8 vit cirkel · d7 vit cirkel · d6 vit cirkel · a5 vit cirkel · b5 vit cirkel · c5 vit cirkel · d5 vit torn · e5 vit cirkel · f5 vit cirkel · g5 vit cirkel · h5 vit cirkel · d4 vit cirkel · d3 vit cirkel · d2 vit cirkel · d1 vit cirkel | d8 vit cirkel · d7 vit cirkel · d6 vit cirkel · a5 vit cirkel · b5 vit cirkel · c5 vit cirkel · d5 vit torn · e5 vit cirkel · f5 vit cirkel · g5 vit cirkel · h5 vit cirkel · d4 vit cirkel · d3 vit cirkel · d2 vit cirkel · d1 vit cirkel | d8 vit cirkel · d7 vit cirkel · d6 vit cirkel · a5 vit cirkel · b5 vit cirkel · c5 vit cirkel · d5 vit torn · e5 vit cirkel · f5 vit cirkel · g5 vit cirkel · h5 vit cirkel · d4 vit cirkel · d3 vit cirkel · d2 vit cirkel · d1 vit cirkel | d8 vit cirkel · d7 vit cirkel · d6 vit cirkel · a5 vit cirkel · b5 vit cirkel · c5 vit cirkel · d5 vit torn · e5 vit cirkel · f5 vit cirkel · g5 vit cirkel · h5 vit cirkel · d4 vit cirkel · d3 vit cirkel · d2 vit cirkel · d1 vit cirkel | 7 |
| 6 | d8 vit cirkel · d7 vit cirkel · d6 vit cirkel · a5 vit cirkel · b5 vit cirkel · c5 vit cirkel · d5 vit torn · e5 vit cirkel · f5 vit cirkel · g5 vit cirkel · h5 vit cirkel · d4 vit cirkel · d3 vit cirkel · d2 vit cirkel · d1 vit cirkel | d8 vit cirkel · d7 vit cirkel · d6 vit cirkel · a5 vit cirkel · b5 vit cirkel · c5 vit cirkel · d5 vit torn · e5 vit cirkel · f5 vit cirkel · g5 vit cirkel · h5 vit cirkel · d4 vit cirkel · d3 vit cirkel · d2 vit cirkel · d1 vit cirkel | d8 vit cirkel · d7 vit cirkel · d6 vit cirkel · a5 vit cirkel · b5 vit cirkel · c5 vit cirkel · d5 vit torn · e5 vit cirkel · f5 vit cirkel · g5 vit cirkel · h5 vit cirkel · d4 vit cirkel · d3 vit cirkel · d2 vit cirkel · d1 vit cirkel | d8 vit cirkel · d7 vit cirkel · d6 vit cirkel · a5 vit cirkel · b5 vit cirkel · c5 vit cirkel · d5 vit torn · e5 vit cirkel · f5 vit cirkel · g5 vit cirkel · h5 vit cirkel · d4 vit cirkel · d3 vit cirkel · d2 vit cirkel · d1 vit cirkel | d8 vit cirkel · d7 vit cirkel · d6 vit cirkel · a5 vit cirkel · b5 vit cirkel · c5 vit cirkel · d5 vit torn · e5 vit cirkel · f5 vit cirkel · g5 vit cirkel · h5 vit cirkel · d4 vit cirkel · d3 vit cirkel · d2 vit cirkel · d1 vit cirkel | d8 vit cirkel · d7 vit cirkel · d6 vit cirkel · a5 vit cirkel · b5 vit cirkel · c5 vit cirkel · d5 vit torn · e5 vit cirkel · f5 vit cirkel · g5 vit cirkel · h5 vit cirkel · d4 vit cirkel · d3 vit cirkel · d2 vit cirkel · d1 vit cirkel | d8 vit cirkel · d7 vit cirkel · d6 vit cirkel · a5 vit cirkel · b5 vit cirkel · c5 vit cirkel · d5 vit torn · e5 vit cirkel · f5 vit cirkel · g5 vit cirkel · h5 vit cirkel · d4 vit cirkel · d3 vit cirkel · d2 vit cirkel · d1 vit cirkel | d8 vit cirkel · d7 vit cirkel · d6 vit cirkel · a5 vit cirkel · b5 vit cirkel · c5 vit cirkel · d5 vit torn · e5 vit cirkel · f5 vit cirkel · g5 vit cirkel · h5 vit cirkel · d4 vit cirkel · d3 vit cirkel · d2 vit cirkel · d1 vit cirkel | 6 |
| 5 | d8 vit cirkel · d7 vit cirkel · d6 vit cirkel · a5 vit cirkel · b5 vit cirkel · c5 vit cirkel · d5 vit torn · e5 vit cirkel · f5 vit cirkel · g5 vit cirkel · h5 vit cirkel · d4 vit cirkel · d3 vit cirkel · d2 vit cirkel · d1 vit cirkel | d8 vit cirkel · d7 vit cirkel · d6 vit cirkel · a5 vit cirkel · b5 vit cirkel · c5 vit cirkel · d5 vit torn · e5 vit cirkel · f5 vit cirkel · g5 vit cirkel · h5 vit cirkel · d4 vit cirkel · d3 vit cirkel · d2 vit cirkel · d1 vit cirkel | d8 vit cirkel · d7 vit cirkel · d6 vit cirkel · a5 vit cirkel · b5 vit cirkel · c5 vit cirkel · d5 vit torn · e5 vit cirkel · f5 vit cirkel · g5 vit cirkel · h5 vit cirkel · d4 vit cirkel · d3 vit cirkel · d2 vit cirkel · d1 vit cirkel | d8 vit cirkel · d7 vit cirkel · d6 vit cirkel · a5 vit cirkel · b5 vit cirkel · c5 vit cirkel · d5 vit torn · e5 vit cirkel · f5 vit cirkel · g5 vit cirkel · h5 vit cirkel · d4 vit cirkel · d3 vit cirkel · d2 vit cirkel · d1 vit cirkel | d8 vit cirkel · d7 vit cirkel · d6 vit cirkel · a5 vit cirkel · b5 vit cirkel · c5 vit cirkel · d5 vit torn · e5 vit cirkel · f5 vit cirkel · g5 vit cirkel · h5 vit cirkel · d4 vit cirkel · d3 vit cirkel · d2 vit cirkel · d1 vit cirkel | d8 vit cirkel · d7 vit cirkel · d6 vit cirkel · a5 vit cirkel · b5 vit cirkel · c5 vit cirkel · d5 vit torn · e5 vit cirkel · f5 vit cirkel · g5 vit cirkel · h5 vit cirkel · d4 vit cirkel · d3 vit cirkel · d2 vit cirkel · d1 vit cirkel | d8 vit cirkel · d7 vit cirkel · d6 vit cirkel · a5 vit cirkel · b5 vit cirkel · c5 vit cirkel · d5 vit torn · e5 vit cirkel · f5 vit cirkel · g5 vit cirkel · h5 vit cirkel · d4 vit cirkel · d3 vit cirkel · d2 vit cirkel · d1 vit cirkel | d8 vit cirkel · d7 vit cirkel · d6 vit cirkel · a5 vit cirkel · b5 vit cirkel · c5 vit cirkel · d5 vit torn · e5 vit cirkel · f5 vit cirkel · g5 vit cirkel · h5 vit cirkel · d4 vit cirkel · d3 vit cirkel · d2 vit cirkel · d1 vit cirkel | 5 |
| 4 | d8 vit cirkel · d7 vit cirkel · d6 vit cirkel · a5 vit cirkel · b5 vit cirkel · c5 vit cirkel · d5 vit torn · e5 vit cirkel · f5 vit cirkel · g5 vit cirkel · h5 vit cirkel · d4 vit cirkel · d3 vit cirkel · d2 vit cirkel · d1 vit cirkel | d8 vit cirkel · d7 vit cirkel · d6 vit cirkel · a5 vit cirkel · b5 vit cirkel · c5 vit cirkel · d5 vit torn · e5 vit cirkel · f5 vit cirkel · g5 vit cirkel · h5 vit cirkel · d4 vit cirkel · d3 vit cirkel · d2 vit cirkel · d1 vit cirkel | d8 vit cirkel · d7 vit cirkel · d6 vit cirkel · a5 vit cirkel · b5 vit cirkel · c5 vit cirkel · d5 vit torn · e5 vit cirkel · f5 vit cirkel · g5 vit cirkel · h5 vit cirkel · d4 vit cirkel · d3 vit cirkel · d2 vit cirkel · d1 vit cirkel | d8 vit cirkel · d7 vit cirkel · d6 vit cirkel · a5 vit cirkel · b5 vit cirkel · c5 vit cirkel · d5 vit torn · e5 vit cirkel · f5 vit cirkel · g5 vit cirkel · h5 vit cirkel · d4 vit cirkel · d3 vit cirkel · d2 vit cirkel · d1 vit cirkel | d8 vit cirkel · d7 vit cirkel · d6 vit cirkel · a5 vit cirkel · b5 vit cirkel · c5 vit cirkel · d5 vit torn · e5 vit cirkel · f5 vit cirkel · g5 vit cirkel · h5 vit cirkel · d4 vit cirkel · d3 vit cirkel · d2 vit cirkel · d1 vit cirkel | d8 vit cirkel · d7 vit cirkel · d6 vit cirkel · a5 vit cirkel · b5 vit cirkel · c5 vit cirkel · d5 vit torn · e5 vit cirkel · f5 vit cirkel · g5 vit cirkel · h5 vit cirkel · d4 vit cirkel · d3 vit cirkel · d2 vit cirkel · d1 vit cirkel | d8 vit cirkel · d7 vit cirkel · d6 vit cirkel · a5 vit cirkel · b5 vit cirkel · c5 vit cirkel · d5 vit torn · e5 vit cirkel · f5 vit cirkel · g5 vit cirkel · h5 vit cirkel · d4 vit cirkel · d3 vit cirkel · d2 vit cirkel · d1 vit cirkel | d8 vit cirkel · d7 vit cirkel · d6 vit cirkel · a5 vit cirkel · b5 vit cirkel · c5 vit cirkel · d5 vit torn · e5 vit cirkel · f5 vit cirkel · g5 vit cirkel · h5 vit cirkel · d4 vit cirkel · d3 vit cirkel · d2 vit cirkel · d1 vit cirkel | 4 |
| 3 | d8 vit cirkel · d7 vit cirkel · d6 vit cirkel · a5 vit cirkel · b5 vit cirkel · c5 vit cirkel · d5 vit torn · e5 vit cirkel · f5 vit cirkel · g5 vit cirkel · h5 vit cirkel · d4 vit cirkel · d3 vit cirkel · d2 vit cirkel · d1 vit cirkel | d8 vit cirkel · d7 vit cirkel · d6 vit cirkel · a5 vit cirkel · b5 vit cirkel · c5 vit cirkel · d5 vit torn · e5 vit cirkel · f5 vit cirkel · g5 vit cirkel · h5 vit cirkel · d4 vit cirkel · d3 vit cirkel · d2 vit cirkel · d1 vit cirkel | d8 vit cirkel · d7 vit cirkel · d6 vit cirkel · a5 vit cirkel · b5 vit cirkel · c5 vit cirkel · d5 vit torn · e5 vit cirkel · f5 vit cirkel · g5 vit cirkel · h5 vit cirkel · d4 vit cirkel · d3 vit cirkel · d2 vit cirkel · d1 vit cirkel | d8 vit cirkel · d7 vit cirkel · d6 vit cirkel · a5 vit cirkel · b5 vit cirkel · c5 vit cirkel · d5 vit torn · e5 vit cirkel · f5 vit cirkel · g5 vit cirkel · h5 vit cirkel · d4 vit cirkel · d3 vit cirkel · d2 vit cirkel · d1 vit cirkel | d8 vit cirkel · d7 vit cirkel · d6 vit cirkel · a5 vit cirkel · b5 vit cirkel · c5 vit cirkel · d5 vit torn · e5 vit cirkel · f5 vit cirkel · g5 vit cirkel · h5 vit cirkel · d4 vit cirkel · d3 vit cirkel · d2 vit cirkel · d1 vit cirkel | d8 vit cirkel · d7 vit cirkel · d6 vit cirkel · a5 vit cirkel · b5 vit cirkel · c5 vit cirkel · d5 vit torn · e5 vit cirkel · f5 vit cirkel · g5 vit cirkel · h5 vit cirkel · d4 vit cirkel · d3 vit cirkel · d2 vit cirkel · d1 vit cirkel | d8 vit cirkel · d7 vit cirkel · d6 vit cirkel · a5 vit cirkel · b5 vit cirkel · c5 vit cirkel · d5 vit torn · e5 vit cirkel · f5 vit cirkel · g5 vit cirkel · h5 vit cirkel · d4 vit cirkel · d3 vit cirkel · d2 vit cirkel · d1 vit cirkel | d8 vit cirkel · d7 vit cirkel · d6 vit cirkel · a5 vit cirkel · b5 vit cirkel · c5 vit cirkel · d5 vit torn · e5 vit cirkel · f5 vit cirkel · g5 vit cirkel · h5 vit cirkel · d4 vit cirkel · d3 vit cirkel · d2 vit cirkel · d1 vit cirkel | 3 |
| 2 | d8 vit cirkel · d7 vit cirkel · d6 vit cirkel · a5 vit cirkel · b5 vit cirkel · c5 vit cirkel · d5 vit torn · e5 vit cirkel · f5 vit cirkel · g5 vit cirkel · h5 vit cirkel · d4 vit cirkel · d3 vit cirkel · d2 vit cirkel · d1 vit cirkel | d8 vit cirkel · d7 vit cirkel · d6 vit cirkel · a5 vit cirkel · b5 vit cirkel · c5 vit cirkel · d5 vit torn · e5 vit cirkel · f5 vit cirkel · g5 vit cirkel · h5 vit cirkel · d4 vit cirkel · d3 vit cirkel · d2 vit cirkel · d1 vit cirkel | d8 vit cirkel · d7 vit cirkel · d6 vit cirkel · a5 vit cirkel · b5 vit cirkel · c5 vit cirkel · d5 vit torn · e5 vit cirkel · f5 vit cirkel · g5 vit cirkel · h5 vit cirkel · d4 vit cirkel · d3 vit cirkel · d2 vit cirkel · d1 vit cirkel | d8 vit cirkel · d7 vit cirkel · d6 vit cirkel · a5 vit cirkel · b5 vit cirkel · c5 vit cirkel · d5 vit torn · e5 vit cirkel · f5 vit cirkel · g5 vit cirkel · h5 vit cirkel · d4 vit cirkel · d3 vit cirkel · d2 vit cirkel · d1 vit cirkel | d8 vit cirkel · d7 vit cirkel · d6 vit cirkel · a5 vit cirkel · b5 vit cirkel · c5 vit cirkel · d5 vit torn · e5 vit cirkel · f5 vit cirkel · g5 vit cirkel · h5 vit cirkel · d4 vit cirkel · d3 vit cirkel · d2 vit cirkel · d1 vit cirkel | d8 vit cirkel · d7 vit cirkel · d6 vit cirkel · a5 vit cirkel · b5 vit cirkel · c5 vit cirkel · d5 vit torn · e5 vit cirkel · f5 vit cirkel · g5 vit cirkel · h5 vit cirkel · d4 vit cirkel · d3 vit cirkel · d2 vit cirkel · d1 vit cirkel | d8 vit cirkel · d7 vit cirkel · d6 vit cirkel · a5 vit cirkel · b5 vit cirkel · c5 vit cirkel · d5 vit torn · e5 vit cirkel · f5 vit cirkel · g5 vit cirkel · h5 vit cirkel · d4 vit cirkel · d3 vit cirkel · d2 vit cirkel · d1 vit cirkel | d8 vit cirkel · d7 vit cirkel · d6 vit cirkel · a5 vit cirkel · b5 vit cirkel · c5 vit cirkel · d5 vit torn · e5 vit cirkel · f5 vit cirkel · g5 vit cirkel · h5 vit cirkel · d4 vit cirkel · d3 vit cirkel · d2 vit cirkel · d1 vit cirkel | 2 |
| 1 | d8 vit cirkel · d7 vit cirkel · d6 vit cirkel · a5 vit cirkel · b5 vit cirkel · c5 vit cirkel · d5 vit torn · e5 vit cirkel · f5 vit cirkel · g5 vit cirkel · h5 vit cirkel · d4 vit cirkel · d3 vit cirkel · d2 vit cirkel · d1 vit cirkel | d8 vit cirkel · d7 vit cirkel · d6 vit cirkel · a5 vit cirkel · b5 vit cirkel · c5 vit cirkel · d5 vit torn · e5 vit cirkel · f5 vit cirkel · g5 vit cirkel · h5 vit cirkel · d4 vit cirkel · d3 vit cirkel · d2 vit cirkel · d1 vit cirkel | d8 vit cirkel · d7 vit cirkel · d6 vit cirkel · a5 vit cirkel · b5 vit cirkel · c5 vit cirkel · d5 vit torn · e5 vit cirkel · f5 vit cirkel · g5 vit cirkel · h5 vit cirkel · d4 vit cirkel · d3 vit cirkel · d2 vit cirkel · d1 vit cirkel | d8 vit cirkel · d7 vit cirkel · d6 vit cirkel · a5 vit cirkel · b5 vit cirkel · c5 vit cirkel · d5 vit torn · e5 vit cirkel · f5 vit cirkel · g5 vit cirkel · h5 vit cirkel · d4 vit cirkel · d3 vit cirkel · d2 vit cirkel · d1 vit cirkel | d8 vit cirkel · d7 vit cirkel · d6 vit cirkel · a5 vit cirkel · b5 vit cirkel · c5 vit cirkel · d5 vit torn · e5 vit cirkel · f5 vit cirkel · g5 vit cirkel · h5 vit cirkel · d4 vit cirkel · d3 vit cirkel · d2 vit cirkel · d1 vit cirkel | d8 vit cirkel · d7 vit cirkel · d6 vit cirkel · a5 vit cirkel · b5 vit cirkel · c5 vit cirkel · d5 vit torn · e5 vit cirkel · f5 vit cirkel · g5 vit cirkel · h5 vit cirkel · d4 vit cirkel · d3 vit cirkel · d2 vit cirkel · d1 vit cirkel | d8 vit cirkel · d7 vit cirkel · d6 vit cirkel · a5 vit cirkel · b5 vit cirkel · c5 vit cirkel · d5 vit torn · e5 vit cirkel · f5 vit cirkel · g5 vit cirkel · h5 vit cirkel · d4 vit cirkel · d3 vit cirkel · d2 vit cirkel · d1 vit cirkel | d8 vit cirkel · d7 vit cirkel · d6 vit cirkel · a5 vit cirkel · b5 vit cirkel · c5 vit cirkel · d5 vit torn · e5 vit cirkel · f5 vit cirkel · g5 vit cirkel · h5 vit cirkel · d4 vit cirkel · d3 vit cirkel · d2 vit cirkel · d1 vit cirkel | 1 |
|   | a | b | c | d | e | f | g | h |   |

|   | a | b | c | d | e | f | g | h |   |
| 8 | a8 vit cirkel · g8 vit cirkel · b7 vit cirkel · f7 vit cirkel · c6 vit cirkel · e6 vit cirkel · d5 vit löpare · c4 vit cirkel · e4 vit cirkel · b3 vit cirkel · f3 vit cirkel · a2 vit cirkel · g2 vit cirkel · h1 vit cirkel | a8 vit cirkel · g8 vit cirkel · b7 vit cirkel · f7 vit cirkel · c6 vit cirkel · e6 vit cirkel · d5 vit löpare · c4 vit cirkel · e4 vit cirkel · b3 vit cirkel · f3 vit cirkel · a2 vit cirkel · g2 vit cirkel · h1 vit cirkel | a8 vit cirkel · g8 vit cirkel · b7 vit cirkel · f7 vit cirkel · c6 vit cirkel · e6 vit cirkel · d5 vit löpare · c4 vit cirkel · e4 vit cirkel · b3 vit cirkel · f3 vit cirkel · a2 vit cirkel · g2 vit cirkel · h1 vit cirkel | a8 vit cirkel · g8 vit cirkel · b7 vit cirkel · f7 vit cirkel · c6 vit cirkel · e6 vit cirkel · d5 vit löpare · c4 vit cirkel · e4 vit cirkel · b3 vit cirkel · f3 vit cirkel · a2 vit cirkel · g2 vit cirkel · h1 vit cirkel | a8 vit cirkel · g8 vit cirkel · b7 vit cirkel · f7 vit cirkel · c6 vit cirkel · e6 vit cirkel · d5 vit löpare · c4 vit cirkel · e4 vit cirkel · b3 vit cirkel · f3 vit cirkel · a2 vit cirkel · g2 vit cirkel · h1 vit cirkel | a8 vit cirkel · g8 vit cirkel · b7 vit cirkel · f7 vit cirkel · c6 vit cirkel · e6 vit cirkel · d5 vit löpare · c4 vit cirkel · e4 vit cirkel · b3 vit cirkel · f3 vit cirkel · a2 vit cirkel · g2 vit cirkel · h1 vit cirkel | a8 vit cirkel · g8 vit cirkel · b7 vit cirkel · f7 vit cirkel · c6 vit cirkel · e6 vit cirkel · d5 vit löpare · c4 vit cirkel · e4 vit cirkel · b3 vit cirkel · f3 vit cirkel · a2 vit cirkel · g2 vit cirkel · h1 vit cirkel | a8 vit cirkel · g8 vit cirkel · b7 vit cirkel · f7 vit cirkel · c6 vit cirkel · e6 vit cirkel · d5 vit löpare · c4 vit cirkel · e4 vit cirkel · b3 vit cirkel · f3 vit cirkel · a2 vit cirkel · g2 vit cirkel · h1 vit cirkel | 8 |
| 7 | a8 vit cirkel · g8 vit cirkel · b7 vit cirkel · f7 vit cirkel · c6 vit cirkel · e6 vit cirkel · d5 vit löpare · c4 vit cirkel · e4 vit cirkel · b3 vit cirkel · f3 vit cirkel · a2 vit cirkel · g2 vit cirkel · h1 vit cirkel | a8 vit cirkel · g8 vit cirkel · b7 vit cirkel · f7 vit cirkel · c6 vit cirkel · e6 vit cirkel · d5 vit löpare · c4 vit cirkel · e4 vit cirkel · b3 vit cirkel · f3 vit cirkel · a2 vit cirkel · g2 vit cirkel · h1 vit cirkel | a8 vit cirkel · g8 vit cirkel · b7 vit cirkel · f7 vit cirkel · c6 vit cirkel · e6 vit cirkel · d5 vit löpare · c4 vit cirkel · e4 vit cirkel · b3 vit cirkel · f3 vit cirkel · a2 vit cirkel · g2 vit cirkel · h1 vit cirkel | a8 vit cirkel · g8 vit cirkel · b7 vit cirkel · f7 vit cirkel · c6 vit cirkel · e6 vit cirkel · d5 vit löpare · c4 vit cirkel · e4 vit cirkel · b3 vit cirkel · f3 vit cirkel · a2 vit cirkel · g2 vit cirkel · h1 vit cirkel | a8 vit cirkel · g8 vit cirkel · b7 vit cirkel · f7 vit cirkel · c6 vit cirkel · e6 vit cirkel · d5 vit löpare · c4 vit cirkel · e4 vit cirkel · b3 vit cirkel · f3 vit cirkel · a2 vit cirkel · g2 vit cirkel · h1 vit cirkel | a8 vit cirkel · g8 vit cirkel · b7 vit cirkel · f7 vit cirkel · c6 vit cirkel · e6 vit cirkel · d5 vit löpare · c4 vit cirkel · e4 vit cirkel · b3 vit cirkel · f3 vit cirkel · a2 vit cirkel · g2 vit cirkel · h1 vit cirkel | a8 vit cirkel · g8 vit cirkel · b7 vit cirkel · f7 vit cirkel · c6 vit cirkel · e6 vit cirkel · d5 vit löpare · c4 vit cirkel · e4 vit cirkel · b3 vit cirkel · f3 vit cirkel · a2 vit cirkel · g2 vit cirkel · h1 vit cirkel | a8 vit cirkel · g8 vit cirkel · b7 vit cirkel · f7 vit cirkel · c6 vit cirkel · e6 vit cirkel · d5 vit löpare · c4 vit cirkel · e4 vit cirkel · b3 vit cirkel · f3 vit cirkel · a2 vit cirkel · g2 vit cirkel · h1 vit cirkel | 7 |
| 6 | a8 vit cirkel · g8 vit cirkel · b7 vit cirkel · f7 vit cirkel · c6 vit cirkel · e6 vit cirkel · d5 vit löpare · c4 vit cirkel · e4 vit cirkel · b3 vit cirkel · f3 vit cirkel · a2 vit cirkel · g2 vit cirkel · h1 vit cirkel | a8 vit cirkel · g8 vit cirkel · b7 vit cirkel · f7 vit cirkel · c6 vit cirkel · e6 vit cirkel · d5 vit löpare · c4 vit cirkel · e4 vit cirkel · b3 vit cirkel · f3 vit cirkel · a2 vit cirkel · g2 vit cirkel · h1 vit cirkel | a8 vit cirkel · g8 vit cirkel · b7 vit cirkel · f7 vit cirkel · c6 vit cirkel · e6 vit cirkel · d5 vit löpare · c4 vit cirkel · e4 vit cirkel · b3 vit cirkel · f3 vit cirkel · a2 vit cirkel · g2 vit cirkel · h1 vit cirkel | a8 vit cirkel · g8 vit cirkel · b7 vit cirkel · f7 vit cirkel · c6 vit cirkel · e6 vit cirkel · d5 vit löpare · c4 vit cirkel · e4 vit cirkel · b3 vit cirkel · f3 vit cirkel · a2 vit cirkel · g2 vit cirkel · h1 vit cirkel | a8 vit cirkel · g8 vit cirkel · b7 vit cirkel · f7 vit cirkel · c6 vit cirkel · e6 vit cirkel · d5 vit löpare · c4 vit cirkel · e4 vit cirkel · b3 vit cirkel · f3 vit cirkel · a2 vit cirkel · g2 vit cirkel · h1 vit cirkel | a8 vit cirkel · g8 vit cirkel · b7 vit cirkel · f7 vit cirkel · c6 vit cirkel · e6 vit cirkel · d5 vit löpare · c4 vit cirkel · e4 vit cirkel · b3 vit cirkel · f3 vit cirkel · a2 vit cirkel · g2 vit cirkel · h1 vit cirkel | a8 vit cirkel · g8 vit cirkel · b7 vit cirkel · f7 vit cirkel · c6 vit cirkel · e6 vit cirkel · d5 vit löpare · c4 vit cirkel · e4 vit cirkel · b3 vit cirkel · f3 vit cirkel · a2 vit cirkel · g2 vit cirkel · h1 vit cirkel | a8 vit cirkel · g8 vit cirkel · b7 vit cirkel · f7 vit cirkel · c6 vit cirkel · e6 vit cirkel · d5 vit löpare · c4 vit cirkel · e4 vit cirkel · b3 vit cirkel · f3 vit cirkel · a2 vit cirkel · g2 vit cirkel · h1 vit cirkel | 6 |
| 5 | a8 vit cirkel · g8 vit cirkel · b7 vit cirkel · f7 vit cirkel · c6 vit cirkel · e6 vit cirkel · d5 vit löpare · c4 vit cirkel · e4 vit cirkel · b3 vit cirkel · f3 vit cirkel · a2 vit cirkel · g2 vit cirkel · h1 vit cirkel | a8 vit cirkel · g8 vit cirkel · b7 vit cirkel · f7 vit cirkel · c6 vit cirkel · e6 vit cirkel · d5 vit löpare · c4 vit cirkel · e4 vit cirkel · b3 vit cirkel · f3 vit cirkel · a2 vit cirkel · g2 vit cirkel · h1 vit cirkel | a8 vit cirkel · g8 vit cirkel · b7 vit cirkel · f7 vit cirkel · c6 vit cirkel · e6 vit cirkel · d5 vit löpare · c4 vit cirkel · e4 vit cirkel · b3 vit cirkel · f3 vit cirkel · a2 vit cirkel · g2 vit cirkel · h1 vit cirkel | a8 vit cirkel · g8 vit cirkel · b7 vit cirkel · f7 vit cirkel · c6 vit cirkel · e6 vit cirkel · d5 vit löpare · c4 vit cirkel · e4 vit cirkel · b3 vit cirkel · f3 vit cirkel · a2 vit cirkel · g2 vit cirkel · h1 vit cirkel | a8 vit cirkel · g8 vit cirkel · b7 vit cirkel · f7 vit cirkel · c6 vit cirkel · e6 vit cirkel · d5 vit löpare · c4 vit cirkel · e4 vit cirkel · b3 vit cirkel · f3 vit cirkel · a2 vit cirkel · g2 vit cirkel · h1 vit cirkel | a8 vit cirkel · g8 vit cirkel · b7 vit cirkel · f7 vit cirkel · c6 vit cirkel · e6 vit cirkel · d5 vit löpare · c4 vit cirkel · e4 vit cirkel · b3 vit cirkel · f3 vit cirkel · a2 vit cirkel · g2 vit cirkel · h1 vit cirkel | a8 vit cirkel · g8 vit cirkel · b7 vit cirkel · f7 vit cirkel · c6 vit cirkel · e6 vit cirkel · d5 vit löpare · c4 vit cirkel · e4 vit cirkel · b3 vit cirkel · f3 vit cirkel · a2 vit cirkel · g2 vit cirkel · h1 vit cirkel | a8 vit cirkel · g8 vit cirkel · b7 vit cirkel · f7 vit cirkel · c6 vit cirkel · e6 vit cirkel · d5 vit löpare · c4 vit cirkel · e4 vit cirkel · b3 vit cirkel · f3 vit cirkel · a2 vit cirkel · g2 vit cirkel · h1 vit cirkel | 5 |
| 4 | a8 vit cirkel · g8 vit cirkel · b7 vit cirkel · f7 vit cirkel · c6 vit cirkel · e6 vit cirkel · d5 vit löpare · c4 vit cirkel · e4 vit cirkel · b3 vit cirkel · f3 vit cirkel · a2 vit cirkel · g2 vit cirkel · h1 vit cirkel | a8 vit cirkel · g8 vit cirkel · b7 vit cirkel · f7 vit cirkel · c6 vit cirkel · e6 vit cirkel · d5 vit löpare · c4 vit cirkel · e4 vit cirkel · b3 vit cirkel · f3 vit cirkel · a2 vit cirkel · g2 vit cirkel · h1 vit cirkel | a8 vit cirkel · g8 vit cirkel · b7 vit cirkel · f7 vit cirkel · c6 vit cirkel · e6 vit cirkel · d5 vit löpare · c4 vit cirkel · e4 vit cirkel · b3 vit cirkel · f3 vit cirkel · a2 vit cirkel · g2 vit cirkel · h1 vit cirkel | a8 vit cirkel · g8 vit cirkel · b7 vit cirkel · f7 vit cirkel · c6 vit cirkel · e6 vit cirkel · d5 vit löpare · c4 vit cirkel · e4 vit cirkel · b3 vit cirkel · f3 vit cirkel · a2 vit cirkel · g2 vit cirkel · h1 vit cirkel | a8 vit cirkel · g8 vit cirkel · b7 vit cirkel · f7 vit cirkel · c6 vit cirkel · e6 vit cirkel · d5 vit löpare · c4 vit cirkel · e4 vit cirkel · b3 vit cirkel · f3 vit cirkel · a2 vit cirkel · g2 vit cirkel · h1 vit cirkel | a8 vit cirkel · g8 vit cirkel · b7 vit cirkel · f7 vit cirkel · c6 vit cirkel · e6 vit cirkel · d5 vit löpare · c4 vit cirkel · e4 vit cirkel · b3 vit cirkel · f3 vit cirkel · a2 vit cirkel · g2 vit cirkel · h1 vit cirkel | a8 vit cirkel · g8 vit cirkel · b7 vit cirkel · f7 vit cirkel · c6 vit cirkel · e6 vit cirkel · d5 vit löpare · c4 vit cirkel · e4 vit cirkel · b3 vit cirkel · f3 vit cirkel · a2 vit cirkel · g2 vit cirkel · h1 vit cirkel | a8 vit cirkel · g8 vit cirkel · b7 vit cirkel · f7 vit cirkel · c6 vit cirkel · e6 vit cirkel · d5 vit löpare · c4 vit cirkel · e4 vit cirkel · b3 vit cirkel · f3 vit cirkel · a2 vit cirkel · g2 vit cirkel · h1 vit cirkel | 4 |
| 3 | a8 vit cirkel · g8 vit cirkel · b7 vit cirkel · f7 vit cirkel · c6 vit cirkel · e6 vit cirkel · d5 vit löpare · c4 vit cirkel · e4 vit cirkel · b3 vit cirkel · f3 vit cirkel · a2 vit cirkel · g2 vit cirkel · h1 vit cirkel | a8 vit cirkel · g8 vit cirkel · b7 vit cirkel · f7 vit cirkel · c6 vit cirkel · e6 vit cirkel · d5 vit löpare · c4 vit cirkel · e4 vit cirkel · b3 vit cirkel · f3 vit cirkel · a2 vit cirkel · g2 vit cirkel · h1 vit cirkel | a8 vit cirkel · g8 vit cirkel · b7 vit cirkel · f7 vit cirkel · c6 vit cirkel · e6 vit cirkel · d5 vit löpare · c4 vit cirkel · e4 vit cirkel · b3 vit cirkel · f3 vit cirkel · a2 vit cirkel · g2 vit cirkel · h1 vit cirkel | a8 vit cirkel · g8 vit cirkel · b7 vit cirkel · f7 vit cirkel · c6 vit cirkel · e6 vit cirkel · d5 vit löpare · c4 vit cirkel · e4 vit cirkel · b3 vit cirkel · f3 vit cirkel · a2 vit cirkel · g2 vit cirkel · h1 vit cirkel | a8 vit cirkel · g8 vit cirkel · b7 vit cirkel · f7 vit cirkel · c6 vit cirkel · e6 vit cirkel · d5 vit löpare · c4 vit cirkel · e4 vit cirkel · b3 vit cirkel · f3 vit cirkel · a2 vit cirkel · g2 vit cirkel · h1 vit cirkel | a8 vit cirkel · g8 vit cirkel · b7 vit cirkel · f7 vit cirkel · c6 vit cirkel · e6 vit cirkel · d5 vit löpare · c4 vit cirkel · e4 vit cirkel · b3 vit cirkel · f3 vit cirkel · a2 vit cirkel · g2 vit cirkel · h1 vit cirkel | a8 vit cirkel · g8 vit cirkel · b7 vit cirkel · f7 vit cirkel · c6 vit cirkel · e6 vit cirkel · d5 vit löpare · c4 vit cirkel · e4 vit cirkel · b3 vit cirkel · f3 vit cirkel · a2 vit cirkel · g2 vit cirkel · h1 vit cirkel | a8 vit cirkel · g8 vit cirkel · b7 vit cirkel · f7 vit cirkel · c6 vit cirkel · e6 vit cirkel · d5 vit löpare · c4 vit cirkel · e4 vit cirkel · b3 vit cirkel · f3 vit cirkel · a2 vit cirkel · g2 vit cirkel · h1 vit cirkel | 3 |
| 2 | a8 vit cirkel · g8 vit cirkel · b7 vit cirkel · f7 vit cirkel · c6 vit cirkel · e6 vit cirkel · d5 vit löpare · c4 vit cirkel · e4 vit cirkel · b3 vit cirkel · f3 vit cirkel · a2 vit cirkel · g2 vit cirkel · h1 vit cirkel | a8 vit cirkel · g8 vit cirkel · b7 vit cirkel · f7 vit cirkel · c6 vit cirkel · e6 vit cirkel · d5 vit löpare · c4 vit cirkel · e4 vit cirkel · b3 vit cirkel · f3 vit cirkel · a2 vit cirkel · g2 vit cirkel · h1 vit cirkel | a8 vit cirkel · g8 vit cirkel · b7 vit cirkel · f7 vit cirkel · c6 vit cirkel · e6 vit cirkel · d5 vit löpare · c4 vit cirkel · e4 vit cirkel · b3 vit cirkel · f3 vit cirkel · a2 vit cirkel · g2 vit cirkel · h1 vit cirkel | a8 vit cirkel · g8 vit cirkel · b7 vit cirkel · f7 vit cirkel · c6 vit cirkel · e6 vit cirkel · d5 vit löpare · c4 vit cirkel · e4 vit cirkel · b3 vit cirkel · f3 vit cirkel · a2 vit cirkel · g2 vit cirkel · h1 vit cirkel | a8 vit cirkel · g8 vit cirkel · b7 vit cirkel · f7 vit cirkel · c6 vit cirkel · e6 vit cirkel · d5 vit löpare · c4 vit cirkel · e4 vit cirkel · b3 vit cirkel · f3 vit cirkel · a2 vit cirkel · g2 vit cirkel · h1 vit cirkel | a8 vit cirkel · g8 vit cirkel · b7 vit cirkel · f7 vit cirkel · c6 vit cirkel · e6 vit cirkel · d5 vit löpare · c4 vit cirkel · e4 vit cirkel · b3 vit cirkel · f3 vit cirkel · a2 vit cirkel · g2 vit cirkel · h1 vit cirkel | a8 vit cirkel · g8 vit cirkel · b7 vit cirkel · f7 vit cirkel · c6 vit cirkel · e6 vit cirkel · d5 vit löpare · c4 vit cirkel · e4 vit cirkel · b3 vit cirkel · f3 vit cirkel · a2 vit cirkel · g2 vit cirkel · h1 vit cirkel | a8 vit cirkel · g8 vit cirkel · b7 vit cirkel · f7 vit cirkel · c6 vit cirkel · e6 vit cirkel · d5 vit löpare · c4 vit cirkel · e4 vit cirkel · b3 vit cirkel · f3 vit cirkel · a2 vit cirkel · g2 vit cirkel · h1 vit cirkel | 2 |
| 1 | a8 vit cirkel · g8 vit cirkel · b7 vit cirkel · f7 vit cirkel · c6 vit cirkel · e6 vit cirkel · d5 vit löpare · c4 vit cirkel · e4 vit cirkel · b3 vit cirkel · f3 vit cirkel · a2 vit cirkel · g2 vit cirkel · h1 vit cirkel | a8 vit cirkel · g8 vit cirkel · b7 vit cirkel · f7 vit cirkel · c6 vit cirkel · e6 vit cirkel · d5 vit löpare · c4 vit cirkel · e4 vit cirkel · b3 vit cirkel · f3 vit cirkel · a2 vit cirkel · g2 vit cirkel · h1 vit cirkel | a8 vit cirkel · g8 vit cirkel · b7 vit cirkel · f7 vit cirkel · c6 vit cirkel · e6 vit cirkel · d5 vit löpare · c4 vit cirkel · e4 vit cirkel · b3 vit cirkel · f3 vit cirkel · a2 vit cirkel · g2 vit cirkel · h1 vit cirkel | a8 vit cirkel · g8 vit cirkel · b7 vit cirkel · f7 vit cirkel · c6 vit cirkel · e6 vit cirkel · d5 vit löpare · c4 vit cirkel · e4 vit cirkel · b3 vit cirkel · f3 vit cirkel · a2 vit cirkel · g2 vit cirkel · h1 vit cirkel | a8 vit cirkel · g8 vit cirkel · b7 vit cirkel · f7 vit cirkel · c6 vit cirkel · e6 vit cirkel · d5 vit löpare · c4 vit cirkel · e4 vit cirkel · b3 vit cirkel · f3 vit cirkel · a2 vit cirkel · g2 vit cirkel · h1 vit cirkel | a8 vit cirkel · g8 vit cirkel · b7 vit cirkel · f7 vit cirkel · c6 vit cirkel · e6 vit cirkel · d5 vit löpare · c4 vit cirkel · e4 vit cirkel · b3 vit cirkel · f3 vit cirkel · a2 vit cirkel · g2 vit cirkel · h1 vit cirkel | a8 vit cirkel · g8 vit cirkel · b7 vit cirkel · f7 vit cirkel · c6 vit cirkel · e6 vit cirkel · d5 vit löpare · c4 vit cirkel · e4 vit cirkel · b3 vit cirkel · f3 vit cirkel · a2 vit cirkel · g2 vit cirkel · h1 vit cirkel | a8 vit cirkel · g8 vit cirkel · b7 vit cirkel · f7 vit cirkel · c6 vit cirkel · e6 vit cirkel · d5 vit löpare · c4 vit cirkel · e4 vit cirkel · b3 vit cirkel · f3 vit cirkel · a2 vit cirkel · g2 vit cirkel · h1 vit cirkel | 1 |
|   | a | b | c | d | e | f | g | h |   |

|   | a | b | c | d | e | f | g | h |   |
| 8 | d8 vit cirkel · h8 vit cirkel · a7 vit cirkel · d7 vit cirkel · g7 vit cirkel · b6 vit cirkel · d6 vit cirkel · f6 vit cirkel · c5 vit cirkel · d5 vit cirkel · e5 vit cirkel · a4 vit cirkel · b4 vit cirkel · c4 vit cirkel · d4 vit drottning · e4 vit cirkel · f4 vit cirkel · g4 vit cirkel · h4 vit cirkel · c3 vit cirkel · d3 vit cirkel · e3 vit cirkel · b2 vit cirkel · d2 vit cirkel · f2 vit cirkel · a1 vit cirkel · d1 vit cirkel · g1 vit cirkel | d8 vit cirkel · h8 vit cirkel · a7 vit cirkel · d7 vit cirkel · g7 vit cirkel · b6 vit cirkel · d6 vit cirkel · f6 vit cirkel · c5 vit cirkel · d5 vit cirkel · e5 vit cirkel · a4 vit cirkel · b4 vit cirkel · c4 vit cirkel · d4 vit drottning · e4 vit cirkel · f4 vit cirkel · g4 vit cirkel · h4 vit cirkel · c3 vit cirkel · d3 vit cirkel · e3 vit cirkel · b2 vit cirkel · d2 vit cirkel · f2 vit cirkel · a1 vit cirkel · d1 vit cirkel · g1 vit cirkel | d8 vit cirkel · h8 vit cirkel · a7 vit cirkel · d7 vit cirkel · g7 vit cirkel · b6 vit cirkel · d6 vit cirkel · f6 vit cirkel · c5 vit cirkel · d5 vit cirkel · e5 vit cirkel · a4 vit cirkel · b4 vit cirkel · c4 vit cirkel · d4 vit drottning · e4 vit cirkel · f4 vit cirkel · g4 vit cirkel · h4 vit cirkel · c3 vit cirkel · d3 vit cirkel · e3 vit cirkel · b2 vit cirkel · d2 vit cirkel · f2 vit cirkel · a1 vit cirkel · d1 vit cirkel · g1 vit cirkel | d8 vit cirkel · h8 vit cirkel · a7 vit cirkel · d7 vit cirkel · g7 vit cirkel · b6 vit cirkel · d6 vit cirkel · f6 vit cirkel · c5 vit cirkel · d5 vit cirkel · e5 vit cirkel · a4 vit cirkel · b4 vit cirkel · c4 vit cirkel · d4 vit drottning · e4 vit cirkel · f4 vit cirkel · g4 vit cirkel · h4 vit cirkel · c3 vit cirkel · d3 vit cirkel · e3 vit cirkel · b2 vit cirkel · d2 vit cirkel · f2 vit cirkel · a1 vit cirkel · d1 vit cirkel · g1 vit cirkel | d8 vit cirkel · h8 vit cirkel · a7 vit cirkel · d7 vit cirkel · g7 vit cirkel · b6 vit cirkel · d6 vit cirkel · f6 vit cirkel · c5 vit cirkel · d5 vit cirkel · e5 vit cirkel · a4 vit cirkel · b4 vit cirkel · c4 vit cirkel · d4 vit drottning · e4 vit cirkel · f4 vit cirkel · g4 vit cirkel · h4 vit cirkel · c3 vit cirkel · d3 vit cirkel · e3 vit cirkel · b2 vit cirkel · d2 vit cirkel · f2 vit cirkel · a1 vit cirkel · d1 vit cirkel · g1 vit cirkel | d8 vit cirkel · h8 vit cirkel · a7 vit cirkel · d7 vit cirkel · g7 vit cirkel · b6 vit cirkel · d6 vit cirkel · f6 vit cirkel · c5 vit cirkel · d5 vit cirkel · e5 vit cirkel · a4 vit cirkel · b4 vit cirkel · c4 vit cirkel · d4 vit drottning · e4 vit cirkel · f4 vit cirkel · g4 vit cirkel · h4 vit cirkel · c3 vit cirkel · d3 vit cirkel · e3 vit cirkel · b2 vit cirkel · d2 vit cirkel · f2 vit cirkel · a1 vit cirkel · d1 vit cirkel · g1 vit cirkel | d8 vit cirkel · h8 vit cirkel · a7 vit cirkel · d7 vit cirkel · g7 vit cirkel · b6 vit cirkel · d6 vit cirkel · f6 vit cirkel · c5 vit cirkel · d5 vit cirkel · e5 vit cirkel · a4 vit cirkel · b4 vit cirkel · c4 vit cirkel · d4 vit drottning · e4 vit cirkel · f4 vit cirkel · g4 vit cirkel · h4 vit cirkel · c3 vit cirkel · d3 vit cirkel · e3 vit cirkel · b2 vit cirkel · d2 vit cirkel · f2 vit cirkel · a1 vit cirkel · d1 vit cirkel · g1 vit cirkel | d8 vit cirkel · h8 vit cirkel · a7 vit cirkel · d7 vit cirkel · g7 vit cirkel · b6 vit cirkel · d6 vit cirkel · f6 vit cirkel · c5 vit cirkel · d5 vit cirkel · e5 vit cirkel · a4 vit cirkel · b4 vit cirkel · c4 vit cirkel · d4 vit drottning · e4 vit cirkel · f4 vit cirkel · g4 vit cirkel · h4 vit cirkel · c3 vit cirkel · d3 vit cirkel · e3 vit cirkel · b2 vit cirkel · d2 vit cirkel · f2 vit cirkel · a1 vit cirkel · d1 vit cirkel · g1 vit cirkel | 8 |
| 7 | d8 vit cirkel · h8 vit cirkel · a7 vit cirkel · d7 vit cirkel · g7 vit cirkel · b6 vit cirkel · d6 vit cirkel · f6 vit cirkel · c5 vit cirkel · d5 vit cirkel · e5 vit cirkel · a4 vit cirkel · b4 vit cirkel · c4 vit cirkel · d4 vit drottning · e4 vit cirkel · f4 vit cirkel · g4 vit cirkel · h4 vit cirkel · c3 vit cirkel · d3 vit cirkel · e3 vit cirkel · b2 vit cirkel · d2 vit cirkel · f2 vit cirkel · a1 vit cirkel · d1 vit cirkel · g1 vit cirkel | d8 vit cirkel · h8 vit cirkel · a7 vit cirkel · d7 vit cirkel · g7 vit cirkel · b6 vit cirkel · d6 vit cirkel · f6 vit cirkel · c5 vit cirkel · d5 vit cirkel · e5 vit cirkel · a4 vit cirkel · b4 vit cirkel · c4 vit cirkel · d4 vit drottning · e4 vit cirkel · f4 vit cirkel · g4 vit cirkel · h4 vit cirkel · c3 vit cirkel · d3 vit cirkel · e3 vit cirkel · b2 vit cirkel · d2 vit cirkel · f2 vit cirkel · a1 vit cirkel · d1 vit cirkel · g1 vit cirkel | d8 vit cirkel · h8 vit cirkel · a7 vit cirkel · d7 vit cirkel · g7 vit cirkel · b6 vit cirkel · d6 vit cirkel · f6 vit cirkel · c5 vit cirkel · d5 vit cirkel · e5 vit cirkel · a4 vit cirkel · b4 vit cirkel · c4 vit cirkel · d4 vit drottning · e4 vit cirkel · f4 vit cirkel · g4 vit cirkel · h4 vit cirkel · c3 vit cirkel · d3 vit cirkel · e3 vit cirkel · b2 vit cirkel · d2 vit cirkel · f2 vit cirkel · a1 vit cirkel · d1 vit cirkel · g1 vit cirkel | d8 vit cirkel · h8 vit cirkel · a7 vit cirkel · d7 vit cirkel · g7 vit cirkel · b6 vit cirkel · d6 vit cirkel · f6 vit cirkel · c5 vit cirkel · d5 vit cirkel · e5 vit cirkel · a4 vit cirkel · b4 vit cirkel · c4 vit cirkel · d4 vit drottning · e4 vit cirkel · f4 vit cirkel · g4 vit cirkel · h4 vit cirkel · c3 vit cirkel · d3 vit cirkel · e3 vit cirkel · b2 vit cirkel · d2 vit cirkel · f2 vit cirkel · a1 vit cirkel · d1 vit cirkel · g1 vit cirkel | d8 vit cirkel · h8 vit cirkel · a7 vit cirkel · d7 vit cirkel · g7 vit cirkel · b6 vit cirkel · d6 vit cirkel · f6 vit cirkel · c5 vit cirkel · d5 vit cirkel · e5 vit cirkel · a4 vit cirkel · b4 vit cirkel · c4 vit cirkel · d4 vit drottning · e4 vit cirkel · f4 vit cirkel · g4 vit cirkel · h4 vit cirkel · c3 vit cirkel · d3 vit cirkel · e3 vit cirkel · b2 vit cirkel · d2 vit cirkel · f2 vit cirkel · a1 vit cirkel · d1 vit cirkel · g1 vit cirkel | d8 vit cirkel · h8 vit cirkel · a7 vit cirkel · d7 vit cirkel · g7 vit cirkel · b6 vit cirkel · d6 vit cirkel · f6 vit cirkel · c5 vit cirkel · d5 vit cirkel · e5 vit cirkel · a4 vit cirkel · b4 vit cirkel · c4 vit cirkel · d4 vit drottning · e4 vit cirkel · f4 vit cirkel · g4 vit cirkel · h4 vit cirkel · c3 vit cirkel · d3 vit cirkel · e3 vit cirkel · b2 vit cirkel · d2 vit cirkel · f2 vit cirkel · a1 vit cirkel · d1 vit cirkel · g1 vit cirkel | d8 vit cirkel · h8 vit cirkel · a7 vit cirkel · d7 vit cirkel · g7 vit cirkel · b6 vit cirkel · d6 vit cirkel · f6 vit cirkel · c5 vit cirkel · d5 vit cirkel · e5 vit cirkel · a4 vit cirkel · b4 vit cirkel · c4 vit cirkel · d4 vit drottning · e4 vit cirkel · f4 vit cirkel · g4 vit cirkel · h4 vit cirkel · c3 vit cirkel · d3 vit cirkel · e3 vit cirkel · b2 vit cirkel · d2 vit cirkel · f2 vit cirkel · a1 vit cirkel · d1 vit cirkel · g1 vit cirkel | d8 vit cirkel · h8 vit cirkel · a7 vit cirkel · d7 vit cirkel · g7 vit cirkel · b6 vit cirkel · d6 vit cirkel · f6 vit cirkel · c5 vit cirkel · d5 vit cirkel · e5 vit cirkel · a4 vit cirkel · b4 vit cirkel · c4 vit cirkel · d4 vit drottning · e4 vit cirkel · f4 vit cirkel · g4 vit cirkel · h4 vit cirkel · c3 vit cirkel · d3 vit cirkel · e3 vit cirkel · b2 vit cirkel · d2 vit cirkel · f2 vit cirkel · a1 vit cirkel · d1 vit cirkel · g1 vit cirkel | 7 |
| 6 | d8 vit cirkel · h8 vit cirkel · a7 vit cirkel · d7 vit cirkel · g7 vit cirkel · b6 vit cirkel · d6 vit cirkel · f6 vit cirkel · c5 vit cirkel · d5 vit cirkel · e5 vit cirkel · a4 vit cirkel · b4 vit cirkel · c4 vit cirkel · d4 vit drottning · e4 vit cirkel · f4 vit cirkel · g4 vit cirkel · h4 vit cirkel · c3 vit cirkel · d3 vit cirkel · e3 vit cirkel · b2 vit cirkel · d2 vit cirkel · f2 vit cirkel · a1 vit cirkel · d1 vit cirkel · g1 vit cirkel | d8 vit cirkel · h8 vit cirkel · a7 vit cirkel · d7 vit cirkel · g7 vit cirkel · b6 vit cirkel · d6 vit cirkel · f6 vit cirkel · c5 vit cirkel · d5 vit cirkel · e5 vit cirkel · a4 vit cirkel · b4 vit cirkel · c4 vit cirkel · d4 vit drottning · e4 vit cirkel · f4 vit cirkel · g4 vit cirkel · h4 vit cirkel · c3 vit cirkel · d3 vit cirkel · e3 vit cirkel · b2 vit cirkel · d2 vit cirkel · f2 vit cirkel · a1 vit cirkel · d1 vit cirkel · g1 vit cirkel | d8 vit cirkel · h8 vit cirkel · a7 vit cirkel · d7 vit cirkel · g7 vit cirkel · b6 vit cirkel · d6 vit cirkel · f6 vit cirkel · c5 vit cirkel · d5 vit cirkel · e5 vit cirkel · a4 vit cirkel · b4 vit cirkel · c4 vit cirkel · d4 vit drottning · e4 vit cirkel · f4 vit cirkel · g4 vit cirkel · h4 vit cirkel · c3 vit cirkel · d3 vit cirkel · e3 vit cirkel · b2 vit cirkel · d2 vit cirkel · f2 vit cirkel · a1 vit cirkel · d1 vit cirkel · g1 vit cirkel | d8 vit cirkel · h8 vit cirkel · a7 vit cirkel · d7 vit cirkel · g7 vit cirkel · b6 vit cirkel · d6 vit cirkel · f6 vit cirkel · c5 vit cirkel · d5 vit cirkel · e5 vit cirkel · a4 vit cirkel · b4 vit cirkel · c4 vit cirkel · d4 vit drottning · e4 vit cirkel · f4 vit cirkel · g4 vit cirkel · h4 vit cirkel · c3 vit cirkel · d3 vit cirkel · e3 vit cirkel · b2 vit cirkel · d2 vit cirkel · f2 vit cirkel · a1 vit cirkel · d1 vit cirkel · g1 vit cirkel | d8 vit cirkel · h8 vit cirkel · a7 vit cirkel · d7 vit cirkel · g7 vit cirkel · b6 vit cirkel · d6 vit cirkel · f6 vit cirkel · c5 vit cirkel · d5 vit cirkel · e5 vit cirkel · a4 vit cirkel · b4 vit cirkel · c4 vit cirkel · d4 vit drottning · e4 vit cirkel · f4 vit cirkel · g4 vit cirkel · h4 vit cirkel · c3 vit cirkel · d3 vit cirkel · e3 vit cirkel · b2 vit cirkel · d2 vit cirkel · f2 vit cirkel · a1 vit cirkel · d1 vit cirkel · g1 vit cirkel | d8 vit cirkel · h8 vit cirkel · a7 vit cirkel · d7 vit cirkel · g7 vit cirkel · b6 vit cirkel · d6 vit cirkel · f6 vit cirkel · c5 vit cirkel · d5 vit cirkel · e5 vit cirkel · a4 vit cirkel · b4 vit cirkel · c4 vit cirkel · d4 vit drottning · e4 vit cirkel · f4 vit cirkel · g4 vit cirkel · h4 vit cirkel · c3 vit cirkel · d3 vit cirkel · e3 vit cirkel · b2 vit cirkel · d2 vit cirkel · f2 vit cirkel · a1 vit cirkel · d1 vit cirkel · g1 vit cirkel | d8 vit cirkel · h8 vit cirkel · a7 vit cirkel · d7 vit cirkel · g7 vit cirkel · b6 vit cirkel · d6 vit cirkel · f6 vit cirkel · c5 vit cirkel · d5 vit cirkel · e5 vit cirkel · a4 vit cirkel · b4 vit cirkel · c4 vit cirkel · d4 vit drottning · e4 vit cirkel · f4 vit cirkel · g4 vit cirkel · h4 vit cirkel · c3 vit cirkel · d3 vit cirkel · e3 vit cirkel · b2 vit cirkel · d2 vit cirkel · f2 vit cirkel · a1 vit cirkel · d1 vit cirkel · g1 vit cirkel | d8 vit cirkel · h8 vit cirkel · a7 vit cirkel · d7 vit cirkel · g7 vit cirkel · b6 vit cirkel · d6 vit cirkel · f6 vit cirkel · c5 vit cirkel · d5 vit cirkel · e5 vit cirkel · a4 vit cirkel · b4 vit cirkel · c4 vit cirkel · d4 vit drottning · e4 vit cirkel · f4 vit cirkel · g4 vit cirkel · h4 vit cirkel · c3 vit cirkel · d3 vit cirkel · e3 vit cirkel · b2 vit cirkel · d2 vit cirkel · f2 vit cirkel · a1 vit cirkel · d1 vit cirkel · g1 vit cirkel | 6 |
| 5 | d8 vit cirkel · h8 vit cirkel · a7 vit cirkel · d7 vit cirkel · g7 vit cirkel · b6 vit cirkel · d6 vit cirkel · f6 vit cirkel · c5 vit cirkel · d5 vit cirkel · e5 vit cirkel · a4 vit cirkel · b4 vit cirkel · c4 vit cirkel · d4 vit drottning · e4 vit cirkel · f4 vit cirkel · g4 vit cirkel · h4 vit cirkel · c3 vit cirkel · d3 vit cirkel · e3 vit cirkel · b2 vit cirkel · d2 vit cirkel · f2 vit cirkel · a1 vit cirkel · d1 vit cirkel · g1 vit cirkel | d8 vit cirkel · h8 vit cirkel · a7 vit cirkel · d7 vit cirkel · g7 vit cirkel · b6 vit cirkel · d6 vit cirkel · f6 vit cirkel · c5 vit cirkel · d5 vit cirkel · e5 vit cirkel · a4 vit cirkel · b4 vit cirkel · c4 vit cirkel · d4 vit drottning · e4 vit cirkel · f4 vit cirkel · g4 vit cirkel · h4 vit cirkel · c3 vit cirkel · d3 vit cirkel · e3 vit cirkel · b2 vit cirkel · d2 vit cirkel · f2 vit cirkel · a1 vit cirkel · d1 vit cirkel · g1 vit cirkel | d8 vit cirkel · h8 vit cirkel · a7 vit cirkel · d7 vit cirkel · g7 vit cirkel · b6 vit cirkel · d6 vit cirkel · f6 vit cirkel · c5 vit cirkel · d5 vit cirkel · e5 vit cirkel · a4 vit cirkel · b4 vit cirkel · c4 vit cirkel · d4 vit drottning · e4 vit cirkel · f4 vit cirkel · g4 vit cirkel · h4 vit cirkel · c3 vit cirkel · d3 vit cirkel · e3 vit cirkel · b2 vit cirkel · d2 vit cirkel · f2 vit cirkel · a1 vit cirkel · d1 vit cirkel · g1 vit cirkel | d8 vit cirkel · h8 vit cirkel · a7 vit cirkel · d7 vit cirkel · g7 vit cirkel · b6 vit cirkel · d6 vit cirkel · f6 vit cirkel · c5 vit cirkel · d5 vit cirkel · e5 vit cirkel · a4 vit cirkel · b4 vit cirkel · c4 vit cirkel · d4 vit drottning · e4 vit cirkel · f4 vit cirkel · g4 vit cirkel · h4 vit cirkel · c3 vit cirkel · d3 vit cirkel · e3 vit cirkel · b2 vit cirkel · d2 vit cirkel · f2 vit cirkel · a1 vit cirkel · d1 vit cirkel · g1 vit cirkel | d8 vit cirkel · h8 vit cirkel · a7 vit cirkel · d7 vit cirkel · g7 vit cirkel · b6 vit cirkel · d6 vit cirkel · f6 vit cirkel · c5 vit cirkel · d5 vit cirkel · e5 vit cirkel · a4 vit cirkel · b4 vit cirkel · c4 vit cirkel · d4 vit drottning · e4 vit cirkel · f4 vit cirkel · g4 vit cirkel · h4 vit cirkel · c3 vit cirkel · d3 vit cirkel · e3 vit cirkel · b2 vit cirkel · d2 vit cirkel · f2 vit cirkel · a1 vit cirkel · d1 vit cirkel · g1 vit cirkel | d8 vit cirkel · h8 vit cirkel · a7 vit cirkel · d7 vit cirkel · g7 vit cirkel · b6 vit cirkel · d6 vit cirkel · f6 vit cirkel · c5 vit cirkel · d5 vit cirkel · e5 vit cirkel · a4 vit cirkel · b4 vit cirkel · c4 vit cirkel · d4 vit drottning · e4 vit cirkel · f4 vit cirkel · g4 vit cirkel · h4 vit cirkel · c3 vit cirkel · d3 vit cirkel · e3 vit cirkel · b2 vit cirkel · d2 vit cirkel · f2 vit cirkel · a1 vit cirkel · d1 vit cirkel · g1 vit cirkel | d8 vit cirkel · h8 vit cirkel · a7 vit cirkel · d7 vit cirkel · g7 vit cirkel · b6 vit cirkel · d6 vit cirkel · f6 vit cirkel · c5 vit cirkel · d5 vit cirkel · e5 vit cirkel · a4 vit cirkel · b4 vit cirkel · c4 vit cirkel · d4 vit drottning · e4 vit cirkel · f4 vit cirkel · g4 vit cirkel · h4 vit cirkel · c3 vit cirkel · d3 vit cirkel · e3 vit cirkel · b2 vit cirkel · d2 vit cirkel · f2 vit cirkel · a1 vit cirkel · d1 vit cirkel · g1 vit cirkel | d8 vit cirkel · h8 vit cirkel · a7 vit cirkel · d7 vit cirkel · g7 vit cirkel · b6 vit cirkel · d6 vit cirkel · f6 vit cirkel · c5 vit cirkel · d5 vit cirkel · e5 vit cirkel · a4 vit cirkel · b4 vit cirkel · c4 vit cirkel · d4 vit drottning · e4 vit cirkel · f4 vit cirkel · g4 vit cirkel · h4 vit cirkel · c3 vit cirkel · d3 vit cirkel · e3 vit cirkel · b2 vit cirkel · d2 vit cirkel · f2 vit cirkel · a1 vit cirkel · d1 vit cirkel · g1 vit cirkel | 5 |
| 4 | d8 vit cirkel · h8 vit cirkel · a7 vit cirkel · d7 vit cirkel · g7 vit cirkel · b6 vit cirkel · d6 vit cirkel · f6 vit cirkel · c5 vit cirkel · d5 vit cirkel · e5 vit cirkel · a4 vit cirkel · b4 vit cirkel · c4 vit cirkel · d4 vit drottning · e4 vit cirkel · f4 vit cirkel · g4 vit cirkel · h4 vit cirkel · c3 vit cirkel · d3 vit cirkel · e3 vit cirkel · b2 vit cirkel · d2 vit cirkel · f2 vit cirkel · a1 vit cirkel · d1 vit cirkel · g1 vit cirkel | d8 vit cirkel · h8 vit cirkel · a7 vit cirkel · d7 vit cirkel · g7 vit cirkel · b6 vit cirkel · d6 vit cirkel · f6 vit cirkel · c5 vit cirkel · d5 vit cirkel · e5 vit cirkel · a4 vit cirkel · b4 vit cirkel · c4 vit cirkel · d4 vit drottning · e4 vit cirkel · f4 vit cirkel · g4 vit cirkel · h4 vit cirkel · c3 vit cirkel · d3 vit cirkel · e3 vit cirkel · b2 vit cirkel · d2 vit cirkel · f2 vit cirkel · a1 vit cirkel · d1 vit cirkel · g1 vit cirkel | d8 vit cirkel · h8 vit cirkel · a7 vit cirkel · d7 vit cirkel · g7 vit cirkel · b6 vit cirkel · d6 vit cirkel · f6 vit cirkel · c5 vit cirkel · d5 vit cirkel · e5 vit cirkel · a4 vit cirkel · b4 vit cirkel · c4 vit cirkel · d4 vit drottning · e4 vit cirkel · f4 vit cirkel · g4 vit cirkel · h4 vit cirkel · c3 vit cirkel · d3 vit cirkel · e3 vit cirkel · b2 vit cirkel · d2 vit cirkel · f2 vit cirkel · a1 vit cirkel · d1 vit cirkel · g1 vit cirkel | d8 vit cirkel · h8 vit cirkel · a7 vit cirkel · d7 vit cirkel · g7 vit cirkel · b6 vit cirkel · d6 vit cirkel · f6 vit cirkel · c5 vit cirkel · d5 vit cirkel · e5 vit cirkel · a4 vit cirkel · b4 vit cirkel · c4 vit cirkel · d4 vit drottning · e4 vit cirkel · f4 vit cirkel · g4 vit cirkel · h4 vit cirkel · c3 vit cirkel · d3 vit cirkel · e3 vit cirkel · b2 vit cirkel · d2 vit cirkel · f2 vit cirkel · a1 vit cirkel · d1 vit cirkel · g1 vit cirkel | d8 vit cirkel · h8 vit cirkel · a7 vit cirkel · d7 vit cirkel · g7 vit cirkel · b6 vit cirkel · d6 vit cirkel · f6 vit cirkel · c5 vit cirkel · d5 vit cirkel · e5 vit cirkel · a4 vit cirkel · b4 vit cirkel · c4 vit cirkel · d4 vit drottning · e4 vit cirkel · f4 vit cirkel · g4 vit cirkel · h4 vit cirkel · c3 vit cirkel · d3 vit cirkel · e3 vit cirkel · b2 vit cirkel · d2 vit cirkel · f2 vit cirkel · a1 vit cirkel · d1 vit cirkel · g1 vit cirkel | d8 vit cirkel · h8 vit cirkel · a7 vit cirkel · d7 vit cirkel · g7 vit cirkel · b6 vit cirkel · d6 vit cirkel · f6 vit cirkel · c5 vit cirkel · d5 vit cirkel · e5 vit cirkel · a4 vit cirkel · b4 vit cirkel · c4 vit cirkel · d4 vit drottning · e4 vit cirkel · f4 vit cirkel · g4 vit cirkel · h4 vit cirkel · c3 vit cirkel · d3 vit cirkel · e3 vit cirkel · b2 vit cirkel · d2 vit cirkel · f2 vit cirkel · a1 vit cirkel · d1 vit cirkel · g1 vit cirkel | d8 vit cirkel · h8 vit cirkel · a7 vit cirkel · d7 vit cirkel · g7 vit cirkel · b6 vit cirkel · d6 vit cirkel · f6 vit cirkel · c5 vit cirkel · d5 vit cirkel · e5 vit cirkel · a4 vit cirkel · b4 vit cirkel · c4 vit cirkel · d4 vit drottning · e4 vit cirkel · f4 vit cirkel · g4 vit cirkel · h4 vit cirkel · c3 vit cirkel · d3 vit cirkel · e3 vit cirkel · b2 vit cirkel · d2 vit cirkel · f2 vit cirkel · a1 vit cirkel · d1 vit cirkel · g1 vit cirkel | d8 vit cirkel · h8 vit cirkel · a7 vit cirkel · d7 vit cirkel · g7 vit cirkel · b6 vit cirkel · d6 vit cirkel · f6 vit cirkel · c5 vit cirkel · d5 vit cirkel · e5 vit cirkel · a4 vit cirkel · b4 vit cirkel · c4 vit cirkel · d4 vit drottning · e4 vit cirkel · f4 vit cirkel · g4 vit cirkel · h4 vit cirkel · c3 vit cirkel · d3 vit cirkel · e3 vit cirkel · b2 vit cirkel · d2 vit cirkel · f2 vit cirkel · a1 vit cirkel · d1 vit cirkel · g1 vit cirkel | 4 |
| 3 | d8 vit cirkel · h8 vit cirkel · a7 vit cirkel · d7 vit cirkel · g7 vit cirkel · b6 vit cirkel · d6 vit cirkel · f6 vit cirkel · c5 vit cirkel · d5 vit cirkel · e5 vit cirkel · a4 vit cirkel · b4 vit cirkel · c4 vit cirkel · d4 vit drottning · e4 vit cirkel · f4 vit cirkel · g4 vit cirkel · h4 vit cirkel · c3 vit cirkel · d3 vit cirkel · e3 vit cirkel · b2 vit cirkel · d2 vit cirkel · f2 vit cirkel · a1 vit cirkel · d1 vit cirkel · g1 vit cirkel | d8 vit cirkel · h8 vit cirkel · a7 vit cirkel · d7 vit cirkel · g7 vit cirkel · b6 vit cirkel · d6 vit cirkel · f6 vit cirkel · c5 vit cirkel · d5 vit cirkel · e5 vit cirkel · a4 vit cirkel · b4 vit cirkel · c4 vit cirkel · d4 vit drottning · e4 vit cirkel · f4 vit cirkel · g4 vit cirkel · h4 vit cirkel · c3 vit cirkel · d3 vit cirkel · e3 vit cirkel · b2 vit cirkel · d2 vit cirkel · f2 vit cirkel · a1 vit cirkel · d1 vit cirkel · g1 vit cirkel | d8 vit cirkel · h8 vit cirkel · a7 vit cirkel · d7 vit cirkel · g7 vit cirkel · b6 vit cirkel · d6 vit cirkel · f6 vit cirkel · c5 vit cirkel · d5 vit cirkel · e5 vit cirkel · a4 vit cirkel · b4 vit cirkel · c4 vit cirkel · d4 vit drottning · e4 vit cirkel · f4 vit cirkel · g4 vit cirkel · h4 vit cirkel · c3 vit cirkel · d3 vit cirkel · e3 vit cirkel · b2 vit cirkel · d2 vit cirkel · f2 vit cirkel · a1 vit cirkel · d1 vit cirkel · g1 vit cirkel | d8 vit cirkel · h8 vit cirkel · a7 vit cirkel · d7 vit cirkel · g7 vit cirkel · b6 vit cirkel · d6 vit cirkel · f6 vit cirkel · c5 vit cirkel · d5 vit cirkel · e5 vit cirkel · a4 vit cirkel · b4 vit cirkel · c4 vit cirkel · d4 vit drottning · e4 vit cirkel · f4 vit cirkel · g4 vit cirkel · h4 vit cirkel · c3 vit cirkel · d3 vit cirkel · e3 vit cirkel · b2 vit cirkel · d2 vit cirkel · f2 vit cirkel · a1 vit cirkel · d1 vit cirkel · g1 vit cirkel | d8 vit cirkel · h8 vit cirkel · a7 vit cirkel · d7 vit cirkel · g7 vit cirkel · b6 vit cirkel · d6 vit cirkel · f6 vit cirkel · c5 vit cirkel · d5 vit cirkel · e5 vit cirkel · a4 vit cirkel · b4 vit cirkel · c4 vit cirkel · d4 vit drottning · e4 vit cirkel · f4 vit cirkel · g4 vit cirkel · h4 vit cirkel · c3 vit cirkel · d3 vit cirkel · e3 vit cirkel · b2 vit cirkel · d2 vit cirkel · f2 vit cirkel · a1 vit cirkel · d1 vit cirkel · g1 vit cirkel | d8 vit cirkel · h8 vit cirkel · a7 vit cirkel · d7 vit cirkel · g7 vit cirkel · b6 vit cirkel · d6 vit cirkel · f6 vit cirkel · c5 vit cirkel · d5 vit cirkel · e5 vit cirkel · a4 vit cirkel · b4 vit cirkel · c4 vit cirkel · d4 vit drottning · e4 vit cirkel · f4 vit cirkel · g4 vit cirkel · h4 vit cirkel · c3 vit cirkel · d3 vit cirkel · e3 vit cirkel · b2 vit cirkel · d2 vit cirkel · f2 vit cirkel · a1 vit cirkel · d1 vit cirkel · g1 vit cirkel | d8 vit cirkel · h8 vit cirkel · a7 vit cirkel · d7 vit cirkel · g7 vit cirkel · b6 vit cirkel · d6 vit cirkel · f6 vit cirkel · c5 vit cirkel · d5 vit cirkel · e5 vit cirkel · a4 vit cirkel · b4 vit cirkel · c4 vit cirkel · d4 vit drottning · e4 vit cirkel · f4 vit cirkel · g4 vit cirkel · h4 vit cirkel · c3 vit cirkel · d3 vit cirkel · e3 vit cirkel · b2 vit cirkel · d2 vit cirkel · f2 vit cirkel · a1 vit cirkel · d1 vit cirkel · g1 vit cirkel | d8 vit cirkel · h8 vit cirkel · a7 vit cirkel · d7 vit cirkel · g7 vit cirkel · b6 vit cirkel · d6 vit cirkel · f6 vit cirkel · c5 vit cirkel · d5 vit cirkel · e5 vit cirkel · a4 vit cirkel · b4 vit cirkel · c4 vit cirkel · d4 vit drottning · e4 vit cirkel · f4 vit cirkel · g4 vit cirkel · h4 vit cirkel · c3 vit cirkel · d3 vit cirkel · e3 vit cirkel · b2 vit cirkel · d2 vit cirkel · f2 vit cirkel · a1 vit cirkel · d1 vit cirkel · g1 vit cirkel | 3 |
| 2 | d8 vit cirkel · h8 vit cirkel · a7 vit cirkel · d7 vit cirkel · g7 vit cirkel · b6 vit cirkel · d6 vit cirkel · f6 vit cirkel · c5 vit cirkel · d5 vit cirkel · e5 vit cirkel · a4 vit cirkel · b4 vit cirkel · c4 vit cirkel · d4 vit drottning · e4 vit cirkel · f4 vit cirkel · g4 vit cirkel · h4 vit cirkel · c3 vit cirkel · d3 vit cirkel · e3 vit cirkel · b2 vit cirkel · d2 vit cirkel · f2 vit cirkel · a1 vit cirkel · d1 vit cirkel · g1 vit cirkel | d8 vit cirkel · h8 vit cirkel · a7 vit cirkel · d7 vit cirkel · g7 vit cirkel · b6 vit cirkel · d6 vit cirkel · f6 vit cirkel · c5 vit cirkel · d5 vit cirkel · e5 vit cirkel · a4 vit cirkel · b4 vit cirkel · c4 vit cirkel · d4 vit drottning · e4 vit cirkel · f4 vit cirkel · g4 vit cirkel · h4 vit cirkel · c3 vit cirkel · d3 vit cirkel · e3 vit cirkel · b2 vit cirkel · d2 vit cirkel · f2 vit cirkel · a1 vit cirkel · d1 vit cirkel · g1 vit cirkel | d8 vit cirkel · h8 vit cirkel · a7 vit cirkel · d7 vit cirkel · g7 vit cirkel · b6 vit cirkel · d6 vit cirkel · f6 vit cirkel · c5 vit cirkel · d5 vit cirkel · e5 vit cirkel · a4 vit cirkel · b4 vit cirkel · c4 vit cirkel · d4 vit drottning · e4 vit cirkel · f4 vit cirkel · g4 vit cirkel · h4 vit cirkel · c3 vit cirkel · d3 vit cirkel · e3 vit cirkel · b2 vit cirkel · d2 vit cirkel · f2 vit cirkel · a1 vit cirkel · d1 vit cirkel · g1 vit cirkel | d8 vit cirkel · h8 vit cirkel · a7 vit cirkel · d7 vit cirkel · g7 vit cirkel · b6 vit cirkel · d6 vit cirkel · f6 vit cirkel · c5 vit cirkel · d5 vit cirkel · e5 vit cirkel · a4 vit cirkel · b4 vit cirkel · c4 vit cirkel · d4 vit drottning · e4 vit cirkel · f4 vit cirkel · g4 vit cirkel · h4 vit cirkel · c3 vit cirkel · d3 vit cirkel · e3 vit cirkel · b2 vit cirkel · d2 vit cirkel · f2 vit cirkel · a1 vit cirkel · d1 vit cirkel · g1 vit cirkel | d8 vit cirkel · h8 vit cirkel · a7 vit cirkel · d7 vit cirkel · g7 vit cirkel · b6 vit cirkel · d6 vit cirkel · f6 vit cirkel · c5 vit cirkel · d5 vit cirkel · e5 vit cirkel · a4 vit cirkel · b4 vit cirkel · c4 vit cirkel · d4 vit drottning · e4 vit cirkel · f4 vit cirkel · g4 vit cirkel · h4 vit cirkel · c3 vit cirkel · d3 vit cirkel · e3 vit cirkel · b2 vit cirkel · d2 vit cirkel · f2 vit cirkel · a1 vit cirkel · d1 vit cirkel · g1 vit cirkel | d8 vit cirkel · h8 vit cirkel · a7 vit cirkel · d7 vit cirkel · g7 vit cirkel · b6 vit cirkel · d6 vit cirkel · f6 vit cirkel · c5 vit cirkel · d5 vit cirkel · e5 vit cirkel · a4 vit cirkel · b4 vit cirkel · c4 vit cirkel · d4 vit drottning · e4 vit cirkel · f4 vit cirkel · g4 vit cirkel · h4 vit cirkel · c3 vit cirkel · d3 vit cirkel · e3 vit cirkel · b2 vit cirkel · d2 vit cirkel · f2 vit cirkel · a1 vit cirkel · d1 vit cirkel · g1 vit cirkel | d8 vit cirkel · h8 vit cirkel · a7 vit cirkel · d7 vit cirkel · g7 vit cirkel · b6 vit cirkel · d6 vit cirkel · f6 vit cirkel · c5 vit cirkel · d5 vit cirkel · e5 vit cirkel · a4 vit cirkel · b4 vit cirkel · c4 vit cirkel · d4 vit drottning · e4 vit cirkel · f4 vit cirkel · g4 vit cirkel · h4 vit cirkel · c3 vit cirkel · d3 vit cirkel · e3 vit cirkel · b2 vit cirkel · d2 vit cirkel · f2 vit cirkel · a1 vit cirkel · d1 vit cirkel · g1 vit cirkel | d8 vit cirkel · h8 vit cirkel · a7 vit cirkel · d7 vit cirkel · g7 vit cirkel · b6 vit cirkel · d6 vit cirkel · f6 vit cirkel · c5 vit cirkel · d5 vit cirkel · e5 vit cirkel · a4 vit cirkel · b4 vit cirkel · c4 vit cirkel · d4 vit drottning · e4 vit cirkel · f4 vit cirkel · g4 vit cirkel · h4 vit cirkel · c3 vit cirkel · d3 vit cirkel · e3 vit cirkel · b2 vit cirkel · d2 vit cirkel · f2 vit cirkel · a1 vit cirkel · d1 vit cirkel · g1 vit cirkel | 2 |
| 1 | d8 vit cirkel · h8 vit cirkel · a7 vit cirkel · d7 vit cirkel · g7 vit cirkel · b6 vit cirkel · d6 vit cirkel · f6 vit cirkel · c5 vit cirkel · d5 vit cirkel · e5 vit cirkel · a4 vit cirkel · b4 vit cirkel · c4 vit cirkel · d4 vit drottning · e4 vit cirkel · f4 vit cirkel · g4 vit cirkel · h4 vit cirkel · c3 vit cirkel · d3 vit cirkel · e3 vit cirkel · b2 vit cirkel · d2 vit cirkel · f2 vit cirkel · a1 vit cirkel · d1 vit cirkel · g1 vit cirkel | d8 vit cirkel · h8 vit cirkel · a7 vit cirkel · d7 vit cirkel · g7 vit cirkel · b6 vit cirkel · d6 vit cirkel · f6 vit cirkel · c5 vit cirkel · d5 vit cirkel · e5 vit cirkel · a4 vit cirkel · b4 vit cirkel · c4 vit cirkel · d4 vit drottning · e4 vit cirkel · f4 vit cirkel · g4 vit cirkel · h4 vit cirkel · c3 vit cirkel · d3 vit cirkel · e3 vit cirkel · b2 vit cirkel · d2 vit cirkel · f2 vit cirkel · a1 vit cirkel · d1 vit cirkel · g1 vit cirkel | d8 vit cirkel · h8 vit cirkel · a7 vit cirkel · d7 vit cirkel · g7 vit cirkel · b6 vit cirkel · d6 vit cirkel · f6 vit cirkel · c5 vit cirkel · d5 vit cirkel · e5 vit cirkel · a4 vit cirkel · b4 vit cirkel · c4 vit cirkel · d4 vit drottning · e4 vit cirkel · f4 vit cirkel · g4 vit cirkel · h4 vit cirkel · c3 vit cirkel · d3 vit cirkel · e3 vit cirkel · b2 vit cirkel · d2 vit cirkel · f2 vit cirkel · a1 vit cirkel · d1 vit cirkel · g1 vit cirkel | d8 vit cirkel · h8 vit cirkel · a7 vit cirkel · d7 vit cirkel · g7 vit cirkel · b6 vit cirkel · d6 vit cirkel · f6 vit cirkel · c5 vit cirkel · d5 vit cirkel · e5 vit cirkel · a4 vit cirkel · b4 vit cirkel · c4 vit cirkel · d4 vit drottning · e4 vit cirkel · f4 vit cirkel · g4 vit cirkel · h4 vit cirkel · c3 vit cirkel · d3 vit cirkel · e3 vit cirkel · b2 vit cirkel · d2 vit cirkel · f2 vit cirkel · a1 vit cirkel · d1 vit cirkel · g1 vit cirkel | d8 vit cirkel · h8 vit cirkel · a7 vit cirkel · d7 vit cirkel · g7 vit cirkel · b6 vit cirkel · d6 vit cirkel · f6 vit cirkel · c5 vit cirkel · d5 vit cirkel · e5 vit cirkel · a4 vit cirkel · b4 vit cirkel · c4 vit cirkel · d4 vit drottning · e4 vit cirkel · f4 vit cirkel · g4 vit cirkel · h4 vit cirkel · c3 vit cirkel · d3 vit cirkel · e3 vit cirkel · b2 vit cirkel · d2 vit cirkel · f2 vit cirkel · a1 vit cirkel · d1 vit cirkel · g1 vit cirkel | d8 vit cirkel · h8 vit cirkel · a7 vit cirkel · d7 vit cirkel · g7 vit cirkel · b6 vit cirkel · d6 vit cirkel · f6 vit cirkel · c5 vit cirkel · d5 vit cirkel · e5 vit cirkel · a4 vit cirkel · b4 vit cirkel · c4 vit cirkel · d4 vit drottning · e4 vit cirkel · f4 vit cirkel · g4 vit cirkel · h4 vit cirkel · c3 vit cirkel · d3 vit cirkel · e3 vit cirkel · b2 vit cirkel · d2 vit cirkel · f2 vit cirkel · a1 vit cirkel · d1 vit cirkel · g1 vit cirkel | d8 vit cirkel · h8 vit cirkel · a7 vit cirkel · d7 vit cirkel · g7 vit cirkel · b6 vit cirkel · d6 vit cirkel · f6 vit cirkel · c5 vit cirkel · d5 vit cirkel · e5 vit cirkel · a4 vit cirkel · b4 vit cirkel · c4 vit cirkel · d4 vit drottning · e4 vit cirkel · f4 vit cirkel · g4 vit cirkel · h4 vit cirkel · c3 vit cirkel · d3 vit cirkel · e3 vit cirkel · b2 vit cirkel · d2 vit cirkel · f2 vit cirkel · a1 vit cirkel · d1 vit cirkel · g1 vit cirkel | d8 vit cirkel · h8 vit cirkel · a7 vit cirkel · d7 vit cirkel · g7 vit cirkel · b6 vit cirkel · d6 vit cirkel · f6 vit cirkel · c5 vit cirkel · d5 vit cirkel · e5 vit cirkel · a4 vit cirkel · b4 vit cirkel · c4 vit cirkel · d4 vit drottning · e4 vit cirkel · f4 vit cirkel · g4 vit cirkel · h4 vit cirkel · c3 vit cirkel · d3 vit cirkel · e3 vit cirkel · b2 vit cirkel · d2 vit cirkel · f2 vit cirkel · a1 vit cirkel · d1 vit cirkel · g1 vit cirkel | 1 |
|   | a | b | c | d | e | f | g | h |   |

|   | a | b | c | d | e | f | g | h |   |
| 8 | c6 vit cirkel · e6 vit cirkel · b5 vit cirkel · f5 vit cirkel · d4 vit springare · b3 vit cirkel · f3 vit cirkel · c2 vit cirkel · e2 vit cirkel | c6 vit cirkel · e6 vit cirkel · b5 vit cirkel · f5 vit cirkel · d4 vit springare · b3 vit cirkel · f3 vit cirkel · c2 vit cirkel · e2 vit cirkel | c6 vit cirkel · e6 vit cirkel · b5 vit cirkel · f5 vit cirkel · d4 vit springare · b3 vit cirkel · f3 vit cirkel · c2 vit cirkel · e2 vit cirkel | c6 vit cirkel · e6 vit cirkel · b5 vit cirkel · f5 vit cirkel · d4 vit springare · b3 vit cirkel · f3 vit cirkel · c2 vit cirkel · e2 vit cirkel | c6 vit cirkel · e6 vit cirkel · b5 vit cirkel · f5 vit cirkel · d4 vit springare · b3 vit cirkel · f3 vit cirkel · c2 vit cirkel · e2 vit cirkel | c6 vit cirkel · e6 vit cirkel · b5 vit cirkel · f5 vit cirkel · d4 vit springare · b3 vit cirkel · f3 vit cirkel · c2 vit cirkel · e2 vit cirkel | c6 vit cirkel · e6 vit cirkel · b5 vit cirkel · f5 vit cirkel · d4 vit springare · b3 vit cirkel · f3 vit cirkel · c2 vit cirkel · e2 vit cirkel | c6 vit cirkel · e6 vit cirkel · b5 vit cirkel · f5 vit cirkel · d4 vit springare · b3 vit cirkel · f3 vit cirkel · c2 vit cirkel · e2 vit cirkel | 8 |
| 7 | c6 vit cirkel · e6 vit cirkel · b5 vit cirkel · f5 vit cirkel · d4 vit springare · b3 vit cirkel · f3 vit cirkel · c2 vit cirkel · e2 vit cirkel | c6 vit cirkel · e6 vit cirkel · b5 vit cirkel · f5 vit cirkel · d4 vit springare · b3 vit cirkel · f3 vit cirkel · c2 vit cirkel · e2 vit cirkel | c6 vit cirkel · e6 vit cirkel · b5 vit cirkel · f5 vit cirkel · d4 vit springare · b3 vit cirkel · f3 vit cirkel · c2 vit cirkel · e2 vit cirkel | c6 vit cirkel · e6 vit cirkel · b5 vit cirkel · f5 vit cirkel · d4 vit springare · b3 vit cirkel · f3 vit cirkel · c2 vit cirkel · e2 vit cirkel | c6 vit cirkel · e6 vit cirkel · b5 vit cirkel · f5 vit cirkel · d4 vit springare · b3 vit cirkel · f3 vit cirkel · c2 vit cirkel · e2 vit cirkel | c6 vit cirkel · e6 vit cirkel · b5 vit cirkel · f5 vit cirkel · d4 vit springare · b3 vit cirkel · f3 vit cirkel · c2 vit cirkel · e2 vit cirkel | c6 vit cirkel · e6 vit cirkel · b5 vit cirkel · f5 vit cirkel · d4 vit springare · b3 vit cirkel · f3 vit cirkel · c2 vit cirkel · e2 vit cirkel | c6 vit cirkel · e6 vit cirkel · b5 vit cirkel · f5 vit cirkel · d4 vit springare · b3 vit cirkel · f3 vit cirkel · c2 vit cirkel · e2 vit cirkel | 7 |
| 6 | c6 vit cirkel · e6 vit cirkel · b5 vit cirkel · f5 vit cirkel · d4 vit springare · b3 vit cirkel · f3 vit cirkel · c2 vit cirkel · e2 vit cirkel | c6 vit cirkel · e6 vit cirkel · b5 vit cirkel · f5 vit cirkel · d4 vit springare · b3 vit cirkel · f3 vit cirkel · c2 vit cirkel · e2 vit cirkel | c6 vit cirkel · e6 vit cirkel · b5 vit cirkel · f5 vit cirkel · d4 vit springare · b3 vit cirkel · f3 vit cirkel · c2 vit cirkel · e2 vit cirkel | c6 vit cirkel · e6 vit cirkel · b5 vit cirkel · f5 vit cirkel · d4 vit springare · b3 vit cirkel · f3 vit cirkel · c2 vit cirkel · e2 vit cirkel | c6 vit cirkel · e6 vit cirkel · b5 vit cirkel · f5 vit cirkel · d4 vit springare · b3 vit cirkel · f3 vit cirkel · c2 vit cirkel · e2 vit cirkel | c6 vit cirkel · e6 vit cirkel · b5 vit cirkel · f5 vit cirkel · d4 vit springare · b3 vit cirkel · f3 vit cirkel · c2 vit cirkel · e2 vit cirkel | c6 vit cirkel · e6 vit cirkel · b5 vit cirkel · f5 vit cirkel · d4 vit springare · b3 vit cirkel · f3 vit cirkel · c2 vit cirkel · e2 vit cirkel | c6 vit cirkel · e6 vit cirkel · b5 vit cirkel · f5 vit cirkel · d4 vit springare · b3 vit cirkel · f3 vit cirkel · c2 vit cirkel · e2 vit cirkel | 6 |
| 5 | c6 vit cirkel · e6 vit cirkel · b5 vit cirkel · f5 vit cirkel · d4 vit springare · b3 vit cirkel · f3 vit cirkel · c2 vit cirkel · e2 vit cirkel | c6 vit cirkel · e6 vit cirkel · b5 vit cirkel · f5 vit cirkel · d4 vit springare · b3 vit cirkel · f3 vit cirkel · c2 vit cirkel · e2 vit cirkel | c6 vit cirkel · e6 vit cirkel · b5 vit cirkel · f5 vit cirkel · d4 vit springare · b3 vit cirkel · f3 vit cirkel · c2 vit cirkel · e2 vit cirkel | c6 vit cirkel · e6 vit cirkel · b5 vit cirkel · f5 vit cirkel · d4 vit springare · b3 vit cirkel · f3 vit cirkel · c2 vit cirkel · e2 vit cirkel | c6 vit cirkel · e6 vit cirkel · b5 vit cirkel · f5 vit cirkel · d4 vit springare · b3 vit cirkel · f3 vit cirkel · c2 vit cirkel · e2 vit cirkel | c6 vit cirkel · e6 vit cirkel · b5 vit cirkel · f5 vit cirkel · d4 vit springare · b3 vit cirkel · f3 vit cirkel · c2 vit cirkel · e2 vit cirkel | c6 vit cirkel · e6 vit cirkel · b5 vit cirkel · f5 vit cirkel · d4 vit springare · b3 vit cirkel · f3 vit cirkel · c2 vit cirkel · e2 vit cirkel | c6 vit cirkel · e6 vit cirkel · b5 vit cirkel · f5 vit cirkel · d4 vit springare · b3 vit cirkel · f3 vit cirkel · c2 vit cirkel · e2 vit cirkel | 5 |
| 4 | c6 vit cirkel · e6 vit cirkel · b5 vit cirkel · f5 vit cirkel · d4 vit springare · b3 vit cirkel · f3 vit cirkel · c2 vit cirkel · e2 vit cirkel | c6 vit cirkel · e6 vit cirkel · b5 vit cirkel · f5 vit cirkel · d4 vit springare · b3 vit cirkel · f3 vit cirkel · c2 vit cirkel · e2 vit cirkel | c6 vit cirkel · e6 vit cirkel · b5 vit cirkel · f5 vit cirkel · d4 vit springare · b3 vit cirkel · f3 vit cirkel · c2 vit cirkel · e2 vit cirkel | c6 vit cirkel · e6 vit cirkel · b5 vit cirkel · f5 vit cirkel · d4 vit springare · b3 vit cirkel · f3 vit cirkel · c2 vit cirkel · e2 vit cirkel | c6 vit cirkel · e6 vit cirkel · b5 vit cirkel · f5 vit cirkel · d4 vit springare · b3 vit cirkel · f3 vit cirkel · c2 vit cirkel · e2 vit cirkel | c6 vit cirkel · e6 vit cirkel · b5 vit cirkel · f5 vit cirkel · d4 vit springare · b3 vit cirkel · f3 vit cirkel · c2 vit cirkel · e2 vit cirkel | c6 vit cirkel · e6 vit cirkel · b5 vit cirkel · f5 vit cirkel · d4 vit springare · b3 vit cirkel · f3 vit cirkel · c2 vit cirkel · e2 vit cirkel | c6 vit cirkel · e6 vit cirkel · b5 vit cirkel · f5 vit cirkel · d4 vit springare · b3 vit cirkel · f3 vit cirkel · c2 vit cirkel · e2 vit cirkel | 4 |
| 3 | c6 vit cirkel · e6 vit cirkel · b5 vit cirkel · f5 vit cirkel · d4 vit springare · b3 vit cirkel · f3 vit cirkel · c2 vit cirkel · e2 vit cirkel | c6 vit cirkel · e6 vit cirkel · b5 vit cirkel · f5 vit cirkel · d4 vit springare · b3 vit cirkel · f3 vit cirkel · c2 vit cirkel · e2 vit cirkel | c6 vit cirkel · e6 vit cirkel · b5 vit cirkel · f5 vit cirkel · d4 vit springare · b3 vit cirkel · f3 vit cirkel · c2 vit cirkel · e2 vit cirkel | c6 vit cirkel · e6 vit cirkel · b5 vit cirkel · f5 vit cirkel · d4 vit springare · b3 vit cirkel · f3 vit cirkel · c2 vit cirkel · e2 vit cirkel | c6 vit cirkel · e6 vit cirkel · b5 vit cirkel · f5 vit cirkel · d4 vit springare · b3 vit cirkel · f3 vit cirkel · c2 vit cirkel · e2 vit cirkel | c6 vit cirkel · e6 vit cirkel · b5 vit cirkel · f5 vit cirkel · d4 vit springare · b3 vit cirkel · f3 vit cirkel · c2 vit cirkel · e2 vit cirkel | c6 vit cirkel · e6 vit cirkel · b5 vit cirkel · f5 vit cirkel · d4 vit springare · b3 vit cirkel · f3 vit cirkel · c2 vit cirkel · e2 vit cirkel | c6 vit cirkel · e6 vit cirkel · b5 vit cirkel · f5 vit cirkel · d4 vit springare · b3 vit cirkel · f3 vit cirkel · c2 vit cirkel · e2 vit cirkel | 3 |
| 2 | c6 vit cirkel · e6 vit cirkel · b5 vit cirkel · f5 vit cirkel · d4 vit springare · b3 vit cirkel · f3 vit cirkel · c2 vit cirkel · e2 vit cirkel | c6 vit cirkel · e6 vit cirkel · b5 vit cirkel · f5 vit cirkel · d4 vit springare · b3 vit cirkel · f3 vit cirkel · c2 vit cirkel · e2 vit cirkel | c6 vit cirkel · e6 vit cirkel · b5 vit cirkel · f5 vit cirkel · d4 vit springare · b3 vit cirkel · f3 vit cirkel · c2 vit cirkel · e2 vit cirkel | c6 vit cirkel · e6 vit cirkel · b5 vit cirkel · f5 vit cirkel · d4 vit springare · b3 vit cirkel · f3 vit cirkel · c2 vit cirkel · e2 vit cirkel | c6 vit cirkel · e6 vit cirkel · b5 vit cirkel · f5 vit cirkel · d4 vit springare · b3 vit cirkel · f3 vit cirkel · c2 vit cirkel · e2 vit cirkel | c6 vit cirkel · e6 vit cirkel · b5 vit cirkel · f5 vit cirkel · d4 vit springare · b3 vit cirkel · f3 vit cirkel · c2 vit cirkel · e2 vit cirkel | c6 vit cirkel · e6 vit cirkel · b5 vit cirkel · f5 vit cirkel · d4 vit springare · b3 vit cirkel · f3 vit cirkel · c2 vit cirkel · e2 vit cirkel | c6 vit cirkel · e6 vit cirkel · b5 vit cirkel · f5 vit cirkel · d4 vit springare · b3 vit cirkel · f3 vit cirkel · c2 vit cirkel · e2 vit cirkel | 2 |
| 1 | c6 vit cirkel · e6 vit cirkel · b5 vit cirkel · f5 vit cirkel · d4 vit springare · b3 vit cirkel · f3 vit cirkel · c2 vit cirkel · e2 vit cirkel | c6 vit cirkel · e6 vit cirkel · b5 vit cirkel · f5 vit cirkel · d4 vit springare · b3 vit cirkel · f3 vit cirkel · c2 vit cirkel · e2 vit cirkel | c6 vit cirkel · e6 vit cirkel · b5 vit cirkel · f5 vit cirkel · d4 vit springare · b3 vit cirkel · f3 vit cirkel · c2 vit cirkel · e2 vit cirkel | c6 vit cirkel · e6 vit cirkel · b5 vit cirkel · f5 vit cirkel · d4 vit springare · b3 vit cirkel · f3 vit cirkel · c2 vit cirkel · e2 vit cirkel | c6 vit cirkel · e6 vit cirkel · b5 vit cirkel · f5 vit cirkel · d4 vit springare · b3 vit cirkel · f3 vit cirkel · c2 vit cirkel · e2 vit cirkel | c6 vit cirkel · e6 vit cirkel · b5 vit cirkel · f5 vit cirkel · d4 vit springare · b3 vit cirkel · f3 vit cirkel · c2 vit cirkel · e2 vit cirkel | c6 vit cirkel · e6 vit cirkel · b5 vit cirkel · f5 vit cirkel · d4 vit springare · b3 vit cirkel · f3 vit cirkel · c2 vit cirkel · e2 vit cirkel | c6 vit cirkel · e6 vit cirkel · b5 vit cirkel · f5 vit cirkel · d4 vit springare · b3 vit cirkel · f3 vit cirkel · c2 vit cirkel · e2 vit cirkel | 1 |
|   | a | b | c | d | e | f | g | h |   |

|   | a | b | c | d | e | f | g | h |   |
| 8 | d8 svart kryss · e8 vit cirkel · f8 svart kryss · e7 vit bonde · a5 svart kryss · b5 vit cirkel · c5 svart kryss · b4 vit bonde · f4 vit cirkel · e3 svart kryss · f3 vit cirkel · g3 svart kryss · f2 vit bonde | d8 svart kryss · e8 vit cirkel · f8 svart kryss · e7 vit bonde · a5 svart kryss · b5 vit cirkel · c5 svart kryss · b4 vit bonde · f4 vit cirkel · e3 svart kryss · f3 vit cirkel · g3 svart kryss · f2 vit bonde | d8 svart kryss · e8 vit cirkel · f8 svart kryss · e7 vit bonde · a5 svart kryss · b5 vit cirkel · c5 svart kryss · b4 vit bonde · f4 vit cirkel · e3 svart kryss · f3 vit cirkel · g3 svart kryss · f2 vit bonde | d8 svart kryss · e8 vit cirkel · f8 svart kryss · e7 vit bonde · a5 svart kryss · b5 vit cirkel · c5 svart kryss · b4 vit bonde · f4 vit cirkel · e3 svart kryss · f3 vit cirkel · g3 svart kryss · f2 vit bonde | d8 svart kryss · e8 vit cirkel · f8 svart kryss · e7 vit bonde · a5 svart kryss · b5 vit cirkel · c5 svart kryss · b4 vit bonde · f4 vit cirkel · e3 svart kryss · f3 vit cirkel · g3 svart kryss · f2 vit bonde | d8 svart kryss · e8 vit cirkel · f8 svart kryss · e7 vit bonde · a5 svart kryss · b5 vit cirkel · c5 svart kryss · b4 vit bonde · f4 vit cirkel · e3 svart kryss · f3 vit cirkel · g3 svart kryss · f2 vit bonde | d8 svart kryss · e8 vit cirkel · f8 svart kryss · e7 vit bonde · a5 svart kryss · b5 vit cirkel · c5 svart kryss · b4 vit bonde · f4 vit cirkel · e3 svart kryss · f3 vit cirkel · g3 svart kryss · f2 vit bonde | d8 svart kryss · e8 vit cirkel · f8 svart kryss · e7 vit bonde · a5 svart kryss · b5 vit cirkel · c5 svart kryss · b4 vit bonde · f4 vit cirkel · e3 svart kryss · f3 vit cirkel · g3 svart kryss · f2 vit bonde | 8 |
| 7 | d8 svart kryss · e8 vit cirkel · f8 svart kryss · e7 vit bonde · a5 svart kryss · b5 vit cirkel · c5 svart kryss · b4 vit bonde · f4 vit cirkel · e3 svart kryss · f3 vit cirkel · g3 svart kryss · f2 vit bonde | d8 svart kryss · e8 vit cirkel · f8 svart kryss · e7 vit bonde · a5 svart kryss · b5 vit cirkel · c5 svart kryss · b4 vit bonde · f4 vit cirkel · e3 svart kryss · f3 vit cirkel · g3 svart kryss · f2 vit bonde | d8 svart kryss · e8 vit cirkel · f8 svart kryss · e7 vit bonde · a5 svart kryss · b5 vit cirkel · c5 svart kryss · b4 vit bonde · f4 vit cirkel · e3 svart kryss · f3 vit cirkel · g3 svart kryss · f2 vit bonde | d8 svart kryss · e8 vit cirkel · f8 svart kryss · e7 vit bonde · a5 svart kryss · b5 vit cirkel · c5 svart kryss · b4 vit bonde · f4 vit cirkel · e3 svart kryss · f3 vit cirkel · g3 svart kryss · f2 vit bonde | d8 svart kryss · e8 vit cirkel · f8 svart kryss · e7 vit bonde · a5 svart kryss · b5 vit cirkel · c5 svart kryss · b4 vit bonde · f4 vit cirkel · e3 svart kryss · f3 vit cirkel · g3 svart kryss · f2 vit bonde | d8 svart kryss · e8 vit cirkel · f8 svart kryss · e7 vit bonde · a5 svart kryss · b5 vit cirkel · c5 svart kryss · b4 vit bonde · f4 vit cirkel · e3 svart kryss · f3 vit cirkel · g3 svart kryss · f2 vit bonde | d8 svart kryss · e8 vit cirkel · f8 svart kryss · e7 vit bonde · a5 svart kryss · b5 vit cirkel · c5 svart kryss · b4 vit bonde · f4 vit cirkel · e3 svart kryss · f3 vit cirkel · g3 svart kryss · f2 vit bonde | d8 svart kryss · e8 vit cirkel · f8 svart kryss · e7 vit bonde · a5 svart kryss · b5 vit cirkel · c5 svart kryss · b4 vit bonde · f4 vit cirkel · e3 svart kryss · f3 vit cirkel · g3 svart kryss · f2 vit bonde | 7 |
| 6 | d8 svart kryss · e8 vit cirkel · f8 svart kryss · e7 vit bonde · a5 svart kryss · b5 vit cirkel · c5 svart kryss · b4 vit bonde · f4 vit cirkel · e3 svart kryss · f3 vit cirkel · g3 svart kryss · f2 vit bonde | d8 svart kryss · e8 vit cirkel · f8 svart kryss · e7 vit bonde · a5 svart kryss · b5 vit cirkel · c5 svart kryss · b4 vit bonde · f4 vit cirkel · e3 svart kryss · f3 vit cirkel · g3 svart kryss · f2 vit bonde | d8 svart kryss · e8 vit cirkel · f8 svart kryss · e7 vit bonde · a5 svart kryss · b5 vit cirkel · c5 svart kryss · b4 vit bonde · f4 vit cirkel · e3 svart kryss · f3 vit cirkel · g3 svart kryss · f2 vit bonde | d8 svart kryss · e8 vit cirkel · f8 svart kryss · e7 vit bonde · a5 svart kryss · b5 vit cirkel · c5 svart kryss · b4 vit bonde · f4 vit cirkel · e3 svart kryss · f3 vit cirkel · g3 svart kryss · f2 vit bonde | d8 svart kryss · e8 vit cirkel · f8 svart kryss · e7 vit bonde · a5 svart kryss · b5 vit cirkel · c5 svart kryss · b4 vit bonde · f4 vit cirkel · e3 svart kryss · f3 vit cirkel · g3 svart kryss · f2 vit bonde | d8 svart kryss · e8 vit cirkel · f8 svart kryss · e7 vit bonde · a5 svart kryss · b5 vit cirkel · c5 svart kryss · b4 vit bonde · f4 vit cirkel · e3 svart kryss · f3 vit cirkel · g3 svart kryss · f2 vit bonde | d8 svart kryss · e8 vit cirkel · f8 svart kryss · e7 vit bonde · a5 svart kryss · b5 vit cirkel · c5 svart kryss · b4 vit bonde · f4 vit cirkel · e3 svart kryss · f3 vit cirkel · g3 svart kryss · f2 vit bonde | d8 svart kryss · e8 vit cirkel · f8 svart kryss · e7 vit bonde · a5 svart kryss · b5 vit cirkel · c5 svart kryss · b4 vit bonde · f4 vit cirkel · e3 svart kryss · f3 vit cirkel · g3 svart kryss · f2 vit bonde | 6 |
| 5 | d8 svart kryss · e8 vit cirkel · f8 svart kryss · e7 vit bonde · a5 svart kryss · b5 vit cirkel · c5 svart kryss · b4 vit bonde · f4 vit cirkel · e3 svart kryss · f3 vit cirkel · g3 svart kryss · f2 vit bonde | d8 svart kryss · e8 vit cirkel · f8 svart kryss · e7 vit bonde · a5 svart kryss · b5 vit cirkel · c5 svart kryss · b4 vit bonde · f4 vit cirkel · e3 svart kryss · f3 vit cirkel · g3 svart kryss · f2 vit bonde | d8 svart kryss · e8 vit cirkel · f8 svart kryss · e7 vit bonde · a5 svart kryss · b5 vit cirkel · c5 svart kryss · b4 vit bonde · f4 vit cirkel · e3 svart kryss · f3 vit cirkel · g3 svart kryss · f2 vit bonde | d8 svart kryss · e8 vit cirkel · f8 svart kryss · e7 vit bonde · a5 svart kryss · b5 vit cirkel · c5 svart kryss · b4 vit bonde · f4 vit cirkel · e3 svart kryss · f3 vit cirkel · g3 svart kryss · f2 vit bonde | d8 svart kryss · e8 vit cirkel · f8 svart kryss · e7 vit bonde · a5 svart kryss · b5 vit cirkel · c5 svart kryss · b4 vit bonde · f4 vit cirkel · e3 svart kryss · f3 vit cirkel · g3 svart kryss · f2 vit bonde | d8 svart kryss · e8 vit cirkel · f8 svart kryss · e7 vit bonde · a5 svart kryss · b5 vit cirkel · c5 svart kryss · b4 vit bonde · f4 vit cirkel · e3 svart kryss · f3 vit cirkel · g3 svart kryss · f2 vit bonde | d8 svart kryss · e8 vit cirkel · f8 svart kryss · e7 vit bonde · a5 svart kryss · b5 vit cirkel · c5 svart kryss · b4 vit bonde · f4 vit cirkel · e3 svart kryss · f3 vit cirkel · g3 svart kryss · f2 vit bonde | d8 svart kryss · e8 vit cirkel · f8 svart kryss · e7 vit bonde · a5 svart kryss · b5 vit cirkel · c5 svart kryss · b4 vit bonde · f4 vit cirkel · e3 svart kryss · f3 vit cirkel · g3 svart kryss · f2 vit bonde | 5 |
| 4 | d8 svart kryss · e8 vit cirkel · f8 svart kryss · e7 vit bonde · a5 svart kryss · b5 vit cirkel · c5 svart kryss · b4 vit bonde · f4 vit cirkel · e3 svart kryss · f3 vit cirkel · g3 svart kryss · f2 vit bonde | d8 svart kryss · e8 vit cirkel · f8 svart kryss · e7 vit bonde · a5 svart kryss · b5 vit cirkel · c5 svart kryss · b4 vit bonde · f4 vit cirkel · e3 svart kryss · f3 vit cirkel · g3 svart kryss · f2 vit bonde | d8 svart kryss · e8 vit cirkel · f8 svart kryss · e7 vit bonde · a5 svart kryss · b5 vit cirkel · c5 svart kryss · b4 vit bonde · f4 vit cirkel · e3 svart kryss · f3 vit cirkel · g3 svart kryss · f2 vit bonde | d8 svart kryss · e8 vit cirkel · f8 svart kryss · e7 vit bonde · a5 svart kryss · b5 vit cirkel · c5 svart kryss · b4 vit bonde · f4 vit cirkel · e3 svart kryss · f3 vit cirkel · g3 svart kryss · f2 vit bonde | d8 svart kryss · e8 vit cirkel · f8 svart kryss · e7 vit bonde · a5 svart kryss · b5 vit cirkel · c5 svart kryss · b4 vit bonde · f4 vit cirkel · e3 svart kryss · f3 vit cirkel · g3 svart kryss · f2 vit bonde | d8 svart kryss · e8 vit cirkel · f8 svart kryss · e7 vit bonde · a5 svart kryss · b5 vit cirkel · c5 svart kryss · b4 vit bonde · f4 vit cirkel · e3 svart kryss · f3 vit cirkel · g3 svart kryss · f2 vit bonde | d8 svart kryss · e8 vit cirkel · f8 svart kryss · e7 vit bonde · a5 svart kryss · b5 vit cirkel · c5 svart kryss · b4 vit bonde · f4 vit cirkel · e3 svart kryss · f3 vit cirkel · g3 svart kryss · f2 vit bonde | d8 svart kryss · e8 vit cirkel · f8 svart kryss · e7 vit bonde · a5 svart kryss · b5 vit cirkel · c5 svart kryss · b4 vit bonde · f4 vit cirkel · e3 svart kryss · f3 vit cirkel · g3 svart kryss · f2 vit bonde | 4 |
| 3 | d8 svart kryss · e8 vit cirkel · f8 svart kryss · e7 vit bonde · a5 svart kryss · b5 vit cirkel · c5 svart kryss · b4 vit bonde · f4 vit cirkel · e3 svart kryss · f3 vit cirkel · g3 svart kryss · f2 vit bonde | d8 svart kryss · e8 vit cirkel · f8 svart kryss · e7 vit bonde · a5 svart kryss · b5 vit cirkel · c5 svart kryss · b4 vit bonde · f4 vit cirkel · e3 svart kryss · f3 vit cirkel · g3 svart kryss · f2 vit bonde | d8 svart kryss · e8 vit cirkel · f8 svart kryss · e7 vit bonde · a5 svart kryss · b5 vit cirkel · c5 svart kryss · b4 vit bonde · f4 vit cirkel · e3 svart kryss · f3 vit cirkel · g3 svart kryss · f2 vit bonde | d8 svart kryss · e8 vit cirkel · f8 svart kryss · e7 vit bonde · a5 svart kryss · b5 vit cirkel · c5 svart kryss · b4 vit bonde · f4 vit cirkel · e3 svart kryss · f3 vit cirkel · g3 svart kryss · f2 vit bonde | d8 svart kryss · e8 vit cirkel · f8 svart kryss · e7 vit bonde · a5 svart kryss · b5 vit cirkel · c5 svart kryss · b4 vit bonde · f4 vit cirkel · e3 svart kryss · f3 vit cirkel · g3 svart kryss · f2 vit bonde | d8 svart kryss · e8 vit cirkel · f8 svart kryss · e7 vit bonde · a5 svart kryss · b5 vit cirkel · c5 svart kryss · b4 vit bonde · f4 vit cirkel · e3 svart kryss · f3 vit cirkel · g3 svart kryss · f2 vit bonde | d8 svart kryss · e8 vit cirkel · f8 svart kryss · e7 vit bonde · a5 svart kryss · b5 vit cirkel · c5 svart kryss · b4 vit bonde · f4 vit cirkel · e3 svart kryss · f3 vit cirkel · g3 svart kryss · f2 vit bonde | d8 svart kryss · e8 vit cirkel · f8 svart kryss · e7 vit bonde · a5 svart kryss · b5 vit cirkel · c5 svart kryss · b4 vit bonde · f4 vit cirkel · e3 svart kryss · f3 vit cirkel · g3 svart kryss · f2 vit bonde | 3 |
| 2 | d8 svart kryss · e8 vit cirkel · f8 svart kryss · e7 vit bonde · a5 svart kryss · b5 vit cirkel · c5 svart kryss · b4 vit bonde · f4 vit cirkel · e3 svart kryss · f3 vit cirkel · g3 svart kryss · f2 vit bonde | d8 svart kryss · e8 vit cirkel · f8 svart kryss · e7 vit bonde · a5 svart kryss · b5 vit cirkel · c5 svart kryss · b4 vit bonde · f4 vit cirkel · e3 svart kryss · f3 vit cirkel · g3 svart kryss · f2 vit bonde | d8 svart kryss · e8 vit cirkel · f8 svart kryss · e7 vit bonde · a5 svart kryss · b5 vit cirkel · c5 svart kryss · b4 vit bonde · f4 vit cirkel · e3 svart kryss · f3 vit cirkel · g3 svart kryss · f2 vit bonde | d8 svart kryss · e8 vit cirkel · f8 svart kryss · e7 vit bonde · a5 svart kryss · b5 vit cirkel · c5 svart kryss · b4 vit bonde · f4 vit cirkel · e3 svart kryss · f3 vit cirkel · g3 svart kryss · f2 vit bonde | d8 svart kryss · e8 vit cirkel · f8 svart kryss · e7 vit bonde · a5 svart kryss · b5 vit cirkel · c5 svart kryss · b4 vit bonde · f4 vit cirkel · e3 svart kryss · f3 vit cirkel · g3 svart kryss · f2 vit bonde | d8 svart kryss · e8 vit cirkel · f8 svart kryss · e7 vit bonde · a5 svart kryss · b5 vit cirkel · c5 svart kryss · b4 vit bonde · f4 vit cirkel · e3 svart kryss · f3 vit cirkel · g3 svart kryss · f2 vit bonde | d8 svart kryss · e8 vit cirkel · f8 svart kryss · e7 vit bonde · a5 svart kryss · b5 vit cirkel · c5 svart kryss · b4 vit bonde · f4 vit cirkel · e3 svart kryss · f3 vit cirkel · g3 svart kryss · f2 vit bonde | d8 svart kryss · e8 vit cirkel · f8 svart kryss · e7 vit bonde · a5 svart kryss · b5 vit cirkel · c5 svart kryss · b4 vit bonde · f4 vit cirkel · e3 svart kryss · f3 vit cirkel · g3 svart kryss · f2 vit bonde | 2 |
| 1 | d8 svart kryss · e8 vit cirkel · f8 svart kryss · e7 vit bonde · a5 svart kryss · b5 vit cirkel · c5 svart kryss · b4 vit bonde · f4 vit cirkel · e3 svart kryss · f3 vit cirkel · g3 svart kryss · f2 vit bonde | d8 svart kryss · e8 vit cirkel · f8 svart kryss · e7 vit bonde · a5 svart kryss · b5 vit cirkel · c5 svart kryss · b4 vit bonde · f4 vit cirkel · e3 svart kryss · f3 vit cirkel · g3 svart kryss · f2 vit bonde | d8 svart kryss · e8 vit cirkel · f8 svart kryss · e7 vit bonde · a5 svart kryss · b5 vit cirkel · c5 svart kryss · b4 vit bonde · f4 vit cirkel · e3 svart kryss · f3 vit cirkel · g3 svart kryss · f2 vit bonde | d8 svart kryss · e8 vit cirkel · f8 svart kryss · e7 vit bonde · a5 svart kryss · b5 vit cirkel · c5 svart kryss · b4 vit bonde · f4 vit cirkel · e3 svart kryss · f3 vit cirkel · g3 svart kryss · f2 vit bonde | d8 svart kryss · e8 vit cirkel · f8 svart kryss · e7 vit bonde · a5 svart kryss · b5 vit cirkel · c5 svart kryss · b4 vit bonde · f4 vit cirkel · e3 svart kryss · f3 vit cirkel · g3 svart kryss · f2 vit bonde | d8 svart kryss · e8 vit cirkel · f8 svart kryss · e7 vit bonde · a5 svart kryss · b5 vit cirkel · c5 svart kryss · b4 vit bonde · f4 vit cirkel · e3 svart kryss · f3 vit cirkel · g3 svart kryss · f2 vit bonde | d8 svart kryss · e8 vit cirkel · f8 svart kryss · e7 vit bonde · a5 svart kryss · b5 vit cirkel · c5 svart kryss · b4 vit bonde · f4 vit cirkel · e3 svart kryss · f3 vit cirkel · g3 svart kryss · f2 vit bonde | d8 svart kryss · e8 vit cirkel · f8 svart kryss · e7 vit bonde · a5 svart kryss · b5 vit cirkel · c5 svart kryss · b4 vit bonde · f4 vit cirkel · e3 svart kryss · f3 vit cirkel · g3 svart kryss · f2 vit bonde | 1 |
|   | a | b | c | d | e | f | g | h |   |

#### Rockad
Rockad är ett drag med kungen och ett av tornen av samma färg längs spelarens första rad. Det räknas som ett enda kungsdrag och utförs på följande sätt: kungen flyttas från utgångsrutan två rutor mot ett torn som står på sin utgångsruta, varefter tornet flyttas över kungen och placeras på den ruta som kungen just har passerat.
Rockad får inte utföras om kungen eller tornet tidigare har flyttat, om kungen står i schack, om den ruta som kungen passerar är hotad av en motståndarpjäs, eller om det står en pjäs mellan tornet och kungen.
Rockad med det torn som står närmast kungen (på h-linjen) kallas kort rockad. Rockad med det andra tornet (på a-linjen) kallas lång rockad.

#### En passant
Om en bonde flyttas två steg, och därvid passerar ett fält kontrollerat av en motståndarbonde, får motståndaren i sitt omedelbart efterföljande drag lov att slå denna med sin egen bonde som om den bara gått ett steg. Detta kallas att slå en passant.
|   | a                                                         | b                                                         | c                                                         | d                                                         | e                                                         | f                                                         | g                                                         | h                                                         |   |
| 8 | a8 svart torn · e8 svart kung · e1 vit kung · h1 vit torn | a8 svart torn · e8 svart kung · e1 vit kung · h1 vit torn | a8 svart torn · e8 svart kung · e1 vit kung · h1 vit torn | a8 svart torn · e8 svart kung · e1 vit kung · h1 vit torn | a8 svart torn · e8 svart kung · e1 vit kung · h1 vit torn | a8 svart torn · e8 svart kung · e1 vit kung · h1 vit torn | a8 svart torn · e8 svart kung · e1 vit kung · h1 vit torn | a8 svart torn · e8 svart kung · e1 vit kung · h1 vit torn | 8 |
| 7 | a8 svart torn · e8 svart kung · e1 vit kung · h1 vit torn | a8 svart torn · e8 svart kung · e1 vit kung · h1 vit torn | a8 svart torn · e8 svart kung · e1 vit kung · h1 vit torn | a8 svart torn · e8 svart kung · e1 vit kung · h1 vit torn | a8 svart torn · e8 svart kung · e1 vit kung · h1 vit torn | a8 svart torn · e8 svart kung · e1 vit kung · h1 vit torn | a8 svart torn · e8 svart kung · e1 vit kung · h1 vit torn | a8 svart torn · e8 svart kung · e1 vit kung · h1 vit torn | 7 |
| 6 | a8 svart torn · e8 svart kung · e1 vit kung · h1 vit torn | a8 svart torn · e8 svart kung · e1 vit kung · h1 vit torn | a8 svart torn · e8 svart kung · e1 vit kung · h1 vit torn | a8 svart torn · e8 svart kung · e1 vit kung · h1 vit torn | a8 svart torn · e8 svart kung · e1 vit kung · h1 vit torn | a8 svart torn · e8 svart kung · e1 vit kung · h1 vit torn | a8 svart torn · e8 svart kung · e1 vit kung · h1 vit torn | a8 svart torn · e8 svart kung · e1 vit kung · h1 vit torn | 6 |
| 5 | a8 svart torn · e8 svart kung · e1 vit kung · h1 vit torn | a8 svart torn · e8 svart kung · e1 vit kung · h1 vit torn | a8 svart torn · e8 svart kung · e1 vit kung · h1 vit torn | a8 svart torn · e8 svart kung · e1 vit kung · h1 vit torn | a8 svart torn · e8 svart kung · e1 vit kung · h1 vit torn | a8 svart torn · e8 svart kung · e1 vit kung · h1 vit torn | a8 svart torn · e8 svart kung · e1 vit kung · h1 vit torn | a8 svart torn · e8 svart kung · e1 vit kung · h1 vit torn | 5 |
| 4 | a8 svart torn · e8 svart kung · e1 vit kung · h1 vit torn | a8 svart torn · e8 svart kung · e1 vit kung · h1 vit torn | a8 svart torn · e8 svart kung · e1 vit kung · h1 vit torn | a8 svart torn · e8 svart kung · e1 vit kung · h1 vit torn | a8 svart torn · e8 svart kung · e1 vit kung · h1 vit torn | a8 svart torn · e8 svart kung · e1 vit kung · h1 vit torn | a8 svart torn · e8 svart kung · e1 vit kung · h1 vit torn | a8 svart torn · e8 svart kung · e1 vit kung · h1 vit torn | 4 |
| 3 | a8 svart torn · e8 svart kung · e1 vit kung · h1 vit torn | a8 svart torn · e8 svart kung · e1 vit kung · h1 vit torn | a8 svart torn · e8 svart kung · e1 vit kung · h1 vit torn | a8 svart torn · e8 svart kung · e1 vit kung · h1 vit torn | a8 svart torn · e8 svart kung · e1 vit kung · h1 vit torn | a8 svart torn · e8 svart kung · e1 vit kung · h1 vit torn | a8 svart torn · e8 svart kung · e1 vit kung · h1 vit torn | a8 svart torn · e8 svart kung · e1 vit kung · h1 vit torn | 3 |
| 2 | a8 svart torn · e8 svart kung · e1 vit kung · h1 vit torn | a8 svart torn · e8 svart kung · e1 vit kung · h1 vit torn | a8 svart torn · e8 svart kung · e1 vit kung · h1 vit torn | a8 svart torn · e8 svart kung · e1 vit kung · h1 vit torn | a8 svart torn · e8 svart kung · e1 vit kung · h1 vit torn | a8 svart torn · e8 svart kung · e1 vit kung · h1 vit torn | a8 svart torn · e8 svart kung · e1 vit kung · h1 vit torn | a8 svart torn · e8 svart kung · e1 vit kung · h1 vit torn | 2 |
| 1 | a8 svart torn · e8 svart kung · e1 vit kung · h1 vit torn | a8 svart torn · e8 svart kung · e1 vit kung · h1 vit torn | a8 svart torn · e8 svart kung · e1 vit kung · h1 vit torn | a8 svart torn · e8 svart kung · e1 vit kung · h1 vit torn | a8 svart torn · e8 svart kung · e1 vit kung · h1 vit torn | a8 svart torn · e8 svart kung · e1 vit kung · h1 vit torn | a8 svart torn · e8 svart kung · e1 vit kung · h1 vit torn | a8 svart torn · e8 svart kung · e1 vit kung · h1 vit torn | 1 |
|   | a                                                         | b                                                         | c                                                         | d                                                         | e                                                         | f                                                         | g                                                         | h                                                         |   |

|   | a                                                         | b                                                         | c                                                         | d                                                         | e                                                         | f                                                         | g                                                         | h                                                         |   |
| 8 | c8 svart kung · d8 svart torn · f1 vit torn · g1 vit kung | c8 svart kung · d8 svart torn · f1 vit torn · g1 vit kung | c8 svart kung · d8 svart torn · f1 vit torn · g1 vit kung | c8 svart kung · d8 svart torn · f1 vit torn · g1 vit kung | c8 svart kung · d8 svart torn · f1 vit torn · g1 vit kung | c8 svart kung · d8 svart torn · f1 vit torn · g1 vit kung | c8 svart kung · d8 svart torn · f1 vit torn · g1 vit kung | c8 svart kung · d8 svart torn · f1 vit torn · g1 vit kung | 8 |
| 7 | c8 svart kung · d8 svart torn · f1 vit torn · g1 vit kung | c8 svart kung · d8 svart torn · f1 vit torn · g1 vit kung | c8 svart kung · d8 svart torn · f1 vit torn · g1 vit kung | c8 svart kung · d8 svart torn · f1 vit torn · g1 vit kung | c8 svart kung · d8 svart torn · f1 vit torn · g1 vit kung | c8 svart kung · d8 svart torn · f1 vit torn · g1 vit kung | c8 svart kung · d8 svart torn · f1 vit torn · g1 vit kung | c8 svart kung · d8 svart torn · f1 vit torn · g1 vit kung | 7 |
| 6 | c8 svart kung · d8 svart torn · f1 vit torn · g1 vit kung | c8 svart kung · d8 svart torn · f1 vit torn · g1 vit kung | c8 svart kung · d8 svart torn · f1 vit torn · g1 vit kung | c8 svart kung · d8 svart torn · f1 vit torn · g1 vit kung | c8 svart kung · d8 svart torn · f1 vit torn · g1 vit kung | c8 svart kung · d8 svart torn · f1 vit torn · g1 vit kung | c8 svart kung · d8 svart torn · f1 vit torn · g1 vit kung | c8 svart kung · d8 svart torn · f1 vit torn · g1 vit kung | 6 |
| 5 | c8 svart kung · d8 svart torn · f1 vit torn · g1 vit kung | c8 svart kung · d8 svart torn · f1 vit torn · g1 vit kung | c8 svart kung · d8 svart torn · f1 vit torn · g1 vit kung | c8 svart kung · d8 svart torn · f1 vit torn · g1 vit kung | c8 svart kung · d8 svart torn · f1 vit torn · g1 vit kung | c8 svart kung · d8 svart torn · f1 vit torn · g1 vit kung | c8 svart kung · d8 svart torn · f1 vit torn · g1 vit kung | c8 svart kung · d8 svart torn · f1 vit torn · g1 vit kung | 5 |
| 4 | c8 svart kung · d8 svart torn · f1 vit torn · g1 vit kung | c8 svart kung · d8 svart torn · f1 vit torn · g1 vit kung | c8 svart kung · d8 svart torn · f1 vit torn · g1 vit kung | c8 svart kung · d8 svart torn · f1 vit torn · g1 vit kung | c8 svart kung · d8 svart torn · f1 vit torn · g1 vit kung | c8 svart kung · d8 svart torn · f1 vit torn · g1 vit kung | c8 svart kung · d8 svart torn · f1 vit torn · g1 vit kung | c8 svart kung · d8 svart torn · f1 vit torn · g1 vit kung | 4 |
| 3 | c8 svart kung · d8 svart torn · f1 vit torn · g1 vit kung | c8 svart kung · d8 svart torn · f1 vit torn · g1 vit kung | c8 svart kung · d8 svart torn · f1 vit torn · g1 vit kung | c8 svart kung · d8 svart torn · f1 vit torn · g1 vit kung | c8 svart kung · d8 svart torn · f1 vit torn · g1 vit kung | c8 svart kung · d8 svart torn · f1 vit torn · g1 vit kung | c8 svart kung · d8 svart torn · f1 vit torn · g1 vit kung | c8 svart kung · d8 svart torn · f1 vit torn · g1 vit kung | 3 |
| 2 | c8 svart kung · d8 svart torn · f1 vit torn · g1 vit kung | c8 svart kung · d8 svart torn · f1 vit torn · g1 vit kung | c8 svart kung · d8 svart torn · f1 vit torn · g1 vit kung | c8 svart kung · d8 svart torn · f1 vit torn · g1 vit kung | c8 svart kung · d8 svart torn · f1 vit torn · g1 vit kung | c8 svart kung · d8 svart torn · f1 vit torn · g1 vit kung | c8 svart kung · d8 svart torn · f1 vit torn · g1 vit kung | c8 svart kung · d8 svart torn · f1 vit torn · g1 vit kung | 2 |
| 1 | c8 svart kung · d8 svart torn · f1 vit torn · g1 vit kung | c8 svart kung · d8 svart torn · f1 vit torn · g1 vit kung | c8 svart kung · d8 svart torn · f1 vit torn · g1 vit kung | c8 svart kung · d8 svart torn · f1 vit torn · g1 vit kung | c8 svart kung · d8 svart torn · f1 vit torn · g1 vit kung | c8 svart kung · d8 svart torn · f1 vit torn · g1 vit kung | c8 svart kung · d8 svart torn · f1 vit torn · g1 vit kung | c8 svart kung · d8 svart torn · f1 vit torn · g1 vit kung | 1 |
|   | a                                                         | b                                                         | c                                                         | d                                                         | e                                                         | f                                                         | g                                                         | h                                                         |   |

|   | a                                                                | b                                                                | c                                                                | d                                                                | e                                                                | f                                                                | g                                                                | h                                                                |   |
| 8 | e7 svart bonde · e6 svart kryss · d5 vit bonde · e5 svart cirkel | e7 svart bonde · e6 svart kryss · d5 vit bonde · e5 svart cirkel | e7 svart bonde · e6 svart kryss · d5 vit bonde · e5 svart cirkel | e7 svart bonde · e6 svart kryss · d5 vit bonde · e5 svart cirkel | e7 svart bonde · e6 svart kryss · d5 vit bonde · e5 svart cirkel | e7 svart bonde · e6 svart kryss · d5 vit bonde · e5 svart cirkel | e7 svart bonde · e6 svart kryss · d5 vit bonde · e5 svart cirkel | e7 svart bonde · e6 svart kryss · d5 vit bonde · e5 svart cirkel | 8 |
| 7 | e7 svart bonde · e6 svart kryss · d5 vit bonde · e5 svart cirkel | e7 svart bonde · e6 svart kryss · d5 vit bonde · e5 svart cirkel | e7 svart bonde · e6 svart kryss · d5 vit bonde · e5 svart cirkel | e7 svart bonde · e6 svart kryss · d5 vit bonde · e5 svart cirkel | e7 svart bonde · e6 svart kryss · d5 vit bonde · e5 svart cirkel | e7 svart bonde · e6 svart kryss · d5 vit bonde · e5 svart cirkel | e7 svart bonde · e6 svart kryss · d5 vit bonde · e5 svart cirkel | e7 svart bonde · e6 svart kryss · d5 vit bonde · e5 svart cirkel | 7 |
| 6 | e7 svart bonde · e6 svart kryss · d5 vit bonde · e5 svart cirkel | e7 svart bonde · e6 svart kryss · d5 vit bonde · e5 svart cirkel | e7 svart bonde · e6 svart kryss · d5 vit bonde · e5 svart cirkel | e7 svart bonde · e6 svart kryss · d5 vit bonde · e5 svart cirkel | e7 svart bonde · e6 svart kryss · d5 vit bonde · e5 svart cirkel | e7 svart bonde · e6 svart kryss · d5 vit bonde · e5 svart cirkel | e7 svart bonde · e6 svart kryss · d5 vit bonde · e5 svart cirkel | e7 svart bonde · e6 svart kryss · d5 vit bonde · e5 svart cirkel | 6 |
| 5 | e7 svart bonde · e6 svart kryss · d5 vit bonde · e5 svart cirkel | e7 svart bonde · e6 svart kryss · d5 vit bonde · e5 svart cirkel | e7 svart bonde · e6 svart kryss · d5 vit bonde · e5 svart cirkel | e7 svart bonde · e6 svart kryss · d5 vit bonde · e5 svart cirkel | e7 svart bonde · e6 svart kryss · d5 vit bonde · e5 svart cirkel | e7 svart bonde · e6 svart kryss · d5 vit bonde · e5 svart cirkel | e7 svart bonde · e6 svart kryss · d5 vit bonde · e5 svart cirkel | e7 svart bonde · e6 svart kryss · d5 vit bonde · e5 svart cirkel | 5 |
| 4 | e7 svart bonde · e6 svart kryss · d5 vit bonde · e5 svart cirkel | e7 svart bonde · e6 svart kryss · d5 vit bonde · e5 svart cirkel | e7 svart bonde · e6 svart kryss · d5 vit bonde · e5 svart cirkel | e7 svart bonde · e6 svart kryss · d5 vit bonde · e5 svart cirkel | e7 svart bonde · e6 svart kryss · d5 vit bonde · e5 svart cirkel | e7 svart bonde · e6 svart kryss · d5 vit bonde · e5 svart cirkel | e7 svart bonde · e6 svart kryss · d5 vit bonde · e5 svart cirkel | e7 svart bonde · e6 svart kryss · d5 vit bonde · e5 svart cirkel | 4 |
| 3 | e7 svart bonde · e6 svart kryss · d5 vit bonde · e5 svart cirkel | e7 svart bonde · e6 svart kryss · d5 vit bonde · e5 svart cirkel | e7 svart bonde · e6 svart kryss · d5 vit bonde · e5 svart cirkel | e7 svart bonde · e6 svart kryss · d5 vit bonde · e5 svart cirkel | e7 svart bonde · e6 svart kryss · d5 vit bonde · e5 svart cirkel | e7 svart bonde · e6 svart kryss · d5 vit bonde · e5 svart cirkel | e7 svart bonde · e6 svart kryss · d5 vit bonde · e5 svart cirkel | e7 svart bonde · e6 svart kryss · d5 vit bonde · e5 svart cirkel | 3 |
| 2 | e7 svart bonde · e6 svart kryss · d5 vit bonde · e5 svart cirkel | e7 svart bonde · e6 svart kryss · d5 vit bonde · e5 svart cirkel | e7 svart bonde · e6 svart kryss · d5 vit bonde · e5 svart cirkel | e7 svart bonde · e6 svart kryss · d5 vit bonde · e5 svart cirkel | e7 svart bonde · e6 svart kryss · d5 vit bonde · e5 svart cirkel | e7 svart bonde · e6 svart kryss · d5 vit bonde · e5 svart cirkel | e7 svart bonde · e6 svart kryss · d5 vit bonde · e5 svart cirkel | e7 svart bonde · e6 svart kryss · d5 vit bonde · e5 svart cirkel | 2 |
| 1 | e7 svart bonde · e6 svart kryss · d5 vit bonde · e5 svart cirkel | e7 svart bonde · e6 svart kryss · d5 vit bonde · e5 svart cirkel | e7 svart bonde · e6 svart kryss · d5 vit bonde · e5 svart cirkel | e7 svart bonde · e6 svart kryss · d5 vit bonde · e5 svart cirkel | e7 svart bonde · e6 svart kryss · d5 vit bonde · e5 svart cirkel | e7 svart bonde · e6 svart kryss · d5 vit bonde · e5 svart cirkel | e7 svart bonde · e6 svart kryss · d5 vit bonde · e5 svart cirkel | e7 svart bonde · e6 svart kryss · d5 vit bonde · e5 svart cirkel | 1 |
|   | a                                                                | b                                                                | c                                                                | d                                                                | e                                                                | f                                                                | g                                                                | h                                                                |   |

### Utförande av drag
Varje enskilt drag får endast utföras med ena handen.
Den spelare som är vid draget har rätt att ställa en eller flera pjäser till rätta på de rutor de står på, förutsatt att spelaren först tillkännager sin avsikt, till exempel genom att säga ”j’adoube” (franska för "jag ställer till rätta").
Om en spelare vid draget avsiktligt vidrör en pjäs så måste spelaren flytta den (om det är en av spelarens egna) eller slå den (om det är en av motståndarens). Om det inte finns några regelrätta sätt att flytta eller slå pjäsen så kan spelaren välja ett annat drag.
För att få utföra rockad måste spelaren vidröra kungen innan tornet.
När en pjäs har släppts på en ruta anses draget vara utfört och pjäsen kan inte flyttas till en annan ruta i det draget.

### Avslutat parti
Den ena spelaren har vunnit partiet om:
- Motståndarens kung är schackmatt.
- Motståndaren ger upp.

Ett schackparti som slutar i så kallad skolmatt redan i fjärde draget.

- Motståndarens betänketid tar slut (om partiet spelas med tidsbegränsning). Det krävs dock att spelaren har tillräckligt mycket material kvar för att kunna sätta motståndaren matt med någon följd av regelrätta drag.

Partiet är remi om:
- Spelaren vid draget inte har några regelrätta drag till sitt förfogande och hans kung inte står i schack. Partiet sägs då ha slutat med patt.
- Ingen av spelarna kan sätta motståndarens kung matt med någon som helst följd av regelrätta drag.
- Spelarna kommer överens om remi. Det sker genom att den ena spelaren, efter att ha utfört ett drag, bjuder remi och motståndaren accepterar budet. (I vissa tävlingar finns bestämmelser om att man inte får bjuda remi innan ett minsta antal drag har utförts.)
- Den ene spelarens betänketid tar slut men motståndaren kan inte sätta matt med någon följd av regelrätta drag.
- Samma ställning har uppstått minst tre gånger (under förutsättning att en spelare påpekar detta).
- Minst 50 drag av båda spelarna har utförts utan att någon bonde har flyttats eller pjäs slagits (under förutsättning att en spelare påpekar detta).

I tävlingar kan också domaren i vissa lägen döma partiet till remi eller vinst för den ena spelaren.

### Tidskontroll

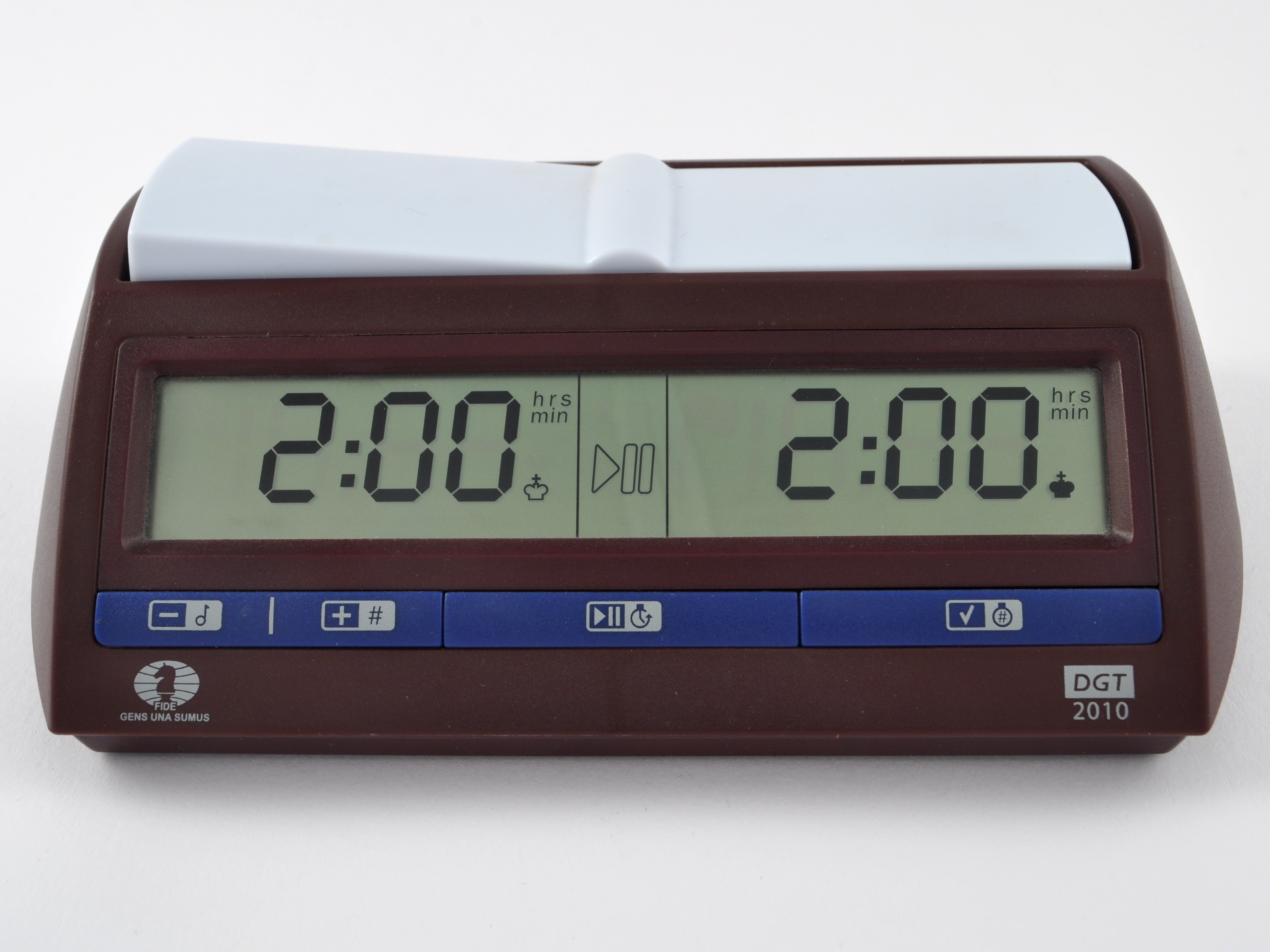
En digital schackklocka

Tävlingar spelas med en begränsad betänketid för spelarna.
För detta används en schackklocka med två tidsvisare som är förbundna med varandra på ett sådant sätt att när den ena går står den andra stilla. 
Tidsvisarna är utrustade med varsin ”kläpp” och när den "faller" har tiden löpt ut för spelaren.
När en spelare har utfört sitt drag på schackbrädet ska spelaren stoppa sin klocka och starta motståndarens (genom att trycka på sin klocka). Spelaren måste trycka på klockan med samma hand som draget utfördes med.
Spelarna måste fullborda ett visst antal drag eller alla drag inom den tilldelade betänketiden, vilket också kan inbegripa viss extratid som tilldelas efter varje drag. Inbesparad tid under en period läggs till spelarens disponibla betänketid för nästa period i tillämpliga fall.
Olika betänketid används i olika tävlingar. För FIDE:s större tävlingar används 90 minuter för de första 40 dragen, följt av 30 minuter för resten av partiet, med ett tillägg på 30 sekunder för varje drag (från första draget).
Ett snabbschacksparti är ett parti där spelarna antingen måste utföra alla drag inom en fast betänketid på mellan 10 och 60 minuter vardera, eller där tilldelad betänketid + 60 × tillämpad tilläggstid är mellan 10 och 60 minuter.
Ett blixtparti är ett parti där spelarna måste utföra alla drag inom en fast betänketid på högst 10 minuter vardera, eller där tilldelad betänketid + 60 × tillämpad tilläggstid är högst 10 minuter.
För snabbschack- och blixtpartier finns speciella tävlingsregler.

### Protokollföring
I tävlingar måste spelarna föra ett schackprotokoll där de skriver upp sina egna och motståndarens drag i schacknotation efter att de har utförts.
Detta gäller inte för snabbschack- eller blixtpartier. 
Om en spelare har mindre än fem minuter kvar på klockan under en period, och inte får något tidstillägg på 30 sekunder eller mer per drag, behöver spelaren inte föra protokoll. Spelaren ska i så fall komplettera protokollet efter tidskontrollen.
Vid partiets slut ska båda spelarna underteckna båda protokollen.

## Partiets faser
Ett längre schackparti brukar delas in i tre faser; öppningen, mittspelet och slutspelet. Gränserna mellan faserna är lite otydliga men faserna har olika karaktär.
| ”                  | Spela öppningen som en bok, mittspelet som en trollkarl och slutspelet som en maskin. | „ |
| – Rudolf Spielmann |                                                                                       |   |

### Öppningen
Öppningen är de första dragen spelarna gör.
I utgångsställningen är pjäserna illa placerade; de står outvecklade på första raden blockerade av bönderna, de har inget inflytande över de viktiga fälten i centrum och kungen står utsatt i mitten av brädet.
Huvudmålen för öppningsspelet är därför att:
- Utveckla pjäserna till fält där de samverkar med varandra och deltar så mycket som möjligt i spelet
- Ta kontroll över centrum
- Sätta kungen i säkerhet, oftast genom rockad.[6][7]

Vit, som gör det första draget, har initialt en liten fördel och totalt vinner vit ungefär 55 % av poängen.
Vits mål i öppningen är därför att behålla och öka den fördelen medan svarts mål inledningsvis är att utjämna spelet eller att skapa en obalanserad ställning som ger motchanser.
Det finns en omfattande spelöppningsteori med analyserade öppningar och varianter.
Bra spelare behöver därför inte fundera så mycket över ställningen under de 5-15 första dragen, utan kan i stället planera vilken typ av parti de vill ha, beroende på hur motståndaren svarar.
De vanliga öppningarna har fått egna namn, många efter en geografisk plats där de har analyserats eller spelats, eller efter spelare som har gjort det. Exempel är spanskt parti, skandinaviskt parti, Aljechins försvar och Rétis öppning. Andra namn beskriver karaktären på öppningen som damgambit (en gambit är ett bondeoffer) och fyrspringarspel.

### Mittspelet
Mittspelet kan sägas börja när man är klar med utvecklingen av pjäserna, har kommit ifrån öppningsteorin (även om en del teorivarianter sträcker sig långt in i mittspelet) och måste börja tänka själv. 
Till skillnad från öppnings- och slutspelet så kan man inte lära sig mittspelsvarianter utantill så mittspelet ger stort utrymme åt spelarnas kreativitet.
De strategiska överväganden och taktiska manövrar som beskrivs under Strategi och taktik nedan spelar en stor roll under mittspelet.
Många partier avgörs i mittspelet, antingen genom att den ena spelaren hamnar i stort underläge och ger upp, eller genom att spelarna kommer överens om remi. Annars vidtar slutspelet efter en rad slagväxlingar, när antalet pjäser blivit färre.

### Slutspelet
När de flesta pjäserna bytts av går partiet över i slutspelet. Precis som mellan öppningen och mittspelet så är gränsen mellan mittspelet och slutspelet svår att definiera exakt. 
I slutspelet skiftar partiet karaktär. Det finns sällan tillräckligt med pjäser kvar för ett angrepp mot motståndarens kung, så fokus är i stället på att erövra motståndarens bönder och forcera ner en egen bonde till sista raden för att förvandla den till en dam. 
Kungen tar en mer aktiv roll och böndernas betydelse ökar.
De varianter man behöver räkna på har färre valmöjligheter än i mittspelet, men är i stället ofta mycket långa 
Slutspel klassificeras efter vilka pjäser som finns kvar, till exempel tornslutspel och bondeslutspel. Till skillnad från mittspelet så finns det en väl utvecklad slutspelsteori som beskriver vanliga slutspel, som "torn och bonde mot torn". Bra schackspelare känner till om sådana slutspel går att vinna eller inte, och hur man ska spela dem.

## Strategi och taktik
Man brukar skilja mellan strategi (en långsiktig plan) och taktik (kortsiktiga manövrar). Här är en definition:
| ”                                                  | Strategi handlar om att sätta mål och göra upp planer. Taktik handlar om att genomföra planerna. Strategi är abstrakt, taktik är konkret. Populärt uttryckt: Strategi kräver eftertanke, taktik kräver uppmärksamhet. | „ |
| – Max Euwe, i sin bok Strategi och taktik i schack | |   |

Strategi och taktik kompletterar varandra. Många spelare har en övervägande positionell (strategisk) spelstil eller en taktisk spelstil men det är viktigt att behärska båda aspekterna av spelet.

### Pjäsernas relativa värden
För att underlätta beräkningar av styrkebalansen på brädet tilldelas pjäserna ofta olika värde. De vanligaste är:
| Pjäs  | Bonde | Springare | Löpare | Torn | Dam |
| Värde | 1     | 3         | 3      | 5    | 9   |

Värdena varierar lite mellan olika källor. Löparen och springaren har ibland ett värde upp till 3½, ofta med löparen lite högre än springaren. Damen ligger mellan 9 och 10. En undersökning gjord med AlphaZero (se Schackdatorer nedan) gav följande relativa värden: bonde 1, springare 3,05, löpare 3,33, torn 5,63 och dam 9,5.
Kungen går inte att sätta ett värde på eftersom den inte kan bytas av, men i slutspelet kan den ha en styrka som ligger mellan en löpare och ett torn.
De här värdena kan användas för att avgöra när man ska byta av pjäser. Enligt tabellen är till exempel löpare och springare värda lika mycket som torn och bonde.
I verkligheten beror dock pjäsernas värde även på den aktuella ställningen, vilken rörelsefrihet pjäserna har och hur de samverkar med andra pjäser.
Att väga sådana positionella faktorer mot de materiella värdena är en svår uppgift för schackspelare.

### Strategi
Grunden för att göra upp en strategisk plan är en korrekt positionsbedömning.
Bedömningen av en ställning beror på många faktorer. Förutom det materiella styrkeförhållandet är de viktigaste:
- Bondestrukturen, framför allt hur bönderna i centrum är uppställda och vilken sida som har en terrängfördel, det vill säga mer plats att manövrera.
- Svaga fält, till exempel så kallade hål i bondeställningen som inte kan kontrolleras av bönder.
- Pjäsernas placering och aktivitet, hur rörliga pjäserna är, hur väl de samverkar med varandra och om de har stabila positioner eller kan drivas bort av motståndarens bönder.
- Öppna linjer och diagonaler, vilken sida som har kontroll över dessa och om de kan användas för att tränga in i motståndarens ställning.
- Kungarnas säkerhet, om kungarna har att tillräckligt skydd av egna bönder och pjäser eller om det finns möjlighet att starta ett kungsangrepp.

De två första faktorerna (bondestrukturen och svaga fält) hänger ihop och är relativt statiska. Det kan vara svårt att till exempel bli av med en dubbelbonde eller ändra en låst bondeställning. De övriga faktorerna är mera dynamiska och det krävs ofta ett aktivt spel för att till exempel behålla kontrollen över en öppen linje.
Ett viktigt mål är att skaffa sig initiativet i partiet. Det innebär att man kan ställa upp hot som motståndaren måste försvara sig mot i stället för att genomföra egna planer. Att skaffa sig och behålla initiativet är viktigt för att kunna gå till angrepp.

### Taktik
Med taktik menas kortsiktiga dragföljder som skapar fler hot än motståndaren kan gardera sig mot. Målet kan vara ett materiellt överläge eller en positionell fördel (där hot om materialförlust tvingar fram andra eftergifter). Ofta används en serie taktiska vändningar i en kombination. 
Det finns ett antal taktiska teman som kommer igen i många partier. Några av de vanligaste är:
- Gaffel (eller dubbelhot) är ett drag som hotar flera av motståndarens pjäser samtidigt.
- Avdragare är ett hot som uppkommer från en pjäs när man flyttar undan en annan pjäs. Det kan öppna för att ställa upp flera hot samtidigt.
- Bindning uppkommer när en pjäs inte kan flytta utan att en mer värdefull pjäs bakom den kommer i slag.
- Instängning innebär att en pjäs blir avskuren och inte kan delta i spelet. Instängda pjäser kan ibland erövras.
- Överlastning uppkommer när en pjäs har fler uppgifter att fylla än den klarar av. Den kan då bli tvungen att släppa försvaret av en pjäs eller ett fält.

Taktiska vändningar innehåller ibland offer där man byter en pjäs mot en mindre värdefull pjäs eller bara låter motståndaren ta pjäsen.

## Tävlingsspel
Tävlingsschack spelas i form av turneringar med många deltagare eller matcher mellan två spelare. Det finns också lagmatcher där ett antal spelare från en schackklubb eller nation spelar på olika bord mot ett annat lag.
Världsmästerskapet avgörs genom en match mellan den regerande världsmästaren och en utmanare som utses i en kandidatturnering.
Schack är en erkänd sport av Internationella olympiska kommittén men ingår inte i de olympiska spelen. Det finns en egen schackolympiad som avgörs vartannat år som en lagtävling med fyrmannalag från olika nationer. Sverige nådde sin största framgång med en andraplats vid olympiaden 1935.
I Sverige avgörs de svenska mästerskapen varje år som turneringar i flera olika klasser. Segraren i Sverigemästarklasen blir svensk mästare.
Det allsvenska seriesystemet spelas som lagmatcher i flera olika divisioner. Segrarna i elitserien blir svenska lagmästare.

### Officiella världsmästare

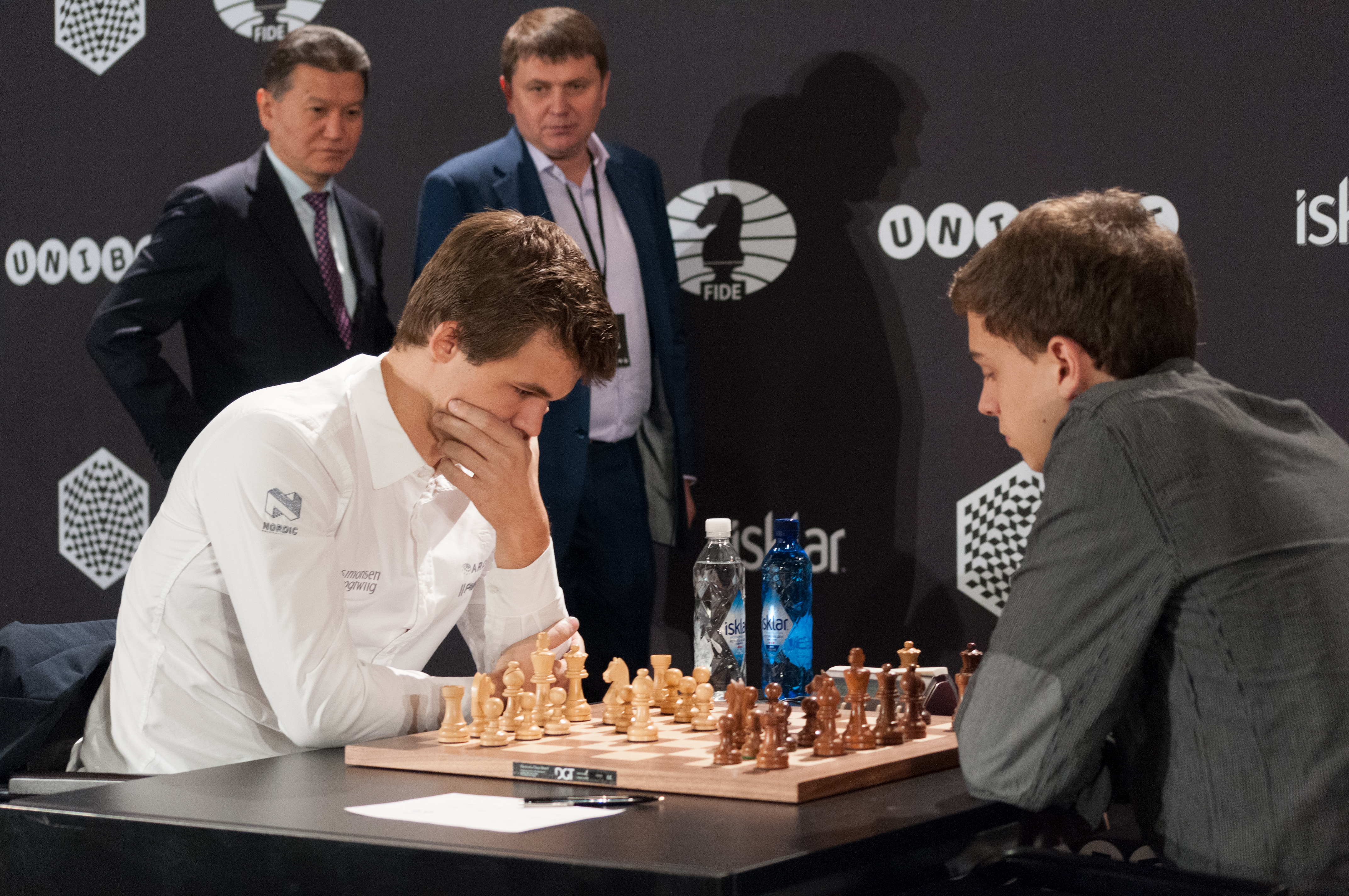
Den tidigare världsmästaren Magnus Carlsen under blixt-VM i Berlin 2015

Namnen på de starkaste spelarna är kända sedan 1500-talet men matchen mellan Wilhelm Steinitz och Johannes Zukertort 1886 brukar räknas som den första officiella om världsmästerskapet.
Sedan 1948 arrangeras VM-matcher av världsschackförbundet (FIDE). 
1993 bröt sig Garri Kasparov och Nigel Short loss från FIDE och organiserade en titelmatch i egen regi. 
FIDE svarade med att organisera egna världsmästerskap, i form av utslagningsturneringar, men de flesta schackspelare ser inte vinnarna av dessa som riktiga världsmästare. Inte förrän 2006 återförenades VM-titeln när Vladimir Kramnik besegrade Veselin Topalov och blev oomstridd världsmästare.
Här är listan över de 17 världsmästarna:
1. Wilhelm Steinitz - Österrike-Ungern (1886–1894)
2. Emanuel Lasker - Tyskland (1894–1921)
3. José Raúl Capablanca - Kuba (1921–1927)
4. Alexander Aljechin - Ryssland/Sovjetunionen/Frankrike (1927–1935 och 1937–1946. Aljechin dog som regerande världsmästare)
5. Max Euwe - Nederländerna (1935–1937)
6. Michail Botvinnik - Sovjetunionen (1948–1957, 1958–1960 och 1961–1963)
7. Vasilij Smyslov - Sovjetunionen (1957–1958)
8. Michail Tal - Sovjetunionen/Lettland (1960–1961)
9. Tigran Petrosian - Sovjetunionen/Armenien (1963–1969)
10. Boris Spasskij - Sovjetunionen (1969–1972)
11. Robert Fischer - USA (1972–1975; vägrade försvara sin titel mot Anatolij Karpov 1975)
12. Anatolij Karpov - Sovjetunionen (1975–1985)
13. Garri Kasparov - Sovjetunionen/Ryssland (1985–2000)
14. Vladimir Kramnik - Ryssland (2000–2007)
15. Viswanathan Anand - Indien (2007–2013)
16. Magnus Carlsen - Norge (2013–2023)
17. Ding Liren - Kina (2023-2024)
18. Gukesh Dommaraju - Indien (2024-)

### Ratingtal
Schackspelare som deltar i tävlingar har ett så kallat ratingtal som visar deras spelstyrka.
I Sverige användes tidigare ett nationellt system (LASK-rating) men sedan 2016 har man gått över till det internationella Elo-systemet som administreras av FIDE.
Ratingtalen revideras varje månad utifrån resultaten i spelade partier. Sedan 2012 finns också speciella ratingtal för snabbschack och blixt.
En nybörjare har normalt ett ratingtal under 1000, en klubbspelare runt 1500, en stark klubbspelare runt 2000 och en stormästare över 2500. 
Den högsta FIDE-rating som uppnåtts är 2882 som Magnus Carlsen hade i maj 2014 (och även har tangerat senare).
Ratingtalet är inget absolut mått på spelstyrka utan visar den relativa nivån jämfört med andra aktiva spelare. Det är därför inte nödvändigtvis jämförbart mellan olika generationer av schackspelare. 

### Titlar
FIDE delar också ut titlar till schackspelare som uppnår vissa resultat. Den högsta titeln är stormästare (GM, förr ibland även IGM). För att få stormästartiteln krävs en rating på minst 2500 och minst två resultat över en viss gräns (så kallade stormästarnormer) i turneringar med andra stormästare och deltagare från flera länder.
24 svenskar har tilldelats stormästartiteln.
Andra titlar som delas ut, med sjunkande krav, är internationell mästare (IM), FIDE-mästare (FM) och kandidatmästare (CM). Titlarna gäller för både män och kvinnor men det finns också speciella titlar för kvinnor (WGM, WIM, WFM och WCM).

## Historia

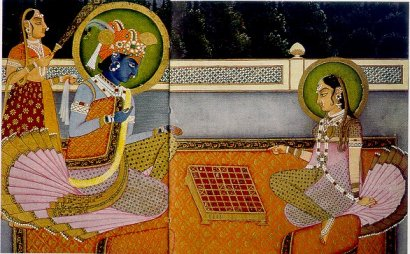
Krishna och Radha spelar chaturanga

Det är oklart när och var schack först uppstod. Den äldsta kända förekomsten är från 500-talet i Indien där det spelades under namnet chaturanga. 
Spelet hade stora likheter med dagens schack men vissa pjäser hade andra namn och rörelsemönster. Damen hette rådgivaren och var inte en lika kraftfull pjäs. Löparen hette elefanten och hade en kortare räckvidd.
Den kinesiska varianten av schack (xiangqi) spelades också mycket tidigt men har flera skillnader jämfört med dagens schack. Det finns olika uppfattningar om chaturanga är en föregångare till xiangqi eller om det är tvärtom.
Från Indien spred sig spelet till andra delar av Asien, bland annat via sidenvägen. I Persien fick schack hög status och namnet chatrang, senare ändrat till shatranj.
I Persien har påträffats schackpjäser från 600- och 700-talet.
Själva namnet schack härstammar från shah som är det persiska ordet för kung.
Schackmatt kommer från "shāh māt" som betyder ungefär "kungen är hjälplös".
Med den muslimska erövringen av Persien på 600-talet kom spelet till arabvärlden.
Därifrån fördes det vidare till Europa; via morerna till Spanien, via det Bysantinska riket till Östeuropa och via handelsvägarna på Volga till Ryssland.
I Europa finns schack dokumenterat från slutet av 900-talet i bland annat dikten Versus de scachis.
På ön Lewis i Yttre Hebriderna har påträffats en grupp schackpjäser från 1100-talet, de så kallade Lewispjäserna, troligen tillverkade i Norge.
Schack blev populärt bland de europeiska hoven under medeltiden. Spelet genomgick flera förändringar och en del av pjäserna fick nya europeiska namn och utseenden.
Under andra halvan av 1400-talet gjordes de största regeländringarna när damen och löparen fick nya rörelsemönster och blev betydligt kraftfullare pjäser. Spelet fick därmed sina nuvarande regler, förutom rockaden som inte standardiserades förrän i början av 1600-talet. De moderna reglerna gav spelet en ny karaktär – pjäserna utvecklades mycket snabbare och det blev möjligt att gå till angrepp på ett nytt sätt.

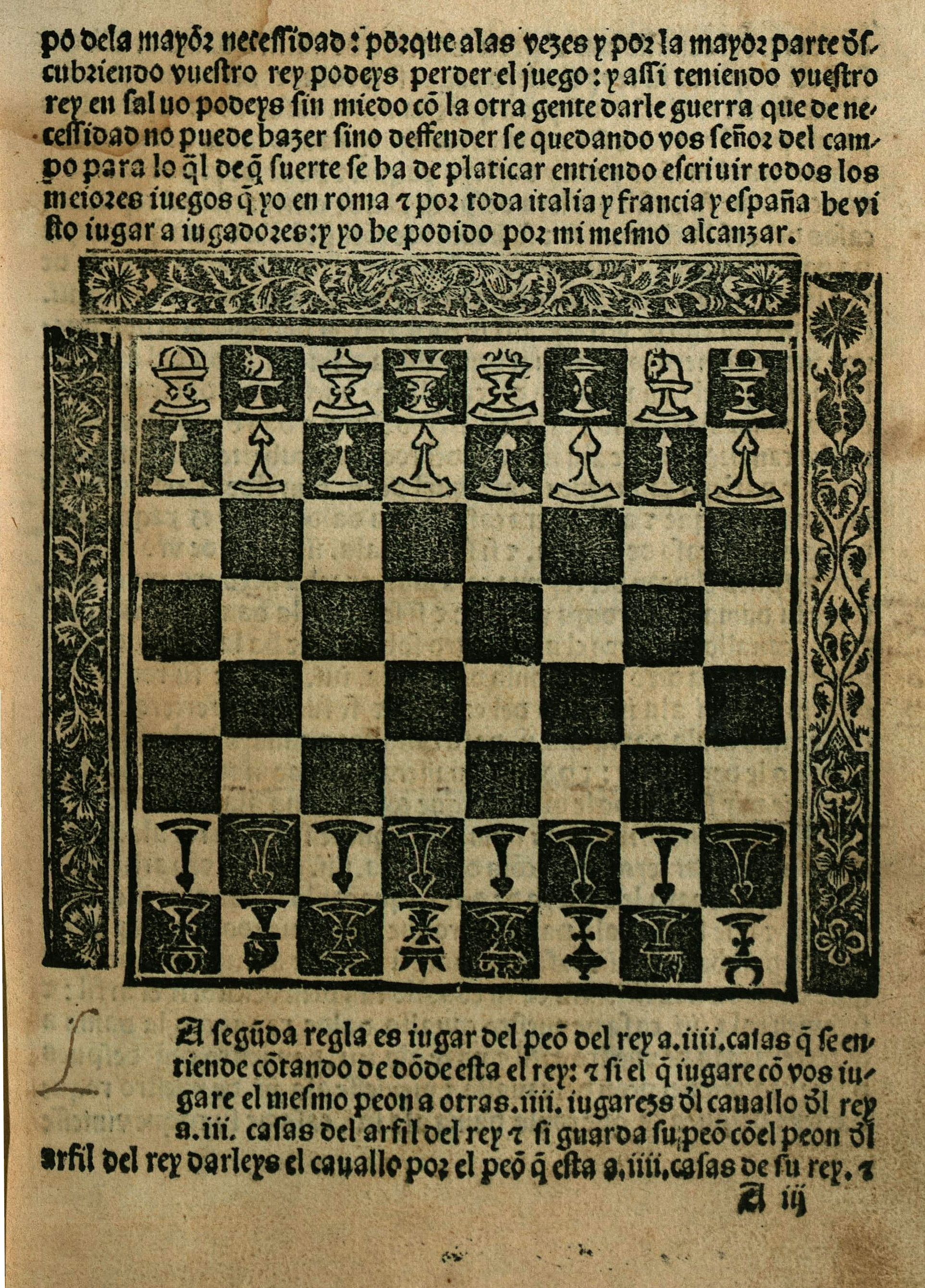
En sida i Lucenas bok

1497 gav spanjoren Luis Ramírez de Lucena ut den första tryckta schackboken. Starka spelare, i framför allt Spanien och Italien, började studera öppningar och slutspel och publicerade andra böcker.
På 1700-talet försköts tyngdpunkten för schackspelet från Sydeuropa till Frankrike. Schackspelare och kulturpersonligheter samlades på Café de la Régence i Paris och andra caféer.
Den ledande spelaren var François-André Danican Philidor vars bok om schackspelet var banbrytande och ett standardverk i över 100 år.
Under 1800-talet blev spelet mer organiserat. Schackklubbar bildades och matcher och turneringar anordnades. Den första internationella schackturneringen ägde rum i London 1851.
Schackklockor började användas för att råda bot på att vissa partier blev orimligt långa.
Spelmässigt befann man sig fortfarande i den romantiska eran med fantasifulla angreppspartier. Wilhelm Steinitz var den förste att bryta med detta på 1870-talet när han började spela mer positionellt, vilket till en början var kontroversiellt och ansågs tråkigt. Steinitz blev också den förste officielle världsmästaren 1886.
På 1920-talet gjorde hypermodernismen entré med nya idéer om öppningsspelet. Värdsschackförbundet FIDE bildades 1924 och den första schackolympiaden ägde rum 1927.
Efter andra världskriget dominerades spelet kraftigt av Sovjetunionen. Schack blev en statsangelägenhet och matchen mellan Boris Spasskij och Bobby Fischer 1972 sågs av många som en del av det kalla kriget.
Efter järnridåns fall har det skett en utjämning. Datorernas intåg har givit information och träningsmöjligheter till spelare i alla länder. Mycket av spelet sker över internet och Indien och Kina (där det en gång började) är på frammarsch som schacknationer.

## Schack i kulturen
Schack har inspirerat många konstnärliga verk inom litteratur, film, bildkonst och musik. Ofta har det använts som symbolik för kampen mellan liv och död eller det goda och det onda. Ibland är det också en markör för intelligens eller galenskap.
Här följer några exempel.
I den europeiska litteraturen förekommer schack först i Versus de scachis från slutet av 900-talet och schackpjäser nämns i Carmina Burana från 1200-talet. 
Scacchia ludus av Marcus Hieronymus Vida är en dikt om ett parti mellan två grekiska gudar från 1527 där schackets gudinna Caissa dyker upp första gången. 
I Shakespeares Stormen spelas det också schack, liksom i Frithiofs saga av Esaias Tegnér från 1825.
I Alice i Spegellandet från 1871 hamnar Alice i en värld baserad på schackspel.
I Stefan Zweigs novell Schack från 1943 utvecklar huvudpersonen två personligheter när han spelar mot sig själv och i Vladimir Nabokovs roman Han som spelade schack med livet från 1930 (filmatiserad som Spelets mästare) ger schack först huvudpersonen en mening med livet men leder senare till att han förlorar förståndet.

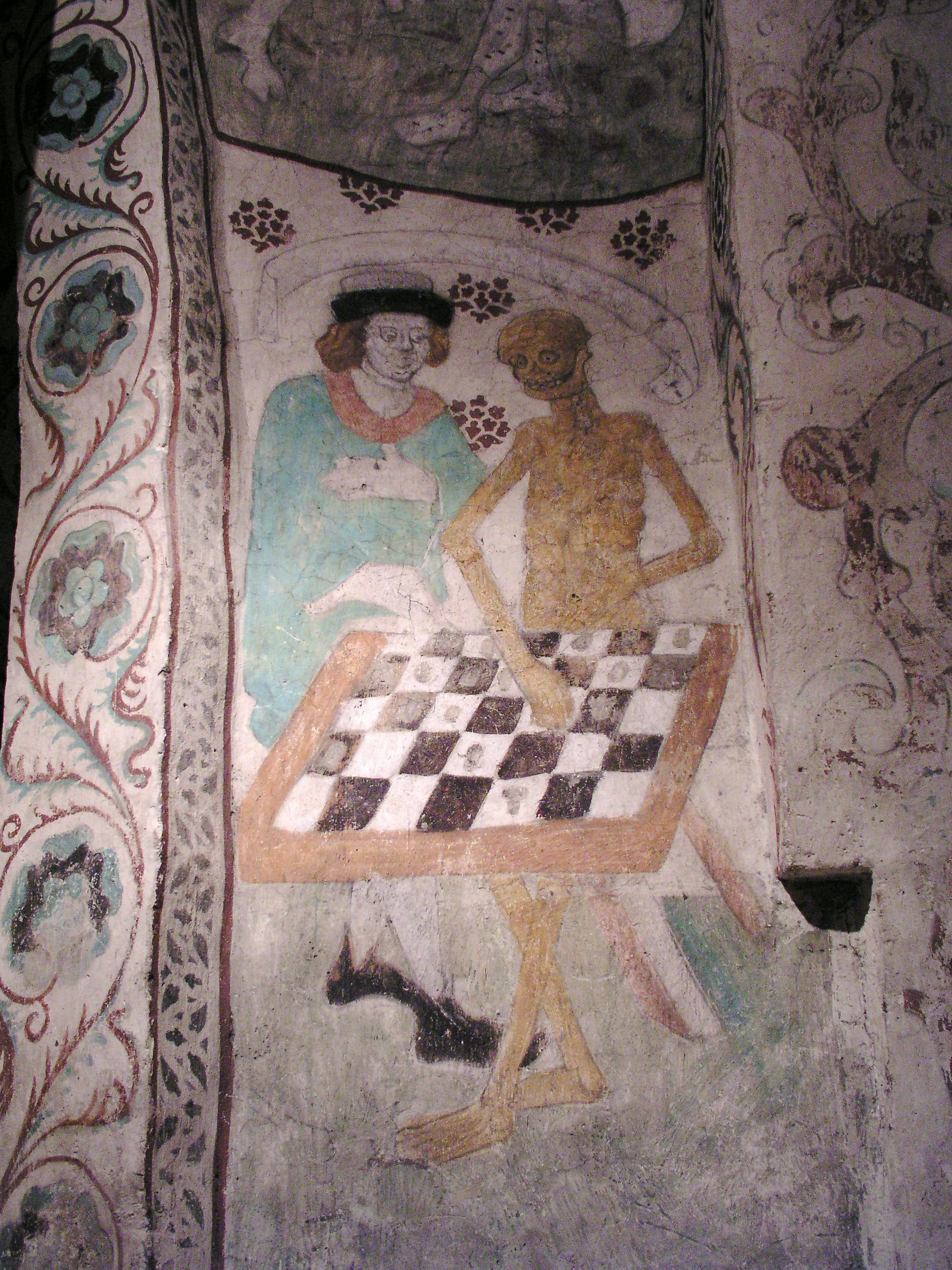
Döden spelar schack av Albertus Pictor i Täby kyrka.

Inom filmen spelar schack en central roll i Ingmar Bergmans berömda Det sjunde inseglet där korsriddaren Antonius Block spelar schack mot Döden för att upprätthålla sitt liv.
I Casablanca analyserar huvudpersonen (spelad av Humphrey Bogart ett parti. Bogart var en inbiten schackspelare och hade själv tagit initiativet till schackscenerna.
I öppningsscenen av Bondfilmen Agent 007 ser rött spelar skurken Kronsteen schack. Partiet är baserat på ett riktigt parti mellan Boris Spasskij och David Bronstein.
Även partiet som datorn HAL 9000 spelar i År 2001 – ett rymdäventyr är baserat på ett riktigt, fast inte särskilt känt, parti.
Regissören Stanley Kubrick var schackspelare och schackscener förekommer i flera av hans filmer.
Sista draget från 1992 är en thriller där en schackmästare blir anklagad för att vara seriemördare.
Geris spel från 1997 är en animerad kortfilm där en gammal man (Geri) spelar schack mot sig själv.
Udda varianter av schack förekommer i Star Trek (tredimensionellt schack) och i Harry Potter-filmerna (trollkarlsschack).
Mer dokumentära är Oskyldiga drag från 1993 som är baserad på schackunderbarnet Joshua Waitzkins liv och Bobby Fischer against the world från 2011 som är en dokumentärfilm om Bobby Fischers liv.
The Queen's Gambit från 2020 är en dramaminiserie som handlar om den fiktiva schackspelaren Beth Harmon, miniserien är baserad på en bok av Walter Tevis med samma namn.
Inom bildkonsten finns många medeltida målningar med schackmotiv. 
Den mesta kända i Sverige är kyrkomålningen Döden spelar schack av Albertus Pictor i Täby kyrka som inspirerade Ingmar Bergman till Det sjunde inseglet.

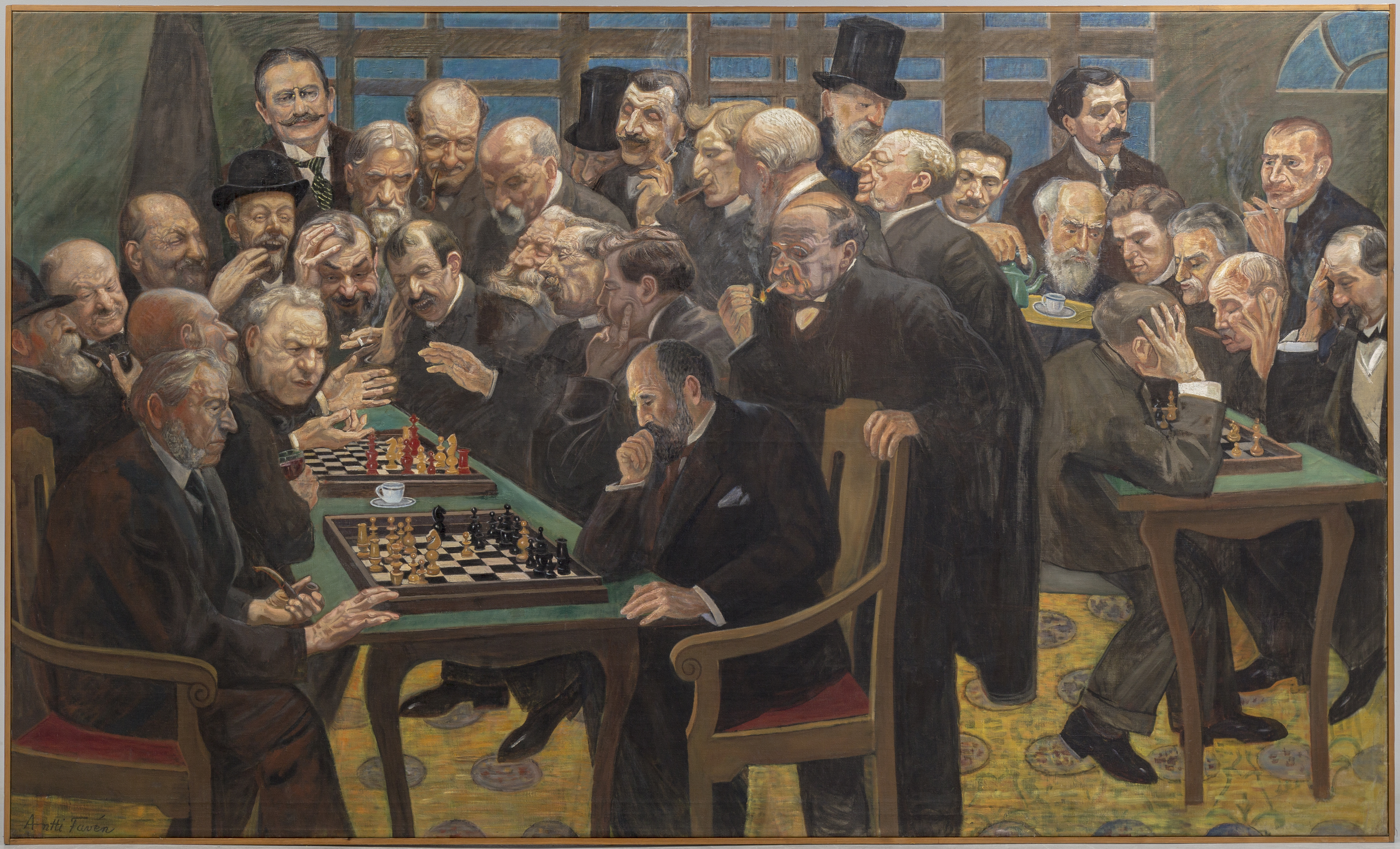
Schackspelare av Antti Favén från tiden 1902–1913

I Stockholms schacksalonger hänger en mustig målning av Antti Favén som föreställer en grupp schackspelare på Cafe de la Régence i Paris. Bland spelarna finns många gamla mästare som Siegbert Tarrasch, Frank Marshall och Ossip Bernstein.
Bland modernisterna har Henri Matisse, Pablo Picasso, Marcel Duchamp, Paul Klee och flera andra använt abstrakta schackmotiv.
Duchamp var speciell på det sättet att han helt slutade med måleri för att fokusera på att spela schack. Duchamp och Man Ray ses spela schack i kortfilmen Entr'acte - de kloka galningarna som René Clair regisserade som ett mellanspel (franska: entr'acte) mellan akterna för Svenska baletten i Paris balett Relâche 1924.
Inom musiken är det mest kända exemplet musikalen Chess av Tim Rice, Björn Ulvaeus och Benny Andersson. Den är inspirerad av Bobby Fischer och matcherna mellan Viktor Kortjnoj och Anatolij Karpov efter att Kortjnoj hoppat av till väst.

## Schackdatorer

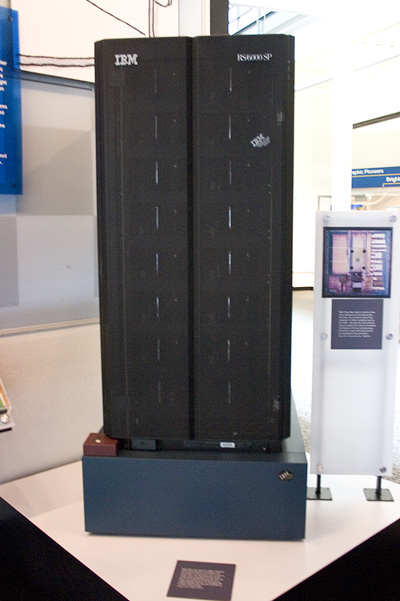
Schackdatorn Deep Blue

Schackspelande datorprogram är numera betydligt starkare än mänskliga spelare. De starkaste programmen 2020 har en Elo-rating nära 3500 på standardhårdvara att jämföra med världseliten som ligger strax över 2800.
De senaste decennierna har detta haft en enorm påverkan på hur schackspelare tränar, förbereder och analyserar partier. Det har också gett problem med fusk i en del tävlingar.
Det första exemplet som brukar nämnas på en schackspelande maskin är den schackspelade turken som konstruerades 1770 av Wolfgang von Kempelen. Den turnerade under många år i Europa och Amerika och besegrade bland andra Napoleon Bonaparte och Benjamin Franklin. Maskinen var en bluff. Inuti den, sinnrikt dold, satt en mänsklig spelare som utförde dragen.
Den riktiga starten på schackspelande maskiner kan sägas vara när Claude Shannon 1950 publicerade en artikel om hur datorprogram skulle kunna spela schack. Han beskrev en del av de algoritmer som senare skulle komma att användas.
Vid den här tiden var det inte många som hade tillgång till datorer men det blev vanligare under 60-talet och program började utvecklas. Till en början var de ganska svaga, men utvecklingen fortsatte med både snabbare hårdvara och bättre program. 1974 arrangerades det första världsmästerskapet för schackdatorer och under 80-talet blev datorerna så starka att de kunde besegra de flesta spelarna. 
1997 besegrade en dator för första gången en regerande världsmästare i en match när IBM:s Deep Blue slog Garri Kasparov med 3½–2½.
Sedan dess har partier mellan datorer och människor blivit mindre och mindre intressanta.
Deep Blue hade specialbyggd hårdvara men numera kan vem som helst skaffa sig program, som till exempel Stockfish, Komodo eller Houdini, som är mycket starka på vilken bärbar dator som helst.

Trädsökning och utvärdering av ställningar (enkelt exempel med två möjliga drag i varje ställning)

Traditionella schackspelande program har en utvärderingsfunktion som bygger på mänskliga erfarenheter av hur ställningar ska värderas. Där ingår det materiella styrkeförhållandet, bondeställningen, pjäsernas rörlighet, med mera.
Programmet gör en trädsökning där alla möjliga vita drag genereras, och för varje vitt drag alla möjliga svarta svar, och så vidare. I botten av trädet utvärderas ställningen och utifrån detta väljer programmet en väg genom trädet som den bästa varianten för båda sidorna. Hur långt programmet hinner söka beror på hur snabb datorn är och detta har en avgörande betydelse för spelstyrkan. 
Detta ändrades 2017 när Googles dotterbolag DeepMind presenterade AlphaZero, en dator som kunde spela schack, go och shogi bättre än några andra program. 
Det unika med AlphaZero var att det endast hade lärts de grundläggande reglerna för schack, och sedan helt och hållet skaffat sig sin spelstyrka genom att spela mot sig själv. 
AlphaZero har ingen utvärderingsfunktion för ställningar baserad på mänskliga erfarenheter. I stället har den ett neuralt nätverk som föreslår drag och som genom maskininlärning hela tiden förbättras.
Till skillnad från de trädsökningsmetoder som beskrivs ovan, använder programmet så kallad Monte Carlo-trädsökning där bara vissa varianter söks i botten.

## Varianter av schack
Schackvarianter är relaterade till schack i minst en aspekt. David Pritchard, författaren av Encyclopedia of Chess Variants, uppskattar att det finns över 2000 officiella schackvarianter.
Många schackvarianter är historiska eller regionala varianter av det västerländska spelet schack. Chaturanga är den indiska föregångaren till schackspelet. Shogi är den japanska medlemmen av schackfamiljen, medan hasami shogi är en populär variant av spelet. Xiangqi är den kinesiska versionen av schack, och hexagonalt schack, eller polskt schack, spelas på ett sexkantigt bräde.
Andra varianter, som härstammar från spelet schack, har några få modifieringar i spelreglerna. Schack960, eller Fischers slumpmässiga schack, är en variant där alla pjäser utom bönderna arrangeras slumpmässigt i en symmetrisk startposition. Varianten schack för tre liknar vanligt schack, men är avsedd för tre spelare. Chock är en lagvariant av brädspelet.

### Andra brädspel
- Damspel
- Backgammon
- Go